# 대전광역시
대전광역시(大田廣域市)는 대한민국 충청권의 중남부에 자리한 광역시이다. 면적은 539km², 인구는 140만여 명에 달한다. 
경부고속철도, 경부선, 호남선 철도가 분기하고, 경부고속도로와 호남고속도로지선, 통영대전고속도로, 서산영덕고속도로 등 주요 고속도로가 연결되는 교통의 중심이다. 1998년 정부대전청사가 개청되어 중앙행정기관이 입주해 있으며, 한국철도공사, 한국조폐공사, 한국수자원공사 등 공기업 본사도 소재한다.
대덕연구개발특구가 조성되어 한국과학기술원(KAIST), 한국원자력연구원, 한국전자통신연구원(ETRI), 한국항공우주연구원, 한국화학연구원, 한국과학기술정보연구원 등 정부출연연구기관과 전력연구원 등 공공 및 민간 연구소가 밀집한 과학 도시이다. 1993년 세계 박람회를 성공적으로 개최하여 과학도시로서 위상을 확립하였고, 2011년 국제과학비즈니스벨트 거점도시로 지정되었다. 시청은 서구 둔산동에 있고, 행정 구역은 5개 구이고, 82개 행정동이다.

## 역사

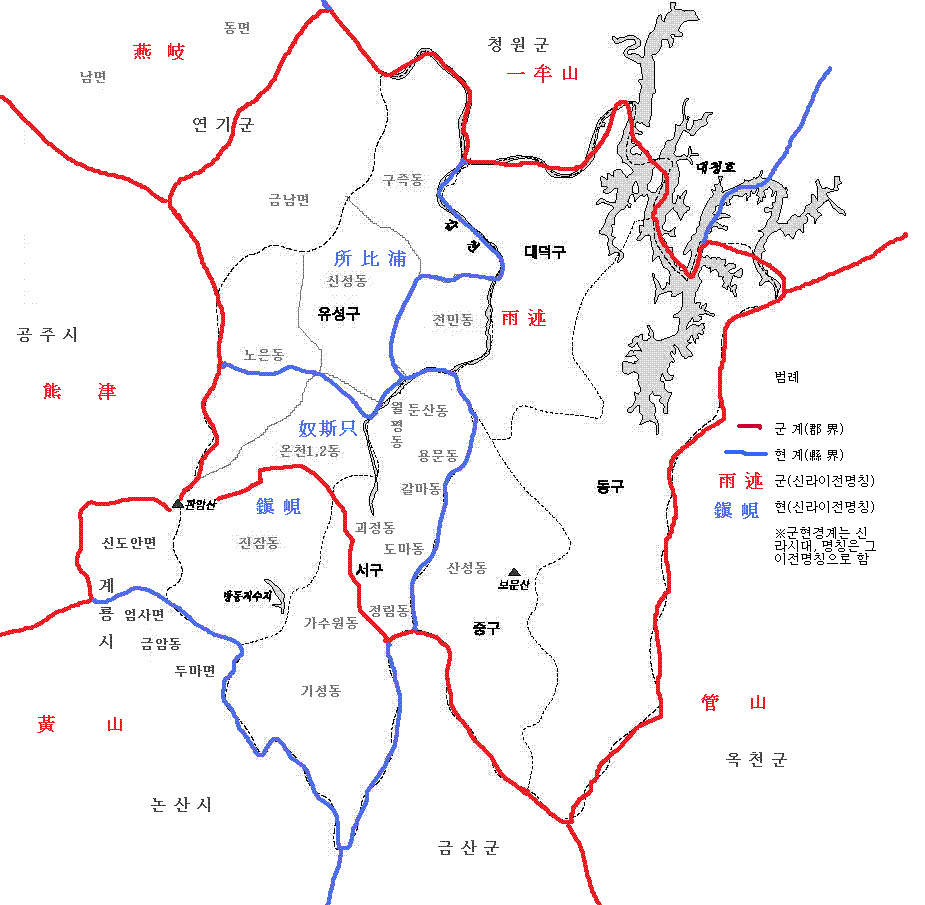
고대 대전 대략도

### 삼국시대와 조선시대
백제의 우술군(雨述郡)이었고, 계족산성이 유적으로 남아 있다. 백제는 수도를 함락당하고, 우술군(현 대전광역시 일대)를 넘어 현재 모산성(현 전라북도 남원시) 일대에도 고구려군이 당도했다는 기록이 있다. 신라에서 비풍군(比豐郡)으로 고쳤고, 고려에서 회덕현(懷德縣)으로 고쳐 공주목에 속하였다.
조선시대에 공주목(公州牧) 직할의 일부와 회덕현, 진잠현(鎭岑縣)에 속하는 지역이었다. 성리학의 전성기에 박팽년(朴彭年), 송준길(宋浚吉), 송시열(宋時烈), 권시(權諰), 윤휴(尹鑴) 등 기호학파가 활동하였다.

### 근대
1905년 경부선 대전역이 들어서면서 근대 도시로 발전하기 시작하였고, 1913년에 대전에서 분기하는 호남선 철도가 완공되면서 교통의 중심도시가 되었다.
1914년 회덕군, 진잠군과 공주군 일부를 폐합하여 대전군을 설치하고, 회덕면 읍내리(현 대덕구 읍내동)에 있던 회덕군청을 산내면 대전리(현 동구 중앙동)로 이전하였다.

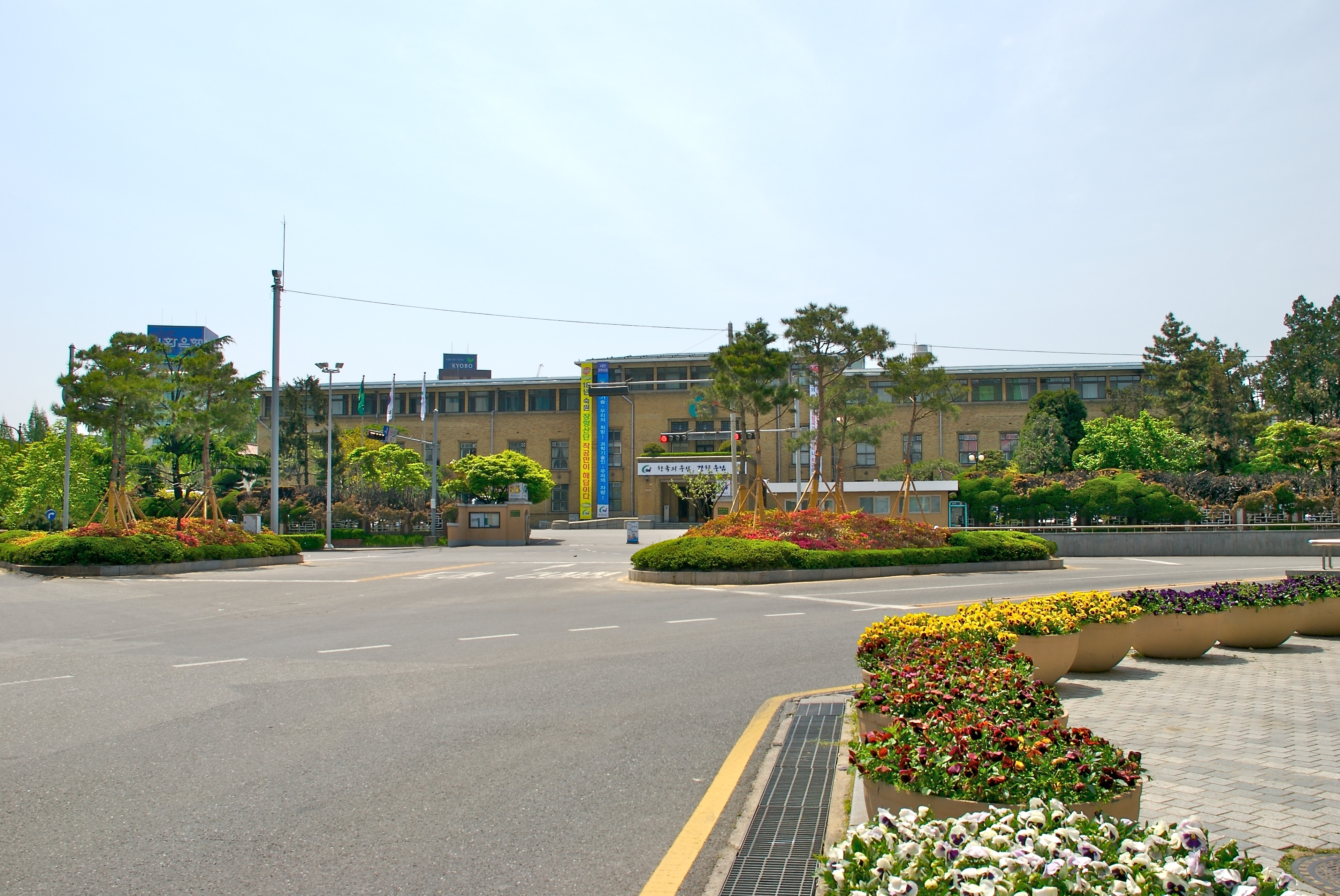
구 충청남도청 청사

1932년 충청남도청이 공주에서 대전으로 이전하여 충청남도 행정의 중심이 되었으며, 각종 산업시설이 들어섰다. 1935년 대전읍이 대전부로 승격되어 분리되었고, 대전군은 대덕군으로 개칭하였다.

### 현대
대한민국 정부 수립 이후 1949년 대전부를 대전시로 개칭하였다. 1950년 한국 전쟁 중 임시 수도 역할을 하였다. 교통의 요지였기 때문에 대전 전투가 벌어졌고, 6·25 전란으로 폐허가 되었다. 그러나 피난민이 대전에 정착하고 전후의 복구사업으로 전국 각지의 인구가 유입되었다.
1970년 회덕 분기점에서 갈라지는 경부고속도로와 호남고속도로가 개통되면서 교통 물류의 중심도시로 성장하였다. 1973년부터 대덕연구단지가 개발되어 과학기술 도시로 발전하였다.
1989년 1월 1일 대전시와 대덕군이 통합되어 대전직할시로 승격되었다. 1993년 대한민국 최초의 국제박람회기구 공인 엑스포인 대전 세계박람회를 성공적으로 개최하여 과학도시로서 위상을 확립하였다. 108개 국가, 33개 국제기구, 200여개 기업이 참가하고 약 1,450만명의 관람객이 방문하였다.
1995년 1월 1일 지방자치제가 실시되면서 대전광역시로 개칭하였다. 1998년 둔산동에 정부대전청사가 개청되어 관세청, 특허청, 통계청, 조달청, 철도청, 중소기업청, 병무청, 산림청, 문화재관리국, 정부기록보존소, 대전청사관리소 등 11개의 국가 중앙행정기관이 이전하였다. 같은해 대전광역시가 주도하여 국제협력기구인 세계과학도시연합(WTA)을 창설하였다.
1999년 시청이 중구 원도심에서 둔산 신도심으로 이전하였다. 2011년 국제과학비즈니스벨트 거점도시로 지정되었다.

## 지리
대전은 대한민국의 중앙부에 위치하므로 중도(中都)라고도 부른다. 수도권과 영남·호남을 잇는 삼남의 관문이며, 고속도로와 철도, 국도가 분기하는 교통의 요지이다. 시청을 기준으로 직선거리는 서울까지 139km, 부산까지 200km, 대구까지 121km, 광주까지 140km이다.

북서쪽으로 세종특별자치시, 서쪽으로 충청남도 공주시, 남서쪽으로 논산시·계룡시, 남쪽으로 금산군, 북동쪽으로 충청북도 청주시, 동쪽으로 옥천군·보은군과 인접한다.

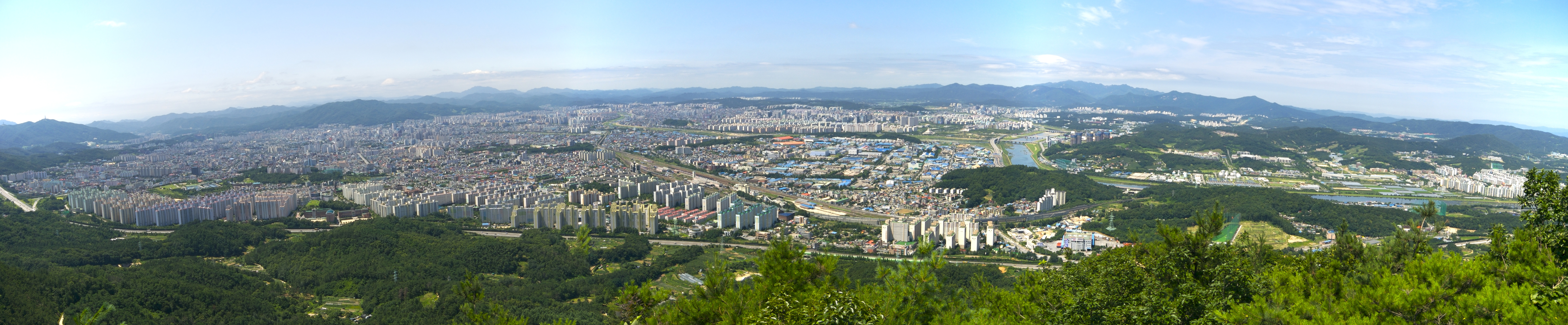
계족산에서 본 대전 전경 파노라마

### 강 / 하천

갑천

금강 유역 주요 국가 하천인 갑천, 유등천, 대전천이 합류하여 북쪽의 금강으로 흘러 들어가며 그 강변으로 넓은 평야가 발달되어 있다. 유등천과 대전천은 탄방동과 오정동에서 합류하고 이 물길은 대화동과 도룡동에서 갑천과 합류한다. 서쪽에서는 진잠천·유성천·반석천·탄동천·관평천이 갑천에 합류한다. 대전의 중심부를 가로지르는 갑천은 신탄진에서 금강과 합류한다. 금강은 대전의 동부에서 북부를 흐른다. 갑천, 유등천, 대전천 연변에는 해발고도 40m의 넓은 충적지가 발달되어 있다. 충적지 주변에는 경사가 완만한 산록완사면이 발달하고 있다. 이 충적지와 구릉지는 대전의 농경, 거주, 산업활동의 기반이 되는 중요한 지형이다. 대전의 동부 금강 유역에는 대한민국 3대 호수인 대청호가 있어서 수자원이 풍부하다.

### 지형과 지질

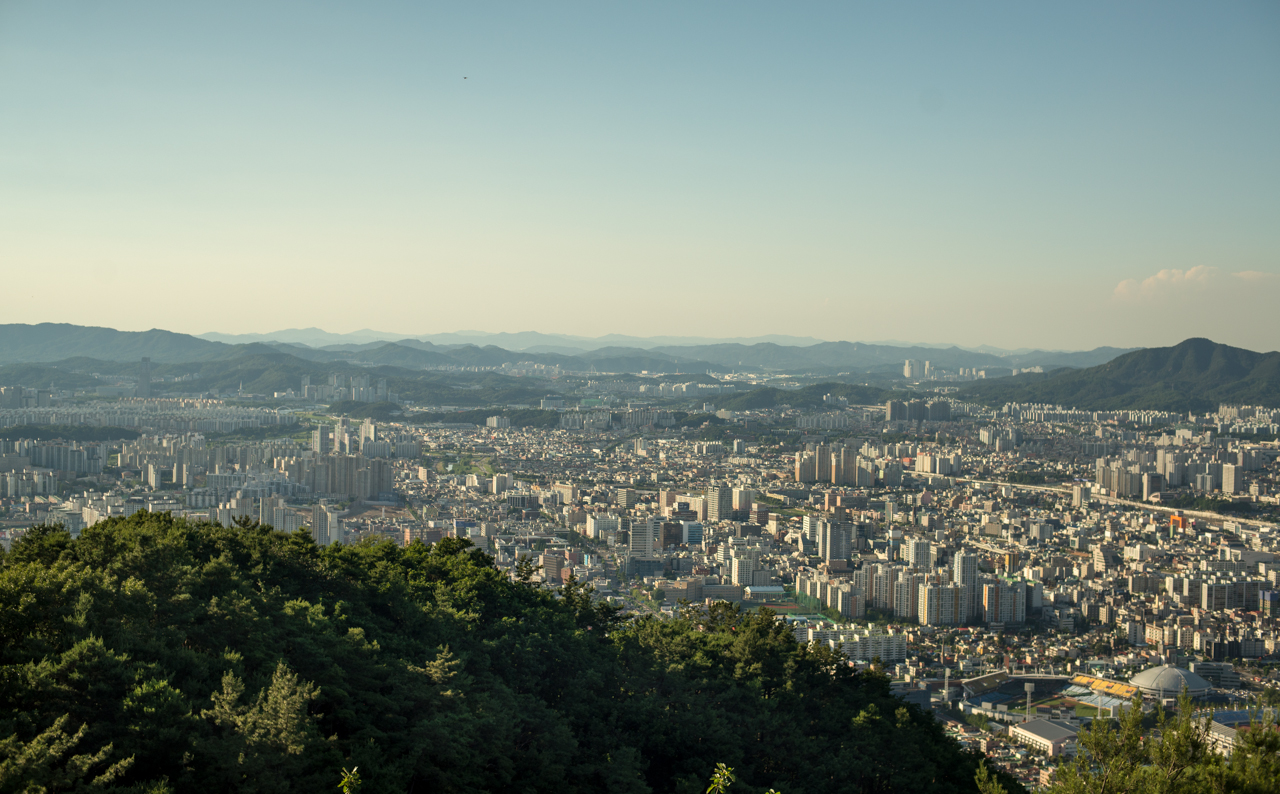
보문산 정상에서 바라본 대전

대전의 동부와 남부는 비교적 고지대이며, 서부와 북부는 낮은 구릉지와 평야가 전개되어 저지대를 이룬다. 대전의 동부에는 계족산(398.7m), 개머리산(365m), 함각산(314m)이 있고, 서쪽으로는 계룡산(845m)과 우산봉(573.8m), 갑하산(469m), 빈계산(414m)으로 이어지는 계룡산 자락이 있다. 대전 남부에는 보문산(457.3m)이 있고, 서남부에는 구봉산(264m)이 있으며, 동남부에는 대전에서 가장 높은 산인 식장산(597.4m)이 있다. 대전의 북부에는 금병산(345m)과 매방산(182m), 불무산(161m) 등 100m 내외의 낮은 언덕이 있다.
대전의 동쪽 산지는 옥천 누층군의 규암과 변성암이 많이 분포되어 있고, 서쪽 산지지역은 중생대 화강암류, 맥암류와 반암류가 밀집 분포되어 있어 풍화 및 침식에 강하다. 대전 중앙부의 화강암 지역은 풍화 및 침식에 의하여 넓은 평야지대가 형성되었다.

### 기후
쾨펜의 기후 구분 상으로 대전은 냉대 동계 소우 기후(Dwa)와 온대 하우 기후(Cwa)의 특성을 모두 가지고 있다. 기온은 연평균 기온 13.1℃, 가장 무더운 달인 8월의 평균기온 26.0℃, 가장 추운 달인 1월의 월평균기온 -1.0℃, 연교차는 27.0℃로 대륙성 기후 특성을 나타낸다. 여름 8월 평균기온은 대구·부산·광주·서울보다 낮아 상대적으로 서늘하고, 겨울 1월 평균기온은 서울보다 높아 비교적 온화하다. 극값으로는 최고기온이 39.3℃(2018. 8. 15), 최저기온은 -19.0℃(1969. 2. 6)를 나타내었다. 
강수량은 연평균이 1,351.2mm이며 계절적으로 연강수량의 50-60%가 여름에 내리고, 5-10%는 겨울에 내리며, 일강수량의 최댓값은 303.3mm(1987. 7. 22)이었다. 바람은 일반적으로 북서계절풍이 남서계절풍보다 강하고, 특히 겨울철에는 북서풍이 불며, 운량은 7월에 많고 10월에는 적게 나타난다. 계절관측으로는 첫서리는 10월 5일, 첫얼음은 10월 12일, 첫눈은 10월 23일에 관측되었다. 대전의 대기는 미세먼지 농도 44㎍/m3로 한국의 7대 도시에 비해 오염도가 가장 낮고 공기가 가장 깨끗한 도시로 보고되었다.
| 대전지방기상청 (대전광역시 유성구 구성동, 해발 67.79m)의 기후 | 대전지방기상청 (대전광역시 유성구 구성동, 해발 67.79m)의 기후 | 대전지방기상청 (대전광역시 유성구 구성동, 해발 67.79m)의 기후 | 대전지방기상청 (대전광역시 유성구 구성동, 해발 67.79m)의 기후 | 대전지방기상청 (대전광역시 유성구 구성동, 해발 67.79m)의 기후 | 대전지방기상청 (대전광역시 유성구 구성동, 해발 67.79m)의 기후 | 대전지방기상청 (대전광역시 유성구 구성동, 해발 67.79m)의 기후 | 대전지방기상청 (대전광역시 유성구 구성동, 해발 67.79m)의 기후 | 대전지방기상청 (대전광역시 유성구 구성동, 해발 67.79m)의 기후 | 대전지방기상청 (대전광역시 유성구 구성동, 해발 67.79m)의 기후 | 대전지방기상청 (대전광역시 유성구 구성동, 해발 67.79m)의 기후 | 대전지방기상청 (대전광역시 유성구 구성동, 해발 67.79m)의 기후 | 대전지방기상청 (대전광역시 유성구 구성동, 해발 67.79m)의 기후 | 대전지방기상청 (대전광역시 유성구 구성동, 해발 67.79m)의 기후 |
| 월                                                            | 1월                                                           | 2월                                                           | 3월                                                           | 4월                                                           | 5월                                                           | 6월                                                           | 7월                                                           | 8월                                                           | 9월                                                           | 10월                                                          | 11월                                                          | 12월                                                          | 연간                                                          |
| ------------------------------------------------------------- | ------------------------------------------------------------- | ------------------------------------------------------------- | ------------------------------------------------------------- | ------------------------------------------------------------- | ------------------------------------------------------------- | ------------------------------------------------------------- | ------------------------------------------------------------- | ------------------------------------------------------------- | ------------------------------------------------------------- | ------------------------------------------------------------- | ------------------------------------------------------------- | ------------------------------------------------------------- | ------------------------------------------------------------- |
| 역대 최고 기온 °C (°F)                                        | 16.6 (61.9)                                                   | 22.6 (72.7)                                                   | 29.3 (84.7)                                                   | 30.4 (86.7)                                                   | 33.3 (91.9)                                                   | 36.6 (97.9)                                                   | 37.7 (99.9)                                                   | 39.4 (102.9)                                                  | 36.0 (96.8)                                                   | 31.2 (88.2)                                                   | 25.5 (77.9)                                                   | 19.8 (67.6)                                                   | 39.4 (102.9)                                                  |
| 일평균 최고 기온 °C (°F)                                      | 4.1 (39.4)                                                    | 7.0 (44.6)                                                    | 12.7 (54.9)                                                   | 19.4 (66.9)                                                   | 24.5 (76.1)                                                   | 27.9 (82.2)                                                   | 29.6 (85.3)                                                   | 30.3 (86.5)                                                   | 26.3 (79.3)                                                   | 20.8 (69.4)                                                   | 13.5 (56.3)                                                   | 6.2 (43.2)                                                    | 18.5 (65.3)                                                   |
| 일일 평균 기온 °C (°F)                                        | −1.0 (30.2)                                                   | 1.4 (34.5)                                                    | 6.6 (43.9)                                                    | 13.0 (55.4)                                                   | 18.5 (65.3)                                                   | 22.7 (72.9)                                                   | 25.5 (77.9)                                                   | 26.0 (78.8)                                                   | 21.2 (70.2)                                                   | 14.6 (58.3)                                                   | 7.7 (45.9)                                                    | 1.0 (33.8)                                                    | 13.1 (55.6)                                                   |
| 일평균 최저 기온 °C (°F)                                      | −5.5 (22.1)                                                   | −3.6 (25.5)                                                   | 1.1 (34.0)                                                    | 6.9 (44.4)                                                    | 12.8 (55.0)                                                   | 18.1 (64.6)                                                   | 22.2 (72.0)                                                   | 22.5 (72.5)                                                   | 17.0 (62.6)                                                   | 9.4 (48.9)                                                    | 2.8 (37.0)                                                    | −3.4 (25.9)                                                   | 8.4 (47.1)                                                    |
| 역대 최저 기온 °C (°F)                                        | −18.6 (−1.5)                                                  | −19.0 (−2.2)                                                  | −10.7 (12.7)                                                  | −2.9 (26.8)                                                   | 3.1 (37.6)                                                    | 8.1 (46.6)                                                    | 13.0 (55.4)                                                   | 12.3 (54.1)                                                   | 4.2 (39.6)                                                    | −2.9 (26.8)                                                   | −11.4 (11.5)                                                  | −17.7 (0.1)                                                   | −19.0 (−2.2)                                                  |
| 평균 강수량 mm (인치)                                         | 25.5 (1.00)                                                   | 37.2 (1.46)                                                   | 51.6 (2.03)                                                   | 81.6 (3.21)                                                   | 91.8 (3.61)                                                   | 167.3 (6.59)                                                  | 306.9 (12.08)                                                 | 299.8 (11.80)                                                 | 152.5 (6.00)                                                  | 59.3 (2.33)                                                   | 48.0 (1.89)                                                   | 29.7 (1.17)                                                   | 1,351.2 (53.20)                                               |
| 평균 강수일수 (≥ 0.1 mm)                                      | 8.0                                                           | 7.0                                                           | 8.3                                                           | 8.3                                                           | 8.2                                                           | 9.9                                                           | 16.4                                                          | 14.8                                                          | 9.1                                                           | 6.1                                                           | 8.5                                                           | 9.3                                                           | 113.9                                                         |
| 평균 강설일수                                                 | 9.8                                                           | 6.0                                                           | 2.8                                                           | 0.2                                                           | 0.0                                                           | 0.0                                                           | 0.0                                                           | 0.0                                                           | 0.0                                                           | 0.1                                                           | 2.1                                                           | 7.9                                                           | 28.9                                                          |
| 평균 상대 습도 (%)                                            | 65.3                                                          | 60.3                                                          | 57.9                                                          | 56.9                                                          | 62.4                                                          | 69.8                                                          | 79.1                                                          | 78.2                                                          | 75.3                                                          | 71.8                                                          | 69.3                                                          | 67.9                                                          | 67.9                                                          |
| 평균 월간 일조시간                                            | 168.2                                                         | 176.2                                                         | 207.7                                                         | 220.5                                                         | 239.8                                                         | 198.5                                                         | 155.5                                                         | 177.0                                                         | 180.3                                                         | 205.1                                                         | 162.4                                                         | 162.5                                                         | 2,253.7                                                       |
| 출처: 기상청 (평년값: 1991년~2020년, 극값: 1969년~현재)       |                                                               |                                                               |                                                               |                                                               |                                                               |                                                               |                                                               |                                                               |                                                               |                                                               |                                                               |                                                               |                                                               |

## 행정 구역

대전광역시의 행정구역 지도

대전광역시의 행정구역은 대체로 3대 하천의 물길을 따라 구획되어 있다. 대전천의 동쪽은 동구와 대덕구, 대전천과 유등천 사이는 중구, 유등천과 갑천 사이는 서구, 갑천의 서쪽은 유성구, 갑천의 동쪽은 대덕구이다. 
대도시권 광역교통 관리에 관한 특별법 시행령 2조에서 대전광역시, 세종특별자치시, 충청남도 공주시, 논산시, 계룡시, 금산군 및 충청북도 청주시, 보은군, 옥천군이 대전권으로 규정된다. 또한 충청남도, 세종특별자치시와 함께 대전충남 지역으로 칭해지기도 한다.
| 자치구     | 한자       | 세대    | 인구      | 면적(km2) | 법정동 | 행정동 |
| ---------- | ---------- | ------- | --------- | --------- | ------ | ------ |
| 동구       | 東區       | 101,982 | 251,209   | 136.64    | 5      | 16     |
| 중구       | 中區       | 104,004 | 264,529   | 62.13     | 26     | 17     |
| 서구       | 西區       | 187,227 | 499,143   | 95.48     | 27     | 24     |
| 유성구     | 儒城區     | 121,225 | 332,418   | 177.23    | 53     | 13     |
| 대덕구     | 大德區     | 77,537  | 204,632   | 68.66     | 26     | 12     |
| 대전광역시 | 大田廣域市 | 591,975 | 1,551,931 | 540.15    | 177    | 82     |

## 인구
대전 지역은 조선 시대까지만 하여도 호서 지방의 농경지와 읍치(邑治)가 흩어져 있던 전형적인 농촌 지역이었다. 교통로는 존재하였으나 대규모 도시가 형성되지는 않았으며, 인구 또한 수만 명 수준에 불과하였다.
1905년 경부선 철도의 개통은 대전의 도시적 성장을 촉발하였다. 대전역은 서울과 부산을 연결하는 철도망의 중심지로 자리 잡았으며, 이에 따라 상업·교통의 요충지로 성장하였다. 일제는 대전 일대를 행정적·군사적 거점으로 활용하였고, 이에 따라 1940년대 대전의 인구는 약 5만 명을 상회하였다.
광복 직후 귀환민과 한국전쟁기 피난민의 대규모 유입으로 대전의 인구는 급격히 증가하였다. 특히 전쟁 중 대전은 한때 임시 수도 기능을 수행하였고, 군사적·행정적 기능이 강화됨에 따라 인구 규모가 크게 불어났다. 1960년대 이후 대전은 충청권의 행정·산업 중심지로 성장하였다. 1973년 정부출연 연구기관이 집적된 대덕연구단지가 조성되면서 대전은 과학기술 도시로서의 기반을 마련하였다. 이러한 과정에서 인구는 급격히 증가하여 1960년대 20만 명 수준에서 1980년대 중반에는 100만 명을 돌파하였다.
1989년 대전은 직할시로 승격되었고, 1995년 지방자치제 실시와 함께 광역시로 전환되었다. 이 시기에 대전은 대규모 주거단지와 산업단지 개발을 통해 충청권의 핵심 도시로 자리매김하였다. 인구는 1990년대에 지속적으로 증가하여 약 140만 명에 달하였다. 대전은 ‘과학과 행정의 도시’로 특화되었으며, 대덕연구개발특구를 중심으로 한 첨단 산업과 연구기관이 집중되었다. 그러나 수도권 집중과 저출산·고령화의 영향으로 인구 증가세는 둔화되었다. 2000년대 후반 이후 인구는 약 150만 명 수준에서 정체 또는 감소세를 보였다.
2025년 현재 대전광역시의 인구는 약 145만 명 내외로 집계된다. 과거 급격한 인구 성장을 이끌었던 연구단지와 행정 기능은 여전히 주요 축으로 기능하고 있으나, 청년층의 수도권 유출과 자연 감소로 인하여 인구는 점차 감소하는 추세를 보이고 있다. 그럼에도 불구하고 대전은 대한민국을 대표하는 과학기술 연구 중심 도시로서의 위상을 유지하고 있다.
|                   | \| 대전광역시의 인구[13] \| 대전광역시의 인구[13] \| 대전광역시의 인구[13] \| 대전광역시의 인구[13] \| 대전광역시의 인구[13] \| 대전광역시의 인구[13] \| 대전광역시의 인구[13] \| 대전광역시의 인구[13] \| 대전광역시의 인구[13] \| \| 연도 \| 인구 (명) \| 인구그래프 \| 증감률 (%) \| 세대 수 \| 세대 수 그래프 \| 인구 밀도 \| 면적 \| 비고 \| \| --------------------- \| --------------------- \| --------------------- \| --------------------- \| --------------------- \| --------------------- \| --------------------- \| --------------------- \| --------------------- \| \| 1986년 \| 893,642 \| \| 3.11 \| 195,933 \| \| 4,375 \| 204.25 \| \| \| 1987년 \| 922,047 \| \| 3.18 \| 204,149 \| \| 4,511 \| 204.42 \| \| \| 1988년 \| 937,119 \| \| 1.64 \| 213,031 \| \| 4,498 \| 208.35 \| \| \| 1989년 \| 1,051,795 \| \| 12.24 \| 243,720 \| \| 1,958 \| 537.25 \| \| \| 1990년 \| 1,049,578 \| \| -0.21 \| 262,348 \| \| 1,954 \| 537.19 \| 감소 \| \| 1991년 \| 1,091,200 \| \| 3.97 \| 277,923 \| \| 2,031 \| 537.27 \| \| \| 1992년 \| 1,136,621 \| \| 4.16 \| 327,049 \| \| 2,116 \| 537.13 \| \| \| 1993년 \| 1,191,187 \| \| 4.80 \| 348,619 \| \| 2,219 \| 536.86 \| \| \| 1994년 \| 1,235,378 \| \| 3.71 \| 365,412 \| \| 2,288 \| 539.85 \| \| \| 1995년 \| 1,268,432 \| \| 2.68 \| 379,121 \| \| 2,349 \| 539.87 \| \| \| 1996년 \| 1,387,884 \| \| 2.32 \| 394,869 \| \| 2,404 \| 539.98 \| \| \| 1997년 \| 1,323,009 \| \| 1.94 \| 411,867 \| \| 2,451 \| 539.71 \| \| \| 1998년 \| 1,345,684 \| \| 1.71 \| 417,523 \| \| 2,492 \| 539.79 \| \| \| 1999년 \| 1,368,287 \| \| 1.68 \| 427,152 \| \| 2,535 \| 539.73 \| \| \| 2000년 \| 1,390,510 \| \| 1.62 \| 439,312 \| \| 2,576 \| 539.83 \| \| \| 2001년 \| 1,408,809 \| \| 1.32 \| 450,489 \| \| 2,609 \| 539.84 \| \| \| 2002년 \| 1,424,844 \| \| 1.14 \| 463,270 \| \| 2,640 \| 539.71 \| \| \| 2003년 \| 1,438,778 \| \| 0.98 \| 479,916 \| \| 2,666 \| 539.64 \| \| \| 2004년 \| 1,450,750 \| \| 0.83 \| 492,068 \| \| 2,689 \| 539.59 \| \| \| 2005년 \| 1,462,535 \| \| 0.81 \| 505,650 \| \| 2,709 \| 539.78 \| \| \| 2006년 \| 1,475,961 \| \| 0.92 \| 518,039 \| \| 2,734 \| 539.79 \| \| \| 2007년 \| 1,487,836 \| \| 0.80 \| 525,880 \| \| 2,757 \| 539.64 \| \| \| 2008년 \| 1,495,048 \| \| 0.48 \| 531,682 \| \| 2,769 \| 539.84 \| \| \| 2009년 \| 1,498,665 \| \| 0.24 \| 538,100 \| \| 2,776 \| 539.86 \| \| \| 2010년 \| 1,518,540 \| \| 1.33 \| 555,768 \| \| 2,813 \| 539.90 \| \| \| 2011년 \| 1,530,650 \| \| 0.80 \| 566,324 \| \| 2,835 \| 539.97 \| \| \| 2012년 \| 1,539,154 \| \| 0.56 \| 575,600 \| \| 2,849 \| 540.14 \| \| \| 2013년 \| 1,547,609 \| \| 0.55 \| 584,877 \| \| 2,865 \| 540.24 \| \| \| 2014년 \| 1,531,807 \| \| \| \| \| \| \| 감소 \| \| 2015년 \| 1,518,775 \| \| \| \| \| \| \| \| \| 2016년 \| 1,514,370 \| \| \| \| \| \| \| \| \| 2017년 \| 1,502,227 \| \| \| \| \| \| \| \| \| 2018년 \| 1,489,936 \| \| \| \| \| \| \| \| |            |            |         |                |           |        |      |
| 대전광역시의 인구 | |            |            |         |                |           |        |      |
| 연도              | 인구 (명) | 인구그래프 | 증감률 (%) | 세대 수 | 세대 수 그래프 | 인구 밀도 | 면적   | 비고 |
| 1986년            | 893,642 |            | 3.11       | 195,933 |                | 4,375     | 204.25 |      |
| 1987년            | 922,047 |            | 3.18       | 204,149 |                | 4,511     | 204.42 |      |
| 1988년            | 937,119 |            | 1.64       | 213,031 |                | 4,498     | 208.35 |      |
| 1989년            | 1,051,795 |            | 12.24      | 243,720 |                | 1,958     | 537.25 |      |
| 1990년            | 1,049,578 |            | -0.21      | 262,348 |                | 1,954     | 537.19 | 감소 |
| 1991년            | 1,091,200 |            | 3.97       | 277,923 |                | 2,031     | 537.27 |      |
| 1992년            | 1,136,621 |            | 4.16       | 327,049 |                | 2,116     | 537.13 |      |
| 1993년            | 1,191,187 |            | 4.80       | 348,619 |                | 2,219     | 536.86 |      |
| 1994년            | 1,235,378 |            | 3.71       | 365,412 |                | 2,288     | 539.85 |      |
| 1995년            | 1,268,432 |            | 2.68       | 379,121 |                | 2,349     | 539.87 |      |
| 1996년            | 1,387,884 |            | 2.32       | 394,869 |                | 2,404     | 539.98 |      |
| 1997년            | 1,323,009 |            | 1.94       | 411,867 |                | 2,451     | 539.71 |      |
| 1998년            | 1,345,684 |            | 1.71       | 417,523 |                | 2,492     | 539.79 |      |
| 1999년            | 1,368,287 |            | 1.68       | 427,152 |                | 2,535     | 539.73 |      |
| 2000년            | 1,390,510 |            | 1.62       | 439,312 |                | 2,576     | 539.83 |      |
| 2001년            | 1,408,809 |            | 1.32       | 450,489 |                | 2,609     | 539.84 |      |
| 2002년            | 1,424,844 |            | 1.14       | 463,270 |                | 2,640     | 539.71 |      |
| 2003년            | 1,438,778 |            | 0.98       | 479,916 |                | 2,666     | 539.64 |      |
| 2004년            | 1,450,750 |            | 0.83       | 492,068 |                | 2,689     | 539.59 |      |
| 2005년            | 1,462,535 |            | 0.81       | 505,650 |                | 2,709     | 539.78 |      |
| 2006년            | 1,475,961 |            | 0.92       | 518,039 |                | 2,734     | 539.79 |      |
| 2007년            | 1,487,836 |            | 0.80       | 525,880 |                | 2,757     | 539.64 |      |
| 2008년            | 1,495,048 |            | 0.48       | 531,682 |                | 2,769     | 539.84 |      |
| 2009년            | 1,498,665 |            | 0.24       | 538,100 |                | 2,776     | 539.86 |      |
| 2010년            | 1,518,540 |            | 1.33       | 555,768 |                | 2,813     | 539.90 |      |
| 2011년            | 1,530,650 |            | 0.80       | 566,324 |                | 2,835     | 539.97 |      |
| 2012년            | 1,539,154 |            | 0.56       | 575,600 |                | 2,849     | 540.14 |      |
| 2013년            | 1,547,609 |            | 0.55       | 584,877 |                | 2,865     | 540.24 |      |
| 2014년            | 1,531,807 |            |            |         |                |           |        | 감소 |
| 2015년            | 1,518,775 |            |            |         |                |           |        |      |
| 2016년            | 1,514,370 |            |            |         |                |           |        |      |
| 2017년            | 1,502,227 |            |            |         |                |           |        |      |
| 2018년            | 1,489,936 |            |            |         |                |           |        |      |

| 대전광역시의 인구 | 대전광역시의 인구 | 대전광역시의 인구 | 대전광역시의 인구 | 대전광역시의 인구 | 대전광역시의 인구 | 대전광역시의 인구 | 대전광역시의 인구 | 대전광역시의 인구 |
| 연도              | 인구 (명)         | 인구그래프        | 증감률 (%)        | 세대 수           | 세대 수 그래프    | 인구 밀도         | 면적              | 비고              |
| ----------------- | ----------------- | ----------------- | ----------------- | ----------------- | ----------------- | ----------------- | ----------------- | ----------------- |
| 1986년            | 893,642           |                   | 3.11              | 195,933           |                   | 4,375             | 204.25            |                   |
| 1987년            | 922,047           |                   | 3.18              | 204,149           |                   | 4,511             | 204.42            |                   |
| 1988년            | 937,119           |                   | 1.64              | 213,031           |                   | 4,498             | 208.35            |                   |
| 1989년            | 1,051,795         |                   | 12.24             | 243,720           |                   | 1,958             | 537.25            |                   |
| 1990년            | 1,049,578         |                   | -0.21             | 262,348           |                   | 1,954             | 537.19            | 감소              |
| 1991년            | 1,091,200         |                   | 3.97              | 277,923           |                   | 2,031             | 537.27            |                   |
| 1992년            | 1,136,621         |                   | 4.16              | 327,049           |                   | 2,116             | 537.13            |                   |
| 1993년            | 1,191,187         |                   | 4.80              | 348,619           |                   | 2,219             | 536.86            |                   |
| 1994년            | 1,235,378         |                   | 3.71              | 365,412           |                   | 2,288             | 539.85            |                   |
| 1995년            | 1,268,432         |                   | 2.68              | 379,121           |                   | 2,349             | 539.87            |                   |
| 1996년            | 1,387,884         |                   | 2.32              | 394,869           |                   | 2,404             | 539.98            |                   |
| 1997년            | 1,323,009         |                   | 1.94              | 411,867           |                   | 2,451             | 539.71            |                   |
| 1998년            | 1,345,684         |                   | 1.71              | 417,523           |                   | 2,492             | 539.79            |                   |
| 1999년            | 1,368,287         |                   | 1.68              | 427,152           |                   | 2,535             | 539.73            |                   |
| 2000년            | 1,390,510         |                   | 1.62              | 439,312           |                   | 2,576             | 539.83            |                   |
| 2001년            | 1,408,809         |                   | 1.32              | 450,489           |                   | 2,609             | 539.84            |                   |
| 2002년            | 1,424,844         |                   | 1.14              | 463,270           |                   | 2,640             | 539.71            |                   |
| 2003년            | 1,438,778         |                   | 0.98              | 479,916           |                   | 2,666             | 539.64            |                   |
| 2004년            | 1,450,750         |                   | 0.83              | 492,068           |                   | 2,689             | 539.59            |                   |
| 2005년            | 1,462,535         |                   | 0.81              | 505,650           |                   | 2,709             | 539.78            |                   |
| 2006년            | 1,475,961         |                   | 0.92              | 518,039           |                   | 2,734             | 539.79            |                   |
| 2007년            | 1,487,836         |                   | 0.80              | 525,880           |                   | 2,757             | 539.64            |                   |
| 2008년            | 1,495,048         |                   | 0.48              | 531,682           |                   | 2,769             | 539.84            |                   |
| 2009년            | 1,498,665         |                   | 0.24              | 538,100           |                   | 2,776             | 539.86            |                   |
| 2010년            | 1,518,540         |                   | 1.33              | 555,768           |                   | 2,813             | 539.90            |                   |
| 2011년            | 1,530,650         |                   | 0.80              | 566,324           |                   | 2,835             | 539.97            |                   |
| 2012년            | 1,539,154         |                   | 0.56              | 575,600           |                   | 2,849             | 540.14            |                   |
| 2013년            | 1,547,609         |                   | 0.55              | 584,877           |                   | 2,865             | 540.24            |                   |
| 2014년            | 1,531,807         |                   |                   |                   |                   |                   |                   | 감소              |
| 2015년            | 1,518,775         |                   |                   |                   |                   |                   |                   |                   |
| 2016년            | 1,514,370         |                   |                   |                   |                   |                   |                   |                   |
| 2017년            | 1,502,227         |                   |                   |                   |                   |                   |                   |                   |
| 2018년            | 1,489,936         |                   |                   |                   |                   |                   |                   |                   |

### 기타 통계
통계청이 발표한 2020년 1인당 개인소득은 2,135만원으로 서울, 울산에 이어 전국 3위이며, 경기도 및 전국 평균보다 높다. 자치구별로는 유성구의 소득이 가장 높다. 국세청이 근로소득 연말정산 신고현황을 토대로 분석한 근로자의 평균 연간 급여는 대전이 전국 3위이다.
등록 자동차 대수는 2013년 12월말 기준 606,283대로, 가구 당 1.03대의 자동차를 보유하고 있다. 2011년 기준, 주택보급률은 102.4%이고, 자가 비율은 50.8%로 서울(41.4%)보다 높다.
2011년 미국 아카마이 테크놀로지스의 인터넷 현황 보고서에 따르면 세계 주요 도시별 인터넷 접속 속도 순위에서 대전은 57.6Mbps를 기록하여 1위에 자리했다. 2011년 대검찰청이 발간한 '2011년 범죄분석'에 따르면 대전의 인구 10만명당 범죄 발생비율은 1,367명으로 전국 평균인 3,750명의 36.5% 수준이었다. 2011년 보건복지부가 2011년 지역건강통계’에서 대전시민의 평균 건강수명은 72.85세로 전국 2위의 건강한 도시로 조사되었고, 흡연율(41.9%)은 가장 낮은 것으로 분석됐다.
2012년 현대경제연구원의 '대한민국 경제적 행복지수' 조사 결과, 대전에 사는 사람들의 경제적 행복감이 가장 높았다. 2013년 서울대학교 사회복지연구소와 세이브더칠드런이 초등학생과 중학생을 대상으로 조사한 어린이 행복종합지수 분석에서 대전이 행복지수 전국 1위로 평가되었다.

## 정치
대전이 직할시로 승격된 이후의 첫 대선인 14대 대통령 선거부터 19대 대통령 선거까지 대전에서 우세한 득표를 얻은 후보가 모두 대통령에 당선되었기 때문에 대전은 대한민국 민심의 캐스팅보트라고도 불린다.
대전의 국회의원 선거구는 총 7개이며, 유성구 갑, 유성구 을, 대덕구, 서구 갑, 서구 을, 중구, 동구 등이 있다.

### 역대 시장
| 민선 | 이름   | 임기                              | 시정 구호                            |
| ---- | ------ | --------------------------------- | ------------------------------------ |
| 1기  | 홍선기 | 1995년 7월 1일 ~ 1998년 6월 30일  |                                      |
| 2기  | 홍선기 | 1998년 7월 1일 ~ 2002년 6월 30일  |                                      |
| 3기  | 염홍철 | 2002년 7월 1일 ~ 2006년 6월 30일  |                                      |
| 4기  | 박성효 | 2006년 7월 1일 ~ 2010년 6월 30일  | 함께 가꾸는 대전 함께 누리는 행복    |
| 5기  | 염홍철 | 2010년 7월 1일 ~ 2014년 6월 30일  | 세계로 열린 대전 꿈을 이루는 시민    |
| 6기  | 권선택 | 2014년 7월 1일 ~ 2017년 11월 14일 | 시민을 행복하게, 대전을 살맛나게     |
| 7기  | 허태정 | 2018년 7월 1일 ~ 2022년 6월 30일  | 새로운 대전 시민의 힘으로            |
| 8기  | 이장우 | 2022년 7월 1일 ~ 2026년 6월 30일  | 대한민국 과학수도 일류 경제도시 대전 |

### 재정
대전광역시는 2019년 예산안을 5조 7530억원 규모로 편성하였다. 이는 2018년보다 5071억 원(9.7%) 증가한 것이다. 세출 예산안은 정부 정책과 연계한 청년 일자리 확충, 아동수당 및 기초연금 매칭분 반영, 4차 산업혁명 육성 기반 조성, 무상보육 및 무상급식 전면 시행 등이다.
대전광역시는 안정적인 재정 운용과 계획적인 재정 투자로 양호한 재정건전성을 보이고 있다. 안전행정부가 6대 광역시를 대상으로 2013년도 지방채무를 조사한 결과 채무 비율과 시민 1인당 지방채가 대전이 가장 낮은 것으로 나타났다. 채무비율은 대전이 16.7％로 가장 낮았고, 다음으로 울산 17.1％, 광주 19.9％, 부산 27.7％, 대구 28.1％, 인천 35.7％ 순이었다. 주민 1인당 지방채도 43만6000원으로 울산 45만1000원, 광주 54만200원, 대구 77만5000원, 부산 80만7000원, 인천 109만5000원에 비해 가장 빚이 적은 것으로 나타나 재정건전성이 제일 우수하다.

## 중앙행정
대전은 정부대전청사와 특허법원 등 국가 중앙행정기관이 입지한 행정도시이다.

### 정부대전청사
정부대전청사는 대전광역시 서구 둔산동에 대지 면적 518,338m2, 20층 건물 4개동 및 부속건물 연면적 226,502m2 규모로 1997년 12월 준공되었고, 1998년 7월 개청하였다. 총 14곳의 국가기관 공무원 및 직원 6,600여명이 근무하고 있다. 대전발전연구원에 따르면 정부대전청사 파급효과는 직·간접 생산을 포함한 총 생산유발효과는 5862억원, 지역 내 실질 부가가치는 2882억원으로 분석됐다.
- 관세청
- 조달청
- 통계청
- 국가유산청
- 병무청
  - 병무민원상담소
- 산림청
- 특허청
  - 특허심판원
- 기상청
  - 수치모델링센터
- 국가기록원
- 감사원 대전사무소
- 대전청사관리소

### 기타 국가 기관
- 특허법원 - 산업재산권 관련 특허 분쟁을 해결하기 위해 설립한 고등법원급의 전문법원. 2000년 서울에서 대전으로 이전하였다. (서구 둔산동)
- 방위사업청 - 2022년 과천에서 대전으로 이전하였다. (서구 월평동)[24]
- 국립중앙과학관 - 과학기술정보통신부 소속 기관. (유성구 도룡동)
- 국립대전현충원 - 국가보훈부 소속 국립현충원. (유성구 갑동)
- 국립문화유산연구원 - 국가유산청 소속 기관. (유성구 문지동)
- 국가정보자원관리원 - 행정안전부 소속 기관. (유성구 화암동)
- 국립자연휴양림관리소 - 산림청 소속 기관. (서구 복수동)
- 국제지식재산연수원 - 특허청 소속 기관. (유성구 가정동)
- 관세평가분류원 - 관세청 소속 기관. (유성구 탑립동)
- 철도특별사법경찰대 - 국토교통부 소속 기관. (철도기관 공동사옥)
- 통계교육원 - 통계청 소속 기관. (서구 월평동)
- 통계개발원 - 통계청 소속 기관. (서구 월평동)
- 국군간호사관학교 - 국방부 소속 기관. (자운대)
- 국군의무학교 - 국방부 소속 기관. (자운대)
- 국군대전병원 국방부 소속 기관. (자운대)
- 육군군수사령부 - 육군본부 소속 기관. (유성구 반석동)
- 육군교육사령부 - 육군본부 소속 기관. (자운대)
- 육군대학 - 육군본부 소속 기관. (자운대)
- 전투지휘훈련단 - 육군본부 소속기관. (자운대)
- 해군대학 - 해군본부 소속 기관. (자운대)
- 공군대학 - 공군본부 소속 기관. (자운대)

### 관공서
대전은 호서 지방의 수부도시로서 대전·세종·충청지역을 관할하는 사법·행정 기관들이 모여있다.

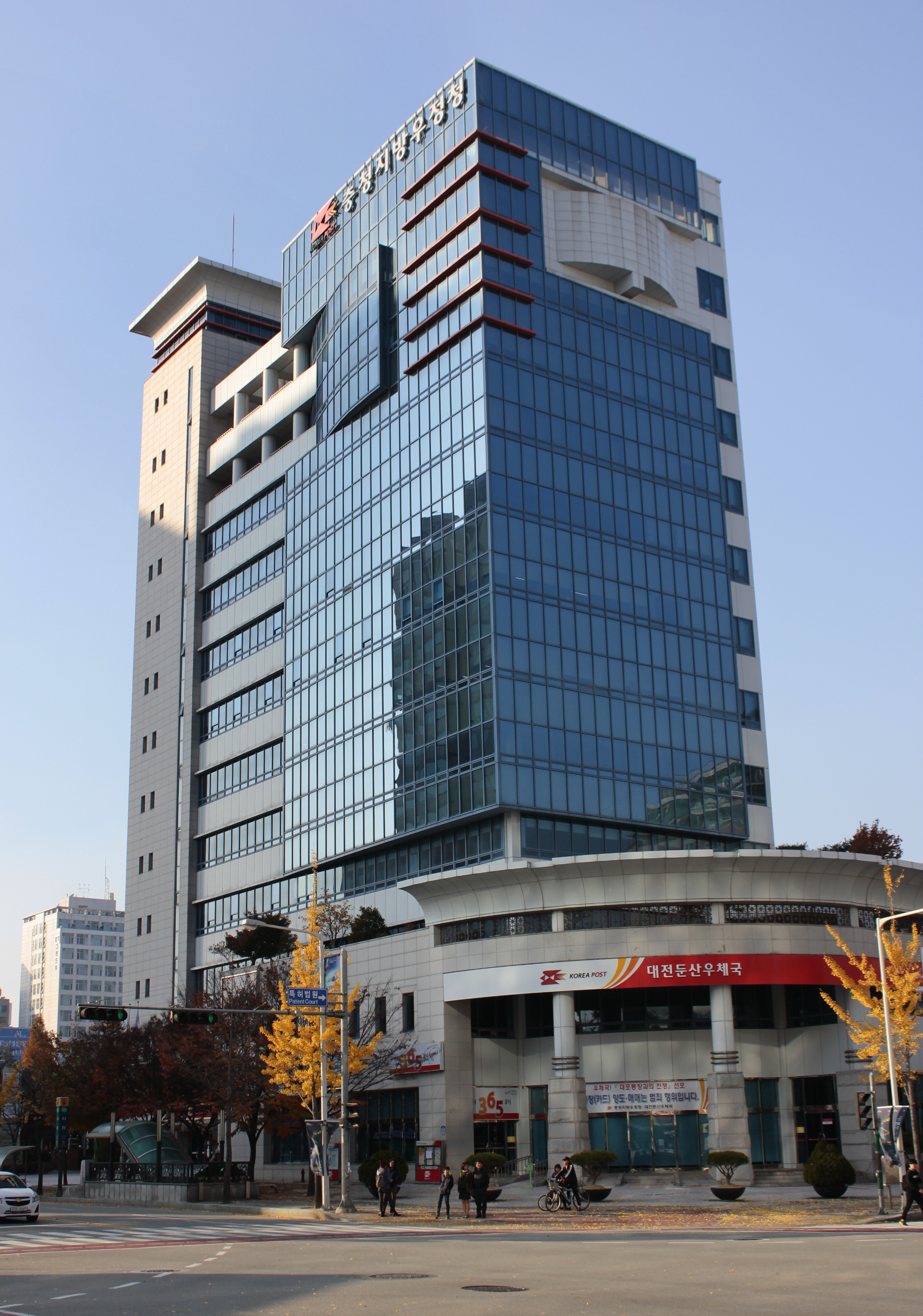
충청지방우정청·대전둔산우체국

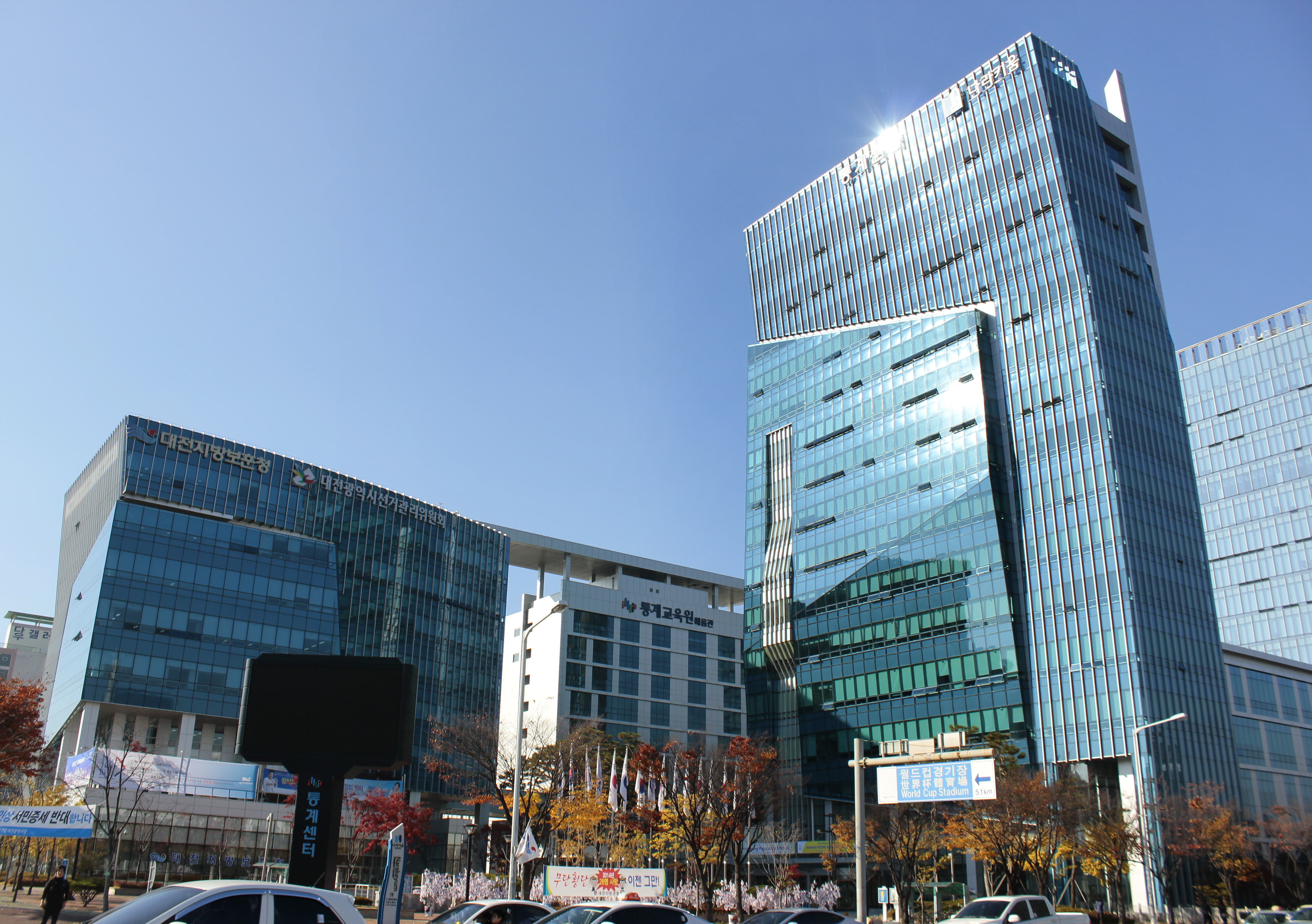
통계교육원·통계개발원·충청지방통계청(오른쪽), 대전지방보훈청·대전광역시선거관리위원회(왼쪽)

- 대전고등법원 - 대전광역시, 세종특별자치시, 충청남도, 충청북도를 관할한다. (서구 둔산동)
  - 대전지방법원, 대전가정법원- 대전광역시, 세종특별자치시, 충청남도를 관할한다. (서구 둔산동)
- 대전고등검찰청 - 대전광역시, 세종특별자치시, 충청남도, 충청북도를 관할한다. (서구 둔산동)
  - 대전지방검찰청 - 대전광역시, 세종특별자치시, 충청남도를 관할한다. (서구 둔산동)
- 대전광역시선거관리위원회 (서구 월평동)
  - 대덕구선거관리위원회 (서구 월평동), 유성구선거관리위원회 (서구 월평동), 서구선거관리위원회 (서구 둔산동), 동구선거관리위원회(서구 월평동), 중구선거관리위원회 (중구 은행동)
- 대전지방국세청 - 대전광역시, 충청남도, 충청북도 세무서를 관할한다. (대덕구 법동)
  - 대전세무서 (중구 선화동), 서대전세무서 (서구 둔산동), 북대전세무서 (유성구 죽동), 정보화센터 (서구 둔산동)
- 대전광역시경찰청 (서구 둔산동)
  - 대전둔산경찰서 (서구 둔산동), 대전중부경찰서 (중구 대흥동), 대전서부경찰서 (서구 복수동), 대전동부경찰서 (동구 인동), 대전대덕경찰서 (대덕구 법동), 대전유성경찰서 (유성구 죽동)
- 대전지방국토관리청 - 대전광역시, 세종특별자치시, 충청남도, 충청북도 지역을 관할하는 국토교통부 소속 기관. (동구 용전동)
- 금강유역환경청 - 대전광역시, 세종특별자치시, 충청남도, 충청북도 금강 유역을 관할한다. (유성구 구성동)
- 충청지방통계청 - 대전광역시, 세종특별자치시, 충청남도, 충청북도를 관할한다. (서구 월평동)
- 충청지방우정청 - 대전광역시, 세종특별자치시, 충청남도, 충청북도의 우체국을 관할한다. (서구 둔산동)
  - 대전우체국 (동구 원동), 서대전우체국 (중구 문화동), 대전둔산우체국 (서구 둔산동), 대전유성우체국 (유성구 봉명동), 대전대덕우체국 (대덕구 문평동), 중부권광역우편물류센터 (동구 구도동)
- 대전지방조달청 - 대전광역시, 세종특별자치시, 충청남도를 관할한다. (서구 도마동)
- 대전지방기상청 - 대전광역시, 세종특별자치시, 충청남도, 충청북도 기상대를 관할한다. (유성구 구성동)
- 대전지방보훈청 - 대전광역시, 세종특별자치시, 충청남도, 충청북도를 관할한다. (서구 월평동)
- 대전지방고용노동청 - 대전광역시, 세종특별자치시, 충청남도, 충청북도를 관할한다. (서구 둔산동)
- 대전지방식품의약품안전청 - 대전광역시, 세종특별자치시, 충청남도, 충청북도를 관할한다. (서구 둔산동)
- 대전세종지방중소벤처기업청 (유성구 장동)
- 대전충남지방병무청 (중구 문화동)
- 대전지방교정청 - 대전광역시, 충청남도, 충청북도 지역을 관할하는 법무부 소속 기관이다. (유성구 대정동)
- 대전전파관리소 - 대전광역시, 세종특별자치시, 충청남도 전역을 관할하는 방송통신위원회 소속 기관이다. (서구 갈마동)
- 대전출입국·외국인사무소 - 대전광역시, 세종특별자치시, 충청남도 지역을 관할하는 법무부 출입국외국인정책본부 소속기관이다. (중구 중촌동)
- 대전보호관찰소 - 대전광역시, 세종특별자치시, 충청남도 지역을 관할하는 법무부 범죄예방정책국 소속기관이다. (중구 선화동)
- 위치추적대전관제센터 - 대전광역시, 세종특별자치시, 충청남도, 충청북도, 부산광역시, 울산광역시, 경상남도, 광주광역시, 전라남도, 전라북도, 제주특별자치도 지역을 관할하는 법무부 범죄예방정책국 소속기관이다. (중구 선화동)
- 대전지방공정거래사무소 - 대전광역시, 충청남도, 충청북도 지역을 관할하는 공정거래위원회 소속 특별행정기관이다. (정부대전청사)
- 대전인권사무소 - 대전광역시, 세종특별자치시, 충청남도, 충청북도를 관할한다. (서구 탄방동)
- 충남지방노동위원회 - 대전광역시, 세종특별자치시, 충청남도 지방의 노동관계 조정을 목적으로 설립된 준사법기관이다. (정부대전청사)
- 방송통신사무소 대전분소 (동구 원동)
- 국군복지단 대전지원본부 (자운대)
- 국립농산물품질관리원 충남지원 (중구 선화동)
- 국립환경과학원 중부권대기환경연구소 (중구 문화동)
- 대전세관 (유성구 탑립동)
- 대전광역시 소방본부 (서구 둔산동) 
  - 대전둔산소방서(서구 갈마동)
  - 대전대덕소방서(대덕구 법동)
  - 대전동부소방서(동구 가양동)
  - 대전서부소방서(서구 복수동)
  - 대전유성소방서(유성구 도룡동)
- 대전광역시청 (서구 둔산동)
  - 중구청 (대흥동)
  - 서구청 (둔산동)
  - 동구청 (가오동)
  - 유성구청 (어은동)
  - 대덕구청 (오정동)

#### 기타 기관

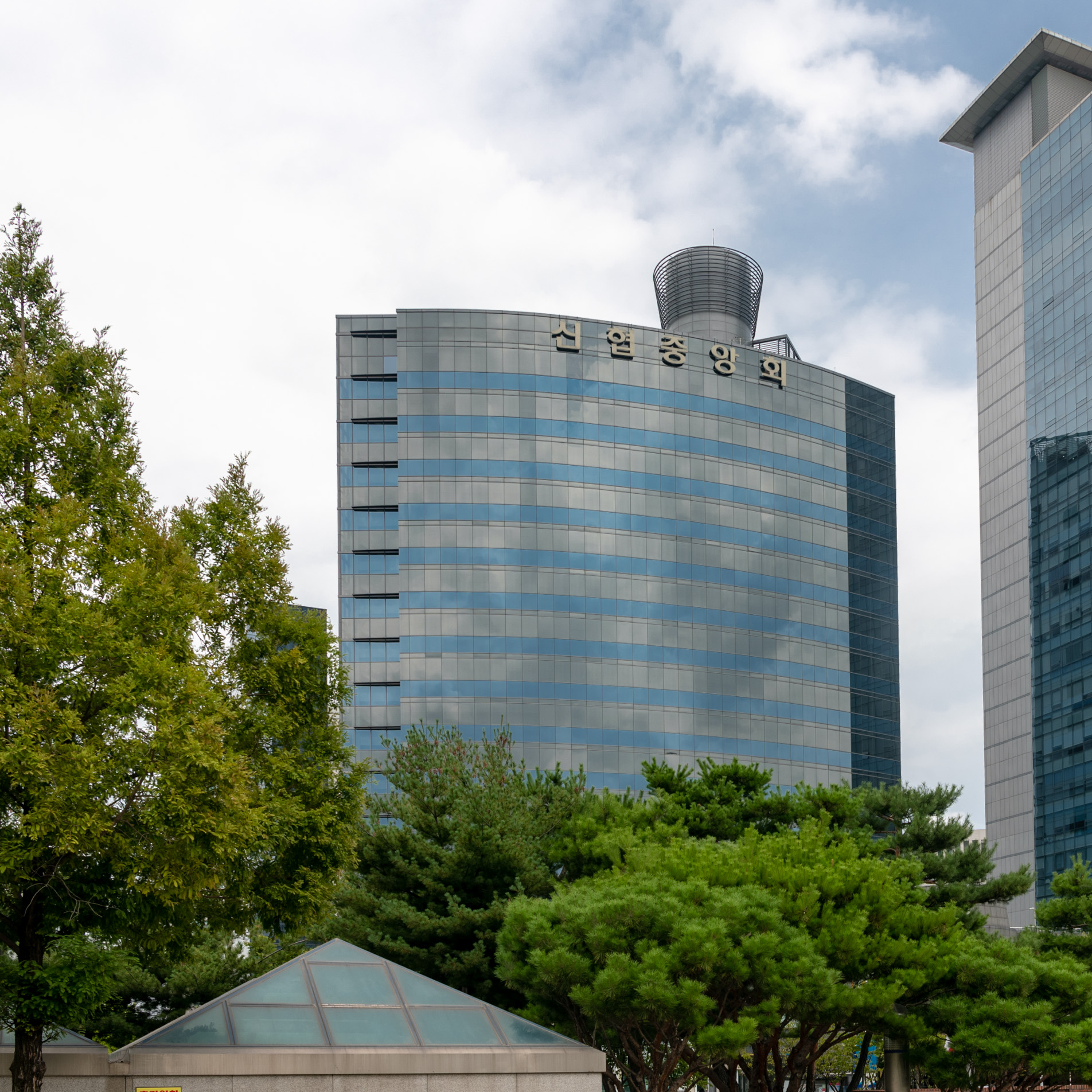
신용협동조합중앙회 (NACUFOK)

- 신용협동조합중앙회 (신협중앙회, NACUFOK) - 금융위원회 유관 특수법인. (서구 둔산동)
- 엽연초생산협동조합중앙회 (연협중앙회, KTGO) - 기획재정부 유관 특수법인. (서구 둔산동)
- 과학기술시설관리단 - 과학기술정보통신부 유관 특수법인. (서구 둔산동)
- 한국산림기술인회 - 산림청 유관 특수법인. (서구 둔산동)
- 한국산림토석협회 - 산림청 유관 특수법인. (중구 안영동)
- 한국산지보전협회 - 산림청 유관 특수법인. (서구 탄방동)
- 연초생산안정화재단 -  기획재정부 유관 특수법인. (유성구 관평동)
- 한국발전인재개발원 -  산업통상자원부 산하 비영리법인. (서구 관저동)
- 케이워터기술 - 환경부 산하 법인. (서구 둔산동)
- 케이워터운영관리 - 환경부 산하 법인. (유성구 용산동)
- 백제세계유산센터 - 국가유산청 유관 재단법인. (서구 둔산동)

| 주요 기관 지역 사무소 목록 | |
| --- | --- |
| \| \| - 대전도시공사 (중구 대흥동) - 대전교통공사 (서구 월평동) - 대전광역시시설관리공단 (유성구 원촌동) - 대전테크노파크 (중구 선화동) - 대전관광공사 - 대전컨벤션센터를 관리하고 있다. (유성구 도룡동) - 대전광역시사회서비스원 (중구 대흥동) - 대전문화재단 (중구 문화동) - 대전세종연구원 (유성구 문지동) - 대전신용보증재단 (중구 대흥동) - 대전평생교육진흥원 (중구 선화동) - 한국효문화진흥원 - 대전광역시청 산하 기관이다. (중구 안영동)[25] - 한국은행 대전세종충남본부 (서구 둔산동) - 금융감독원 대전지원 (서구 둔산동 캐피탈타워) - 금융결제원 대전사무소 (서구 둔산동 캐피탈타워) - 한국토지주택공사 대전충남지역본부 (서구 둔산동) - 한국자산관리공사 대전충남지역본부 (서구 둔산동 캐피탈타워) - 한국도로공사 대전충청본부 (대덕구 송촌동) - 한국가스공사 대전충청지역본부 (중구 중촌동) - 한국가스기술공사 대전충청지사 (중구 중촌동) - 한국가스안전공사 대전광역본부 (서구 탄방동) - 신용보증기금 충청영업본부 (서구 둔산동) - 기술보증기금 충청호남지역본부 (서구 둔산동) - 기술보증기금 대전기술혁신센터 (서구 둔산동) - 한국전력공사 대전세종충남본부 (동구 용전동) - 한전KDN 대전충남지역본부 (동구 용전동) - 한전KPS 대전전력지사 (동구 가오동) - 한국생산성본부 대전충청지역본부 (서구 둔산동) - 한국환경공단 충청권환경본부 (서구 둔산동) - 한국산업인력공단 대전지역본부 (중구 문화동) - 한국산업안전보건공단 대전세종광역본부 (유성구 문지동) - 한국산업은행 충청지역본부 (서구 둔산동) - 에너지관리공단 대전충남지역본부 (유성구 도룡동) - 한국방송통신전파진흥원 충청본부 (서구 탄방동) - 중소벤처기업진흥공단 대전세종지역본부 (유성구 장동) - 도로교통공단 대전세종충남지부 (유성구 원신흥동) - 한국교통안전공단 대전세종충남본부 (대덕구 문평동) - 한국철도공사 대전충남본부 (동구 정동) - 코레일유통 충청본부 (동구 정동) - 코레일테크 중부지사 (중구 은행동) - 국가철도공단 충청본부 (철도기관 공동사옥) - 근로복지공단 대전지역본부 (서구 둔산동) - 근로복지공단 대전업무상질병판정위원회 - 대전, 충남, 충북 소재 지사 담당. (서구 둔산동) - 사립학교교직원연금공단 대전센터 (서구 둔산동) - 한국교직원공제회 대전세종충남지부 (서구 탄방동) - 한국관광공사 대전충남지사 (서구 월평동) - 한국장학재단 대전센터 (중구 용두동) - 한국농수산식품유통공사 대전충남지사 (서구 둔산동) - 한국무역보험공사 대전세종충남지사 - 중소·중견기업의 수출 신시장 개척 지원 산업통상자원부 산하기관 (서구 월평동) - 한국주택금융공사 서남권본부 (서구 둔산동) - 건강보험심사평가원 대전지원 (서구 둔산동) - 한국예탁결제원 대전지원 (서구 둔산동) - 한국수출입은행 대전지점 (서구 둔산동) - 대한법률구조공단 대전지부 (서구 둔산동) - 한국법무보호복지공단 대전충남지부 (중구 사정동) - 한국부동산원 충청지역본부 (서구 둔산동) - 한국소비자원 대전세종충청지원 - 대전광역시, 충청남도, 충청북도 소비자들의 권익 증진을 담당하는 공정거래위원회 산하 기관. (서구 둔산동) - 한국식품안전관리인증원 대전지원 (유성구 반석동) - 한국승강기안전공단 충청지역본부 (서구 월평동) - 한국표준협회 대전충남지역본부 (중구 은행동) - 농업협동조합중앙회 대전지역본부 (중구 선화동) - 새마을금고중앙회 대전세종충남지역본부 (중구 오류동) - 신용협동조합중앙회 대전충남지역본부 (서구 둔산동) - 산림조합중앙회 대전세종충남지역본부 (대덕구 비래동) - 중소기업은행 충청지역본부 (서구 탄방동) - 소상공인시장진흥공단 대전충청지역본부 (중구 오류동) - 중소기업중앙회 대전세종지역본부 (서구 둔산동) - 대한무역투자진흥공사 대전세종충남지원단 (유성구 장동) - 한국무역협회 대전충남지역본부 (서구 월평동) - 한국건강관리협회 대전충남지부 (서구 탄방동) - 대전상공회의소 (서구 둔산동) - 대한적십자사 대전세종지사 (중구 선화동) - 대한적십자사 대전세종충남혈액원 (대덕구 송촌동) - 대한결핵협회 대전세종충남지부 (중구 부사동) - 전기공사공제조합 대전지점 (동구 용전동) - 전문건설공제조합 대전지점 (서구 둔산동) - 한국교육안전공제회 대전충청권지부 (서구 둔산동) \| | |
| | - 대전도시공사 (중구 대흥동) - 대전교통공사 (서구 월평동) - 대전광역시시설관리공단 (유성구 원촌동) - 대전테크노파크 (중구 선화동) - 대전관광공사 - 대전컨벤션센터를 관리하고 있다. (유성구 도룡동) - 대전광역시사회서비스원 (중구 대흥동) - 대전문화재단 (중구 문화동) - 대전세종연구원 (유성구 문지동) - 대전신용보증재단 (중구 대흥동) - 대전평생교육진흥원 (중구 선화동) - 한국효문화진흥원 - 대전광역시청 산하 기관이다. (중구 안영동) - 한국은행 대전세종충남본부 (서구 둔산동) - 금융감독원 대전지원 (서구 둔산동 캐피탈타워) - 금융결제원 대전사무소 (서구 둔산동 캐피탈타워) - 한국토지주택공사 대전충남지역본부 (서구 둔산동) - 한국자산관리공사 대전충남지역본부 (서구 둔산동 캐피탈타워) - 한국도로공사 대전충청본부 (대덕구 송촌동) - 한국가스공사 대전충청지역본부 (중구 중촌동) - 한국가스기술공사 대전충청지사 (중구 중촌동) - 한국가스안전공사 대전광역본부 (서구 탄방동) - 신용보증기금 충청영업본부 (서구 둔산동) - 기술보증기금 충청호남지역본부 (서구 둔산동) - 기술보증기금 대전기술혁신센터 (서구 둔산동) - 한국전력공사 대전세종충남본부 (동구 용전동) - 한전KDN 대전충남지역본부 (동구 용전동) - 한전KPS 대전전력지사 (동구 가오동) - 한국생산성본부 대전충청지역본부 (서구 둔산동) - 한국환경공단 충청권환경본부 (서구 둔산동) - 한국산업인력공단 대전지역본부 (중구 문화동) - 한국산업안전보건공단 대전세종광역본부 (유성구 문지동) - 한국산업은행 충청지역본부 (서구 둔산동) - 에너지관리공단 대전충남지역본부 (유성구 도룡동) - 한국방송통신전파진흥원 충청본부 (서구 탄방동) - 중소벤처기업진흥공단 대전세종지역본부 (유성구 장동) - 도로교통공단 대전세종충남지부 (유성구 원신흥동) - 한국교통안전공단 대전세종충남본부 (대덕구 문평동) - 한국철도공사 대전충남본부 (동구 정동) - 코레일유통 충청본부 (동구 정동) - 코레일테크 중부지사 (중구 은행동) - 국가철도공단 충청본부 (철도기관 공동사옥) - 근로복지공단 대전지역본부 (서구 둔산동) - 근로복지공단 대전업무상질병판정위원회 - 대전, 충남, 충북 소재 지사 담당. (서구 둔산동) - 사립학교교직원연금공단 대전센터 (서구 둔산동) - 한국교직원공제회 대전세종충남지부 (서구 탄방동) - 한국관광공사 대전충남지사 (서구 월평동) - 한국장학재단 대전센터 (중구 용두동) - 한국농수산식품유통공사 대전충남지사 (서구 둔산동) - 한국무역보험공사 대전세종충남지사 - 중소·중견기업의 수출 신시장 개척 지원 산업통상자원부 산하기관 (서구 월평동) - 한국주택금융공사 서남권본부 (서구 둔산동) - 건강보험심사평가원 대전지원 (서구 둔산동) - 한국예탁결제원 대전지원 (서구 둔산동) - 한국수출입은행 대전지점 (서구 둔산동) - 대한법률구조공단 대전지부 (서구 둔산동) - 한국법무보호복지공단 대전충남지부 (중구 사정동) - 한국부동산원 충청지역본부 (서구 둔산동) - 한국소비자원 대전세종충청지원 - 대전광역시, 충청남도, 충청북도 소비자들의 권익 증진을 담당하는 공정거래위원회 산하 기관. (서구 둔산동) - 한국식품안전관리인증원 대전지원 (유성구 반석동) - 한국승강기안전공단 충청지역본부 (서구 월평동) - 한국표준협회 대전충남지역본부 (중구 은행동) - 농업협동조합중앙회 대전지역본부 (중구 선화동) - 새마을금고중앙회 대전세종충남지역본부 (중구 오류동) - 신용협동조합중앙회 대전충남지역본부 (서구 둔산동) - 산림조합중앙회 대전세종충남지역본부 (대덕구 비래동) - 중소기업은행 충청지역본부 (서구 탄방동) - 소상공인시장진흥공단 대전충청지역본부 (중구 오류동) - 중소기업중앙회 대전세종지역본부 (서구 둔산동) - 대한무역투자진흥공사 대전세종충남지원단 (유성구 장동) - 한국무역협회 대전충남지역본부 (서구 월평동) - 한국건강관리협회 대전충남지부 (서구 탄방동) - 대전상공회의소 (서구 둔산동) - 대한적십자사 대전세종지사 (중구 선화동) - 대한적십자사 대전세종충남혈액원 (대덕구 송촌동) - 대한결핵협회 대전세종충남지부 (중구 부사동) - 전기공사공제조합 대전지점 (동구 용전동) - 전문건설공제조합 대전지점 (서구 둔산동) - 한국교육안전공제회 대전충청권지부 (서구 둔산동) |

### 공공기관

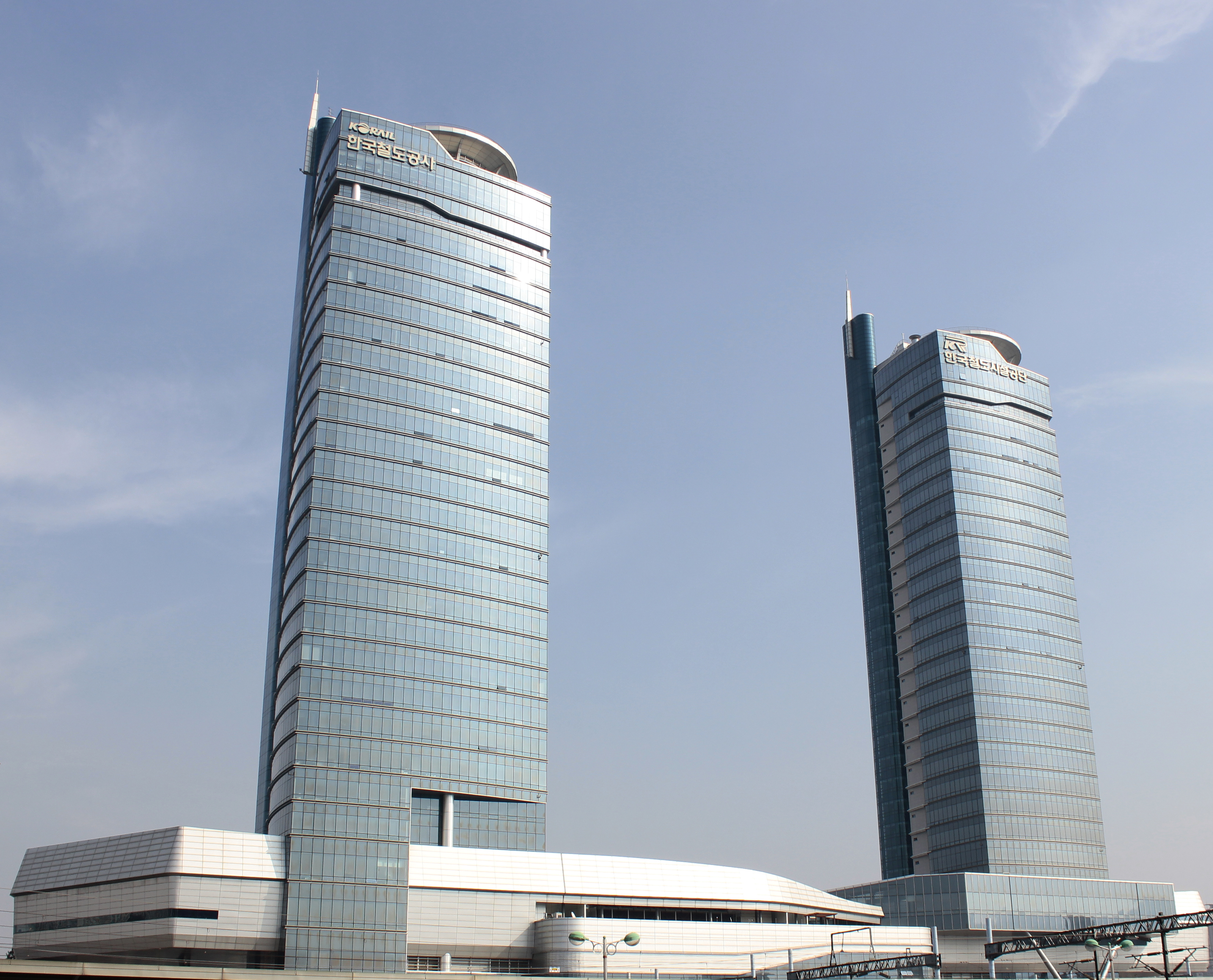
철도기관 공동사옥 (한국철도공사 본사, 국가철도공단 본부)

- 한국철도공사 (KORAIL) - 국토교통부 산하 시장형 공기업. (철도기관 공동사옥)
- 국가철도공단 (KR) - 국토교통부 산하 준정부 기관. (철도기관 공동사옥)
- 한국수자원공사 (K-water) - 환경부 산하 시장형 공기업. (대덕구 연축동)
- 한국조폐공사 (KOMSCO) - 기획재정부 산하 준시장형 공기업. (유성구 가정동)
- 한전원자력연료 - 산업통상자원부 산하 기관. (유성구 덕진동)
- 한국가스기술공사 - 산업통상자원부 산하 준시장형 공기업. (유성구 봉산동)
- 연구개발특구진흥재단 - 과학기술정보통신부 산하 기관. (유성구 도룡동)
- 한국등산·트레킹지원센터 - 산림청 산하 기관. (대덕구 비래동)
- 한국산림복지진흥원 - 산림청 산하 준정부 기관. (서구 둔산동)
- 소상공인시장진흥공단 - 소상공인을 체계적으로 지원하기 위해 설립된 중소벤처기업부 산하 준정부 기관. 소상공인진흥원과 서울에 소재했던 시장경영진흥원을 대전으로 이전·통합하여 2014년 1월 8일 대전에서 공식 출범하였다. (유성구 지족동)[26]
- 한국특허정보원 - 특허청 산하 기관. 2016년 서울에서 대전으로 이전하였다. 특허정보원 직원 600여명을 비롯해 관계기관, 변리사 등 4천여명의 인구유입 효과가 예상된다. (서구 둔산동)[27]
- 한국특허기술진흥원 - 특허청 산하 기관. (서구 탄방동)
- 한국특허전략개발원 - 특허청 산하 기관. 2022년 서울에서 대전으로 이전하였다. (중구 선화동)[28]
- 한국기상산업기술원 - 기상청 산하 기관이다. 2022년 서울에서 대전으로 이전하였다. (동구 가양동)[29]
- 한국통계정보원 - 통계청 산하 기관. (서구 만년동)
- 코레일테크 - 국토교통부 산하 기관. (중구 은행동)

## 과학기술
대전광역시는 대한민국 최대 규모의 연구개발특구인 대덕연구개발특구가 조성된 과학기술 도시이다. 2011년 대전에서 투자되는 연구개발비는 6조8173억원이다. 2007년 한국과학기술기획평가원(KISTEP)의 조사결과에 따르면, 대전의 연구개발비는 서울(1조7057억원), 경기(1조1096억원), 인천(3151억원) 등 수도권을 합한 것보다 많고, 수도권과 대전을 뺀 지방 전체의 연구비를 합한 것(2조1668억원)보다 많다. IT(정보기술), BT(생명공학기술), NT(나노기술), ST(우주항공기술), ET(환경·에너지기술), CT(문화기술) 등 미래유망 신기술 6T(6Technology)에 대한 연구비도 수도권과 12개 지자체를 합한 것보다 높은 수치이다.
중국 사회과학원과 미국 벅넬(Bucknell)대학교 등이 공동 작성한 ‘2008년 세계 도시경쟁력 보고서’에서 대전은 대한민국 도시 중에는 서울(12위), 울산(162위)에 이어 세 번째로 높은 203위를 기록했다. 대한민국 대도시 중에는 인천(221위), 부산(242위), 대구(287위), 광주(295위) 등 다른 광역시보다 높은 도시경쟁력을 갖고 있는 것으로 평가되었다. 삼성경제연구소(SERI)가 1997년 세계 주요 도시를 대상으로 도시경쟁력을 평가한 결과에서 대전은 서울(19위)에 이어 대한민국에서 가장 높은 세계 25위의 도시경쟁력을 차지했다. 2006년 산업정책연구원이 국내 75개 도시를 대상으로 도시 경쟁력을 평가한 결과, 대전이 서울(2위)을 제치고 미래 경쟁력 1위 도시라는 평가를 얻었다.

### 대덕연구개발특구

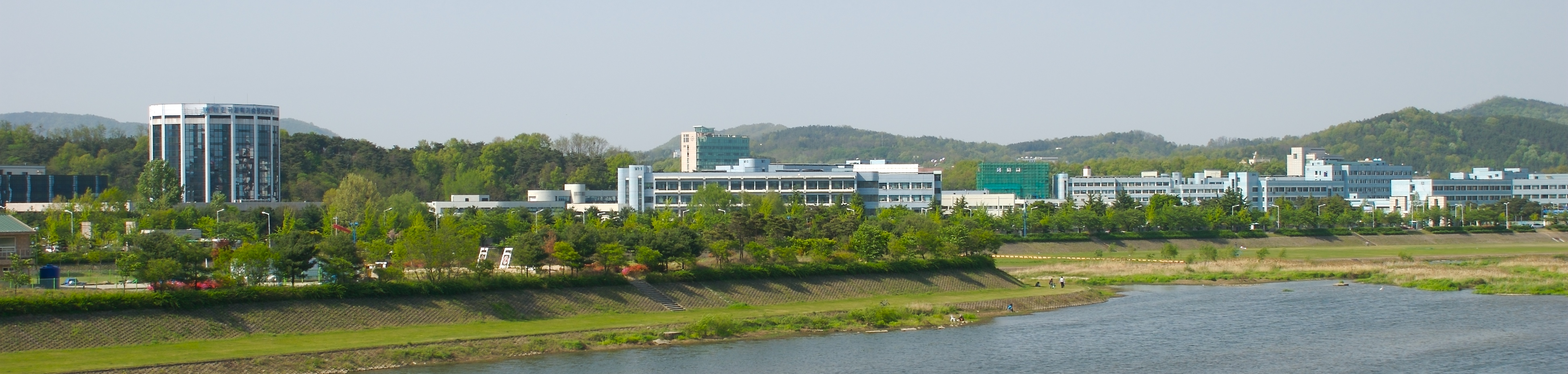
한국과학기술원(KAIST)

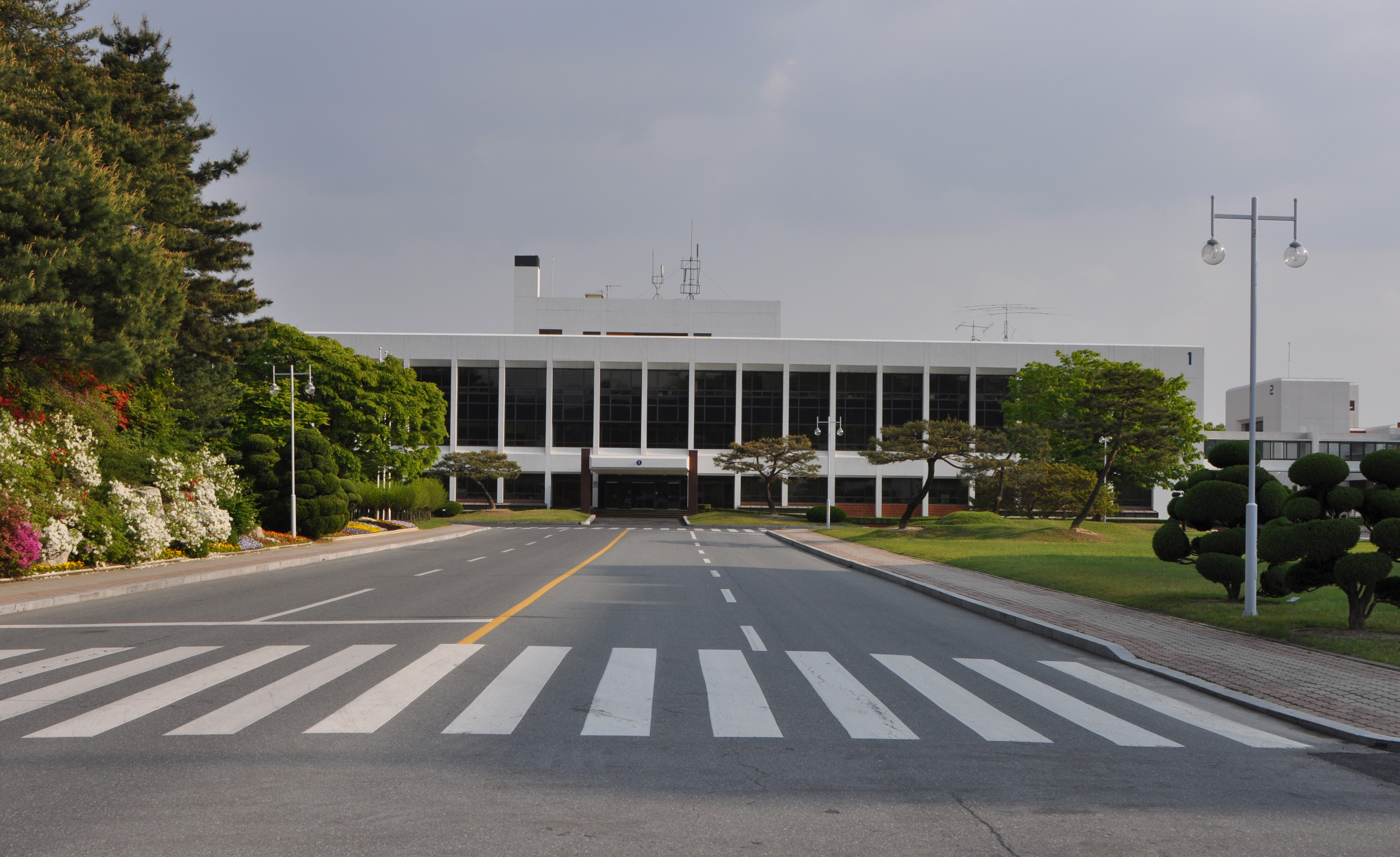
한국전자통신연구원(ETRI)

대덕연구개발특구(大德硏究開發特區)는 관련 특별법에 따라 대전광역시 유성구 일대에 지정, 고시된 지역이다. 대덕연구단지와 첨단산업단지로 조성된 대덕테크노밸리, 대전산업단지 및 추가 개발 예정지역을 대상으로 지정되었다.
1973년 계획이 수립되고, 1974년부터 공사가 시작되어 1992년 준공되었다. 1980년대를 거치며 대부분의 정부출연연구소가 입주하였으며, 민간 부문은 대체로 1990년대에 입주하였다. 당초 연구·학원 도시로서 생산시설이 허용되지 않았으나, 1999년 대덕연구단지관리법 개정을 통해 연구성과의 실용화 및 벤처기업 입주를 적극 지원하기 시작하였다. 2000년 9월 정부는 대덕연구단지를 산·학·연 복합단지로 발전시킨다는 취지의 대덕밸리 선포식을 가졌고, 2005년 '대덕연구개발특구 등의 육성에 관한 특별법'이 통과되면서, 대전광역시 유성구, 대덕구의 32개 법정동(유성구 죽동, 궁동, 어은동, 구성동, 노은동, 하기동, 수남동, 외삼동, 신성동, 가정동, 도룡동, 장동, 방현동, 화암동, 덕진동, 자운동, 전민동, 문지동, 원촌동, 봉산동, 탑립동, 용산동, 관평동, 송강동, 금고동, 대동, 금탄동, 신동, 둔곡동, 구룡동과 대덕구 문평동, 신일동 일원) 67.8km2 면적이 신기술의 연구·개발·사업화촉진을 주기능으로 하는 대덕연구개발특구로 출범하였다. 2011년 국제과학비즈니스벨트 거점지구로 확정되었다.
2022년 기준 대덕연구개발특구에는 정부출연연구기관 27개, 국공립연구기관 4개, 기타연구기관 8개, 대학 7개, 정부기관 10개, 공공기관 20개, 기타 비영리기관 27개, 기업 2,351개 등 2,454개 기관 및 기업이 입주해 있으며, 석사·박사 등 연구기술직 40,170명을 비롯해 대덕연구개발특구에 근무하는 총 근무 인력 수는 2022년 기준으로 91,886명이다.
2022년 총 연구개발비는 7조 9,434억원, 누적 특허등록은 국내특허 159,713건, 해외특허 83,284건이다.
| - 한국과학기술원 (KASIT) - 한국전자통신연구원 (ETRI) - 한국화학연구원 (KRICT) - 한국기계연구원 (KIMM) - 한국원자력연구원 (KAERI) - 한국항공우주연구원 (KARI) - 한국생명공학연구원 (KRIBB) - 한국지질자원연구원 (KIGAM) - 한국표준과학연구원 (KRISS) - 한국에너지기술연구원 (KIER) - 한국과학기술정보연구원 (KISTI) - 선박해양플랜트연구소 (KRISO) - 한국기초과학지원연구원 (KBSI) - 한국원자력통제기술원 (KINAC) - 한국원자력안전기술원 (KINS) | - 한국한의학연구원 (KIOM) - 한국천문연구원 (KASI) - 기초과학연구원 (IBS) - 국방과학연구소 (ADD) - 국가수리과학연구소 (NIMS) - 국가보안기술연구소 (NSR) - 한국핵융합에너지연구원 (KFE) - 나노종합기술원 (NNFC) - 국가과학기술인력개발원 대전센터 - 안전성평가연구소 (KIT) - 중이온가속기연구소 (RAON) - 한국연구재단 (NRF) - 한국산업안전보건공단 산업안전보건연구원 - 한국전력공사 전력연구원 - 한국전력기술 원자로설계사업본부 | - 한국수자원공사 수자원연구원 - 한국수력원자력 중앙연구원 - 한국토지주택공사 토지주택연구원 - 한국환경공단 환경전문심사원 |

#### 민간 연구소
다양한 분야의 과학기술을 토대로 산학연간 융복합 공동연구가 활발하게 이루어지고 있다. 대기업 연구소와 연구소기업, 벤처기업들이 밀집해 있다.
| - DL케미칼 대덕연구소 - DL이앤씨 건축환경연구센터 - GS칼텍스 기술연구소 - IDIS 본사 - KT OSP이노베이션센터 - KT 대덕2연구센터 - KT&G R&D본부 - LG화학 기술연구원 - LG에너지솔루션 기술연구원 - LG생활건강 기술연구원 - LG유플러스 대전R&D센터 - LIG넥스원 대전하우스 - LX세미콘 대전캠퍼스 (본사) - SK이노베이션 환경과학기술원 - SK온 연구원 | - SK C&C 대덕 데이터 센터 - 골프존 대전사무소 - 금호석유화학 중앙연구소 - 금호폴리켐 대전연구소 - 대한항공 항공기술연구원 - 리가켐 바이오사이언스 본사 - 롯데케미칼 기초화학연구소 - 머크 아시아태평양 바이오프로세싱 생산센터 - 삼성중공업 대덕연구센터 - 삼양사 화학연구소 - 쎄트렉아이 본사 - 알테오젠 본사 - 애경산업 종합기술원 - 제일사료 하림중앙연구소 - 태광산업 중앙연구소 | - 풍산 방산기술연구원 - 한국타이어앤테크놀로지 테크노돔 (중앙 R&D센터) - 한솔제지 중앙연구소 - 한온시스템 본사 - 한화에어로스페이스 대전R&D캠퍼스 - 한화솔루션 중앙연구소 - 휴비스 R&D센터 |

#### 첨단 산업
대전은 대한민국 과학기술의 중심도시로서 로봇 산업을 주도하고 있다. 대전소재의 367개 로봇자동화 기업체에 1,300여 명이 근무하고 있다. 대전의 로봇산업 관련 9개 기업들이 신기술 및 제품 개발을 위한 정부 공모사업에 잇따라 선정되어 사업비를 지원받게 됐다. 자율비행로봇 시범사업, 4D 스노보드 시뮬레이터 개발, 고가반하중 모듈형 로봇개발, 수직 이착륙 비행로봇 시스템 개발, 로봇지능 모듈기술 개발, 동력기계용 초음파센서 모듈개발, 자동·무인화 실내 자동항법 기술개발, 골프장 캐디로봇 상용화사업, 호텔 서비스용 지능형로봇 통합솔루션 상용화사업 등이 지식경제부 공모사업에 선정되었다.
2013년 대전에 소재한 한국항공우주연구원, 대한항공 기술원, 한화 대전사업장, 한국과학기술원 인공위성센터가 나로호 발사에 성공함에 따라 대전은 대한민국의 항공우주 산업을 선도하는 도시로 발전하고 있다. 2013년 11월 대한민국 첫 적외선 우주관측 위성인 과학기술위성 3호(STSAT-3)가 대전 KAIST 인공위성연구센터 지상국과의 교신에 성공했다.
2018년 대전 바이오 기업의 벤처캐피탈 투자규모는 2,444억원으로 전국의 29%를 차지한다. 대전 내 바이오 기업 300여개가 밀집해 전국 4대 바이오 클러스터를 형성하고 있다. 코스닥 상장기업도 20곳에 이르고 있으며 2014년 종사자 수는 3,200여명으로 서울·경기에 이어 전국 3위를 점유하고 있다.
2019년 대전광역시가 바이오 메디컬 규제자유특구로 지정됐다.

#### 국제과학비즈니스벨트
국제과학비즈니스벨트 사업은 2005년 그 구상이 제안되고, 2008년 10월에 관련부처가 추진지원단을 만들면서 본격화된 사업이다. 2010년 12월 관련 특별법이 국회 본회의를 통과하고, 2011년 5월 16일 거점지구 및 기능지구로 대덕연구개발특구가 확정되었다.
거점지구인 대덕단지에는 과학벨트의 핵심요소인 기초과학연구원(IBS) 본원과 대형실험시설인 중이온가속기가 들어서게 된다. 기능지구로는 청원(오송·오창)·연기(세종시)·천안 등이 지정. 산업·금융·교육·연구측면에서 거점지구를 뒷받침하게 된다.
대전광역시는 한국과학기술원(KAIST)과 대덕연구개발특구의 정부출연연구기관이 중심이 되며, 연구단 수는 대덕연구단지에 약 25개(본원 15개+KAIST 10개)가 배정될 예정이다.
기초과학연구원의 위치는 대전광역시 유성구 도룡동 엑스포과학공원으로 결정되었고, 과학벨트 거점지구는 신동·둔곡지구에서 도룡동 일원까지 확대되었다. 대전광역시 유성구 신동에 들어설 95만m2 중이온가속기 부지는 국고로 매입하기로 하였고, 둔곡국가산업단지에 대기업을 유치하여 R&D 성과를 상용화하기 위한 첨단 산업단지와 주거 단지를 조성하기로 하였다.
2015년 8월 26일 정부는 사업기간을 2021년까지 4년 연장하고, 1단계(2012∼2017년), 2단계(2018∼2021년)로 나누어 추진하기로 하였다.
1단계에서 부지조성과 인프라 구축, 기초과학연구원(IBS) 본원의 1차준공, 중이온가속기 설계완료와 시제품 제작을 목표로 하였다. 2단계에서는 공사를 완료하고 정주여건을 갖추기로 하였다. 또한 기초과학연구원의 2차준공 및 캠퍼스를 설립, 중이온가속기 사업의 완료와 과학기반 비즈니스 환경에 기반한 성과 도출을 포함한다.
2018년 11월 대전테크노파크, 한국에너지기술연구원, 한국표준과학연구원, 한국기계연구원, 한국가스기술공사와 컨소시엄을 구성하여 대한민국 최초의 수소특화단지인 '수소산업 전주기 제품 안전성 지원센터'를 유치하였다. 2021년까지 신동연구단지에 210억원(국비 105억원·시비 105억원)을 투입해 시험동과 관련 시험설비 등을 구축할 예정이다.

## 교통
국토의 중심에 자리한 대전은 주요 고속도로와 국도, 고속철도, 철도가 연결되는 교통의 허브 도시이다.

### 철도

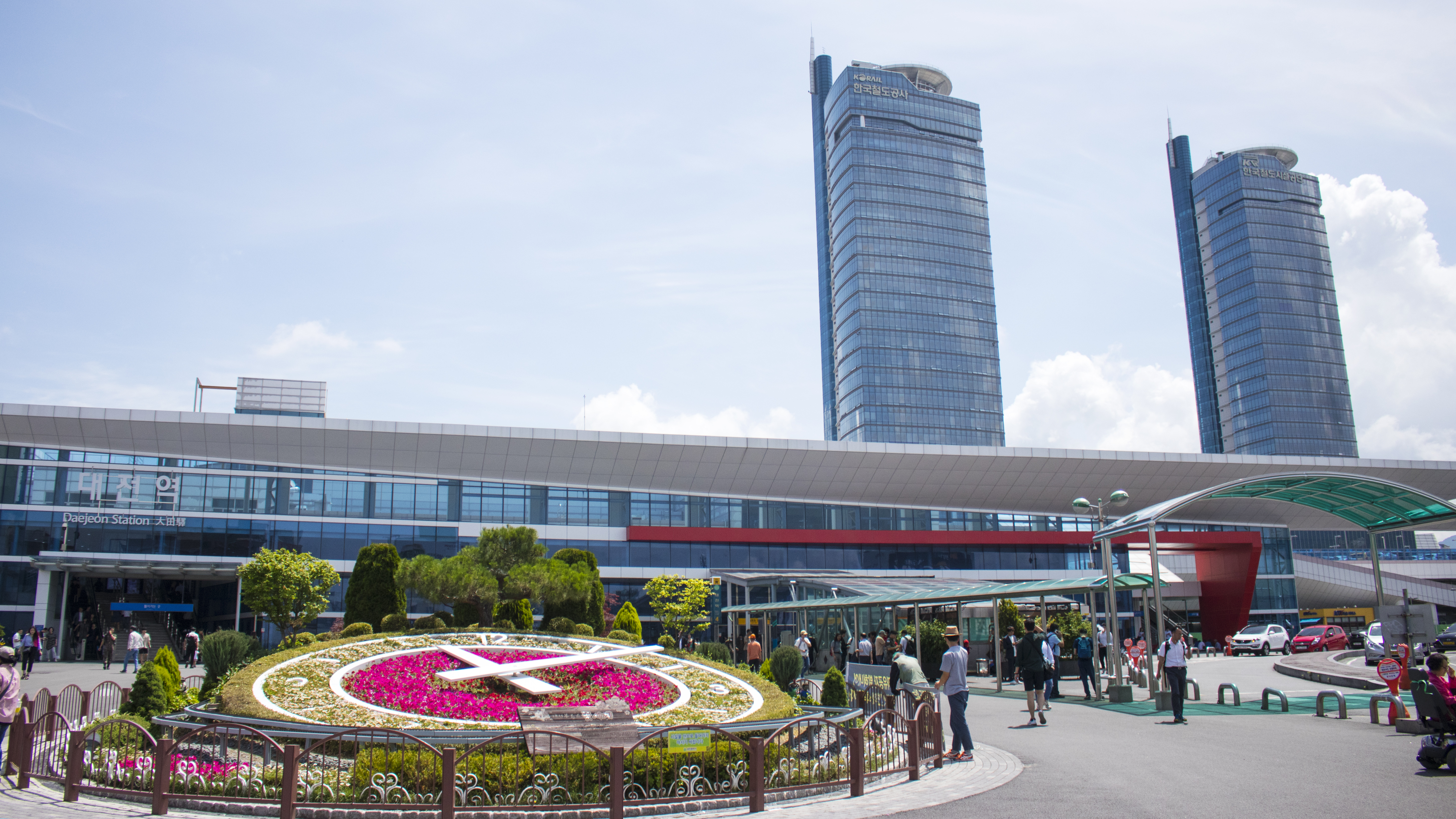
대전역

대전은 교통량 1·2위인 경부선과 호남선이 분기하는 대한민국 철도 교통의 중심지이다. 대전역은 경부고속철도 및 경부선과 충북선을 운행하는 모든 열차가 정차하며, 서대전역은 호남선과 전라선을 운행하는 KTX, ITX-새마을, ITX-마음, 무궁화호 열차가 정차한다. 신탄진역에도 경부선과 호남선, 전라선을 운행하는 일부 열차들과 충북선을 운행하는 모든 열차들이 정차한다.
KTX는 대전역과 서대전역에서 이용할 수 있고 SRT는 대전역에서 이용할 수 있다. 대전역에서 서울역이나 수서역까지 약 1시간만에 도착할 수 있고, 동대구역까지 약 50분, 부산역까지 약 1시간 40분만에 이동할 수 있다. 서대전역에서 용산역까지는 약 1시간, 광주역까지 약 2시간, 여수엑스포역까지 2시간 20분 소요된다. KTX 열차는 선로를 일반열차와 공용하고 있으나, 서울 방향 대전조차장역에서부터는 KTX 전용 선로를 이용한다. 대부분의 ITX-새마을, ITX-마음, 무궁화호 열차도 정차한다.

### 도시철도•광역철도

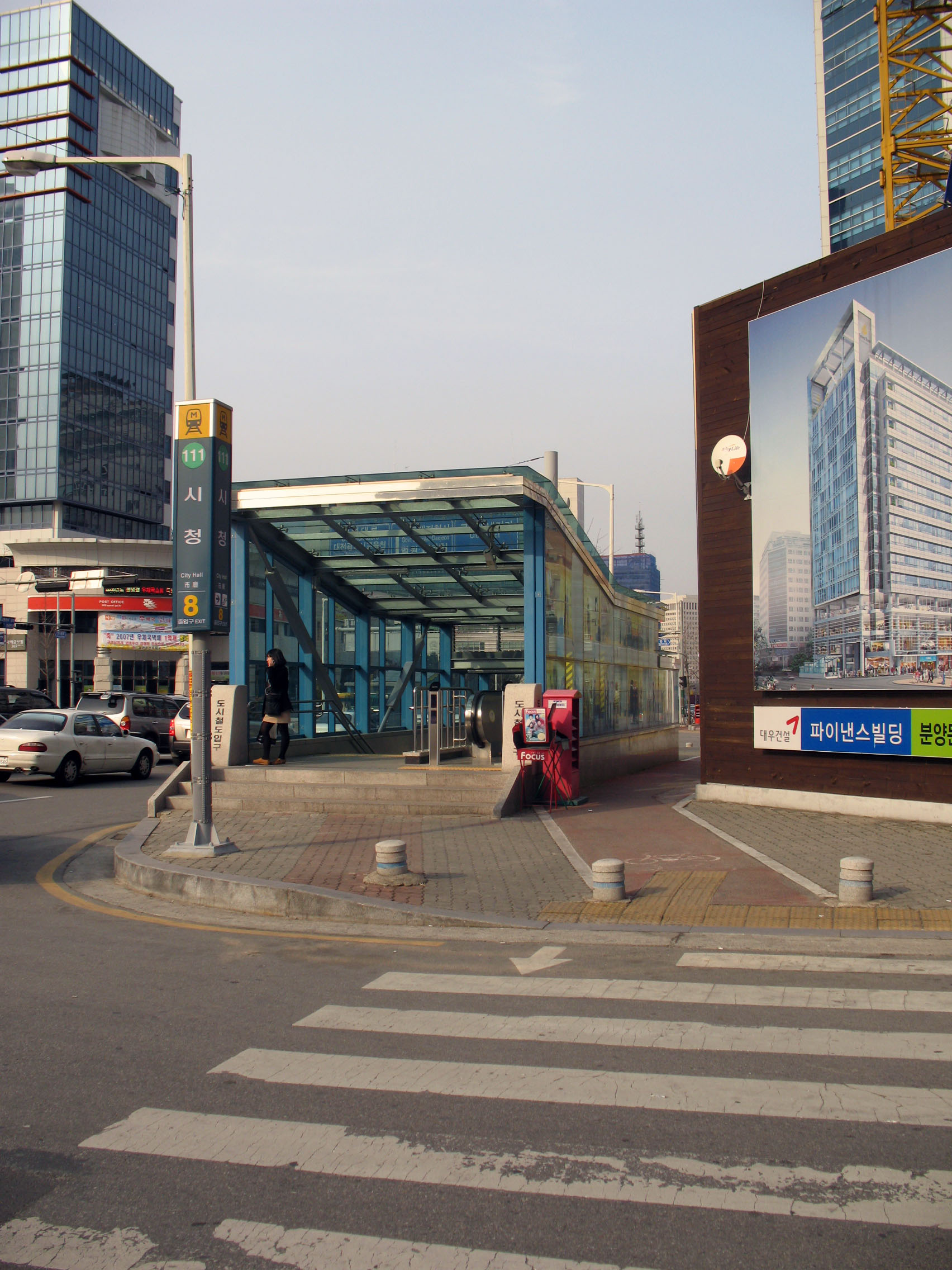
대전 도시철도 1호선 시청역

대전에는 ● 대전 도시철도 1호선이 개통되어 운행 중이다. 대전의 남동쪽인 판암역부터 북서쪽인 반석역까지 22.6km, 22개 역을 모두 지하철로 운행하고 있다. 통과 역은 판암(대전대) - 신흥 - 대동(우송대) - 대전역 - 중앙로 - 중구청 - 서대전네거리 - 오룡 - 용문(가톨릭병원) - 탄방(다빈치병원) - 시청 - 정부청사(신협중앙회) - 갈마 - 월평(한국과학기술원)(방위사업청) - 갑천 - 유성온천(충남대•목원대) - 구암 - 현충원(한밭대) - 월드컵경기장(노은도매시장) - 노은 - 지족(침신대) - 반석(칠성대)이다. 종점 간 운행 시간은 40분이며, 평상시 10분, 출퇴근시 5분 간격으로 배차되고 있다.
2013년 승차인원은 39,868,883명이고, 하루 평균 승차인원은 109,230명이다. 모든 역에 스크린도어가 설치되어 있다. ● 대전 도시철도 2호선은 국토교통부 사업승인을 통과하고 국비를 확보한 상태이다. 2014년 12월 4일 권선택 시장이 노면전차로 변경하겠다고 발표하였다. 2024년 9월 착공된다.

#### 광역철도
기존 경부선, 호남선 국유철도를 개량하여 신탄진역과 흑석리역을 연결하고 계룡~신탄진 등에 충청권 광역철도를 운행하는 것이 계획되어 있다. 이 노선은 한국철도공사(KORAIL)에서 운영할 예정이며, 계룡~신탄진 간 1단계가 2023년 12월 착공되었다.
1단계에서는 기존 계룡, 서대전, 신탄진 등 기존역과 도마, 오정 등 신설역 총 12개 역을 약 12~20분 배차간격으로 하루 65차례 운행할 예정이다. 신탄진~조치원 간 2단계와 계룡~강경 간 3단계도 사전타당성 조사 중이다.
충청권 광역철도 이외에도 반석~청주공항 구간에 대전-세종-충북 광역철도가 계획중이다.

### 도로

#### 고속도로
회덕 분기점에서 경부고속도로와 호남고속도로지선이 분기하고 있으며, 대전남부순환고속도로가 두 고속도로를 연결함으로써 외곽순환도로의 역할을 한다. 대전남부순환고속도로는 통영대전고속도로와도 연결되어 진주·통영 방향으로 갈 수 있다. 당진과 대전을 90km 거리로 연결하는 당진대전고속도로는 호남고속도로지선을 통해 진입할 수 있다.

#### 일반도로
2011년 대전의 도로연장은 2267km이고, 격자형 구조로 되어 있어 시내 교통이 편리하다. 대전에서 시외로 나가는 국도는 국도 제1호선, 국도 제4호선, 국도 제17호선, 국도 제32호선이 지나가며 지방도는 국가지원지방도 제32호선, 국가지원지방도 제57호선이 있다.
시내 간선 도로로는 계룡로, 계백로, 한밭대로, 대덕대로, 둔산대로, 유성대로, 북유성대로, 동서대로, 도안대로, 중앙로, 충무로, 자양로, 계족로, 신탄진로, 대전로, 보문산로, 배재로, 도산로, 도안동로, 대둔산로, 산성로, 금병로, 동춘당로, 동대전로, 과학로, 노은로, 가정로, 대학로, 엑스포로, 현충원로, 대종로, 옥천로, 우암로, 유등로, 백운로, 문화로, 대흥로, 둔산로, 갑천도시고속도로 등이 있다.
갑천에는 대덕대교, 둔산대교, 갑천대교 등이 건설되었고, 카이스트교가 2014년 준공되었다. 둔산 도심과 사이언스콤플렉스가 조성되는 도룡동을 잇는 왕복 4차로의 제2엑스포교도 건설되었다.

### 버스

#### 고속·시외버스
대전복합터미널, 유성시외버스정류소, 금호고속 유성영업소, 대전서남부터미널, 대전청사버스정류장 등에서 고속·시외 버스를 이용할 수 있다. 기존의 대전고속버스터미널과 대전시외버스터미널을 통합하여 2011년 12월 동구 용전동에 준공된 대전복합터미널에는 신세계 스타일 마켓과 이마트, CGV 영화관, 영풍문고가 들어서 복합쇼핑 문화공간으로 재탄생하였다.
유성구 구암동의 구암역 인근에 지하 4층·지상 10층, 건물면적 244,000㎡의 유성복합터미널이 건립될 계획이다. 지하 1층은 고속버스터미널, 지상 1층에는 시외버스터미널, 지상 2∼3층에는 상업시설이 입점한다. 유성복합터미널은 시내버스 및 급행버스시스템의 기점지와 환승주차장, 화물차고지를 포함하도록 계획되어 있다. 유성복합터미널에서 정부세종청사를 20분 이내에 운행하는 BRT 노선도 신설될 예정이다.

#### 시내버스

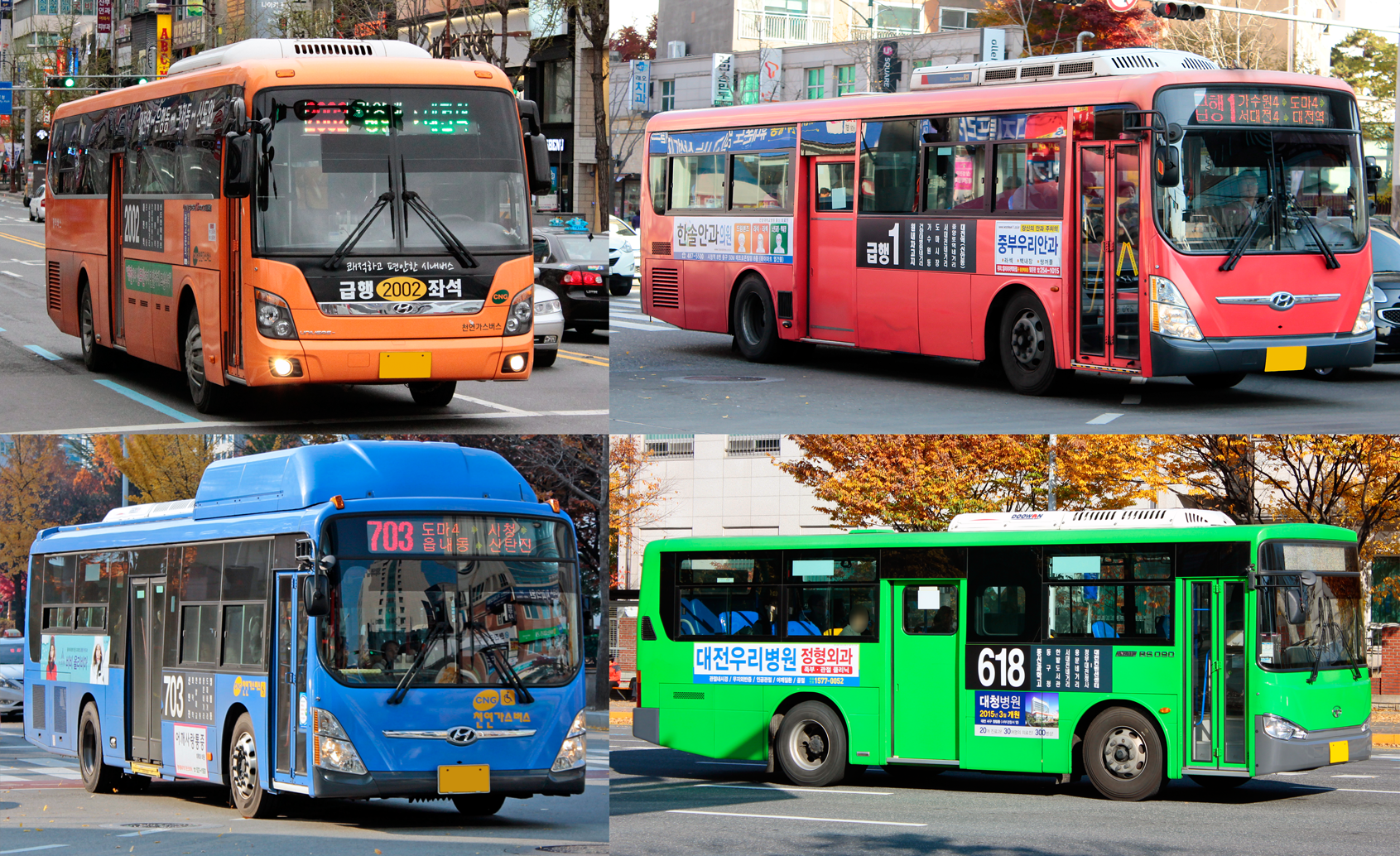
대전광역시의 시내버스 노선별 도색의 모습 (급행좌석, 급행, 간선, 지선 순으로 구성되어 있음)

대전 시내버스는 광역ㆍ급행ㆍ간선ㆍ지선ㆍ외곽 • 마을로 분류되며, 광역버스는 1개노선,급행버스는 3개 노선, 간선버스는 26개 노선, 지선버스는 37개 노선, 외곽버스는 31개 노선, 마을버스는 3개 노선이 운영 중이다. 마을버스는 유성구에서만 운영 중이다.
첨단 교통 정보 시스템을 도입하여 각 정류소에서 버스 도착 정보를 알 수 있고 인터넷으로 버스의 현재 위치를 조회할 수 있다. KT와 함께 승차인원이 많은 시내버스 정류장에 GiGa WiFi 존을 설치하여 운영한다. 도안신도시 8.1 km 구간에 중앙버스전용차로를 개통하였고, 이후 대전 전역으로 확대 시행할 계획이다.
2012년 9월부터 유성구 반석역~정부세종청사~오송역 31.2km의 구간에 간선급행버스체계(BRT)가 운행된다. 오송역 - 정부세종청사 - 세종고속시외버스터미널 - 세종특별자치시청 - 대전역 구간을 운행하는 노선이다.
북쪽 기종점인 오송역버스환승센터에서는 3번 승강장에서 승차, 1번 또는 2번 승강장에서 하차한다.
2016년 7월 20일부터 대전역 - 오정농수산시장 - 세종특별자치시 - 오송역 구간에 간선급행버스체계(BRT)가 운행된다. 대전 도시철도 및 대전 시내버스와 세종시 BRT 차량 간 무료 환승이 가능하다. 2022년 9월 1일부터 모든 시내버스의 현금 승차가 제한된다.

### 자전거
시민 공용자전거 무인대여 시스템인 타슈를 시행하고 있다. 타슈는 충청도 사투리에서 유래된 명칭이다. 교통카드 또는 휴대폰으로 인증 후 원하는 장소에서 쉽게 대여하고 사용 후 반납할 수 있다. 2012년 확대되어 103곳의 대여소와 1000대의 자전거로 운영된다. 타슈 대여소 설치 지역은 5개 권역으로 구분된다. 둔산·유성·연구단지권 56곳, 도안 신도시권 11곳, 태평동 11곳, 판암동·가오동 10곳, 중리동·송촌동 12곳 등이다.
간선도로와 하천 주변에 자전거 전용도로 960km를 개설하였다. 갑천 39.07 km, 유등천 16.68 km, 금강 8.81 km 등 강변을 따라 자전거 전용도로가 조성되어 있고, 유성에서 세종특별자치시까지 총연장 20km의 자전거 도로가 조성되었다. 금강 수변공원에서 유성온천 족욕장까지 용수천 강변길을 따라 자전거를 타거나 걸어서 오갈 수 있다. 대전광역시는 모든 시민을 대상으로 자전거책임보험에 가입하였다. 향후 자전거 전용도로를 확충하고, 대여소와 자전거를 확대 보급하여, 자전거 타기 좋은 녹색교통도시를 조성할 계획이다.

### 공항
광역시 중에서 유일하게 공항이 없다. 대전에서 가장 가까운 공항은 청주국제공항으로 중국과 동남아를 연결하는 노선이 있으나, 편수와 노선이 많지 않기 때문에 일반적으로는 거의 인천국제공항이나 김포국제공항, 대구국제공항 등을 이용하고 있다. 정부청사 시외버스 정류장이나 도룡동 고속시외버스 정류장에서 김포국제공항 또는 인천국제공항으로 가는 버스를 운행한다. 공항버스나 충북선 철도를 이용하여 청주국제공항으로 갈 수도 있다. 청주국제공항까지 버스나 자동차로 약 40분 걸리며, 인천국제공항까지는 약 2시간 정도 소요된다.

## 교육
- 대전광역시교육청 (서구 둔산동)
  - 대전광역시동부교육지원청 (중구 선화동)
  - 대전광역시서부교육지원청 (서구 도마동)

### 초·중등 교육기관
대전에는 유치원 269개, 초등학교 150개교, 중학교 88개교, 고등학교 62개교가 있다. 2013년 대전의 학생 수는 초등학교 91,599명, 중학교 56,765명이고, 일반계 고등학교 38,838명, 특수목적 고등학교 3,010명, 특성화 고등학교 10,272명, 자율고등학교 8,879명이다. 교원은 초등학교 5,976명, 중학교 3,624명, 고등학교 4,244명이다. 교원 1인당 학생 수는 15.0명이다.
특수목적고등학교로는 대전과학고등학교, 대전외국어고등학교 등이 있으며, 2014년 과학영재학교가 개교한다. 국제과학비즈니스벨트 조성에 따른 외국인 및 연구
원 자녀와 대전의 우수 인재 육성을 위하여 유성구 상대동 도안신도시의 옛 유성중학교 부지에 국제중학교, 국제고등학교 설립이 추진된다.

### 고등 교육기관
2013년 대전에 소재하는 대학의 대학생 수는 91,772명이고, 대학원생은 18,024명이며, 전문대학 학생 수는 20,424명이다. 대학교 교원은 3,670명이고, 전문대학 교원은 558명이다.

#### 국공립대학
- 충남대학교
- 국립한밭대학교
- 한국과학기술원 (KAIST)
  - 한국과학기술원 정보과학기술대학 (KAIST ICC) - 舊 한국정보통신대학교 (ICU)[61]
- 국가연구소대학교 (UST)
- 국군간호사관학교
- 한국방송통신대학교 대전충남지역대학
- 합동군사대학교 - 육군대학·해군대학·공군대학 통합

#### 사립대학

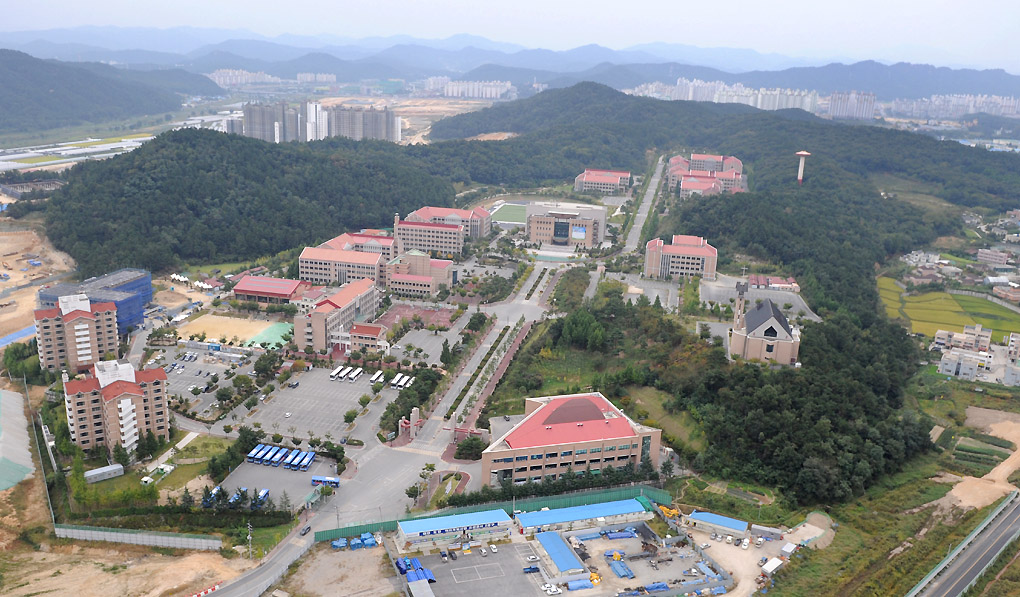
상공에서 바라본 목원대학교 전경

- 한남대학교
- 목원대학교
- 대전대학교
- 배재대학교
- 우송대학교
- 을지대학교 대전캠퍼스
- 건양대학교 메디컬캠퍼스
- 침례신학대학교
- 대전신학대학교

#### 2년제 대학
- 대전보건대학교
- 대덕대학교
- 대전과학기술대학교
- 우송정보대학
- 한국폴리텍IV대학 대전캠퍼스

### 도서관

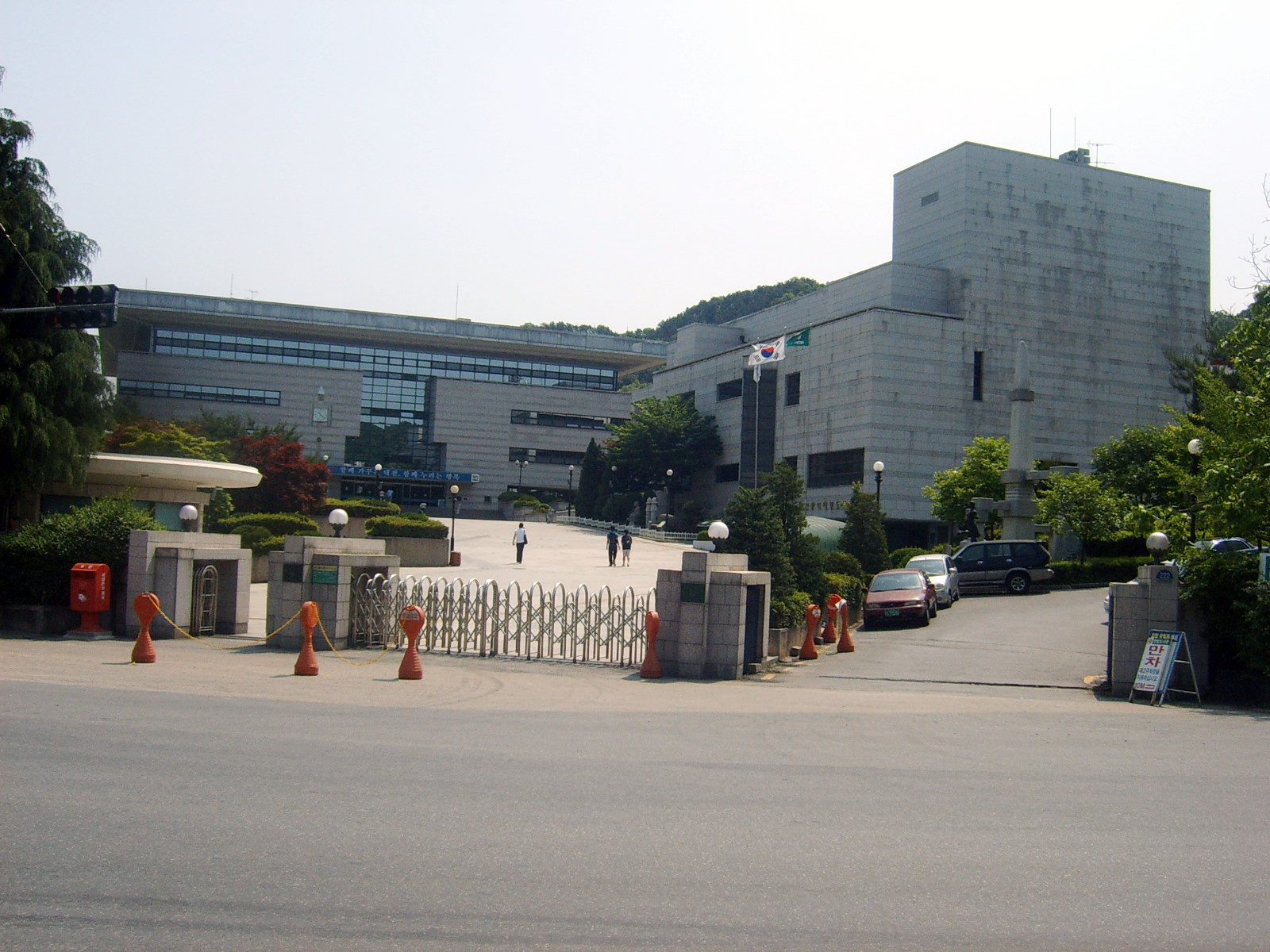
한밭도서관

대전에는 22개의 공공 도서관과 185개의 민간 도서관이 있다. 가장 규모가 큰 도서관은 시에서 운영하는 한밭도서관이다. 중구 문화동에 위치한 한밭도서관은 좌석이 3700여석이고 장서는 54만권이며 하루 평균 4600여명이 이용한다
중구에는 한밭도서관을 비롯하여 시 교육청에서 운영하는 대전평생학습관, 대전학생교육문화원이 있다. 대전평생학습관에 부속된 테미도서관은 가장 오래된 도서관으로 1961년에 개관하였으나, 2013년 산성동으로 이전하고 이름을 산성도서관으로 변경하였다.
이외에 구에서 운영하는 지역도서관이 있다. 동구에는 가오도서관·용운도서관·성남도서관·판암도서관·홍도도서관·문화정보관이 있고, 서구에는 둔산도서관·가수원도서관·갈마도서관·어린이도서관이 있으며, 유성구에는 유성도서관·노은도서관·구즉도서관·진잠도서관, 대덕구에는 안산평생학습도서관·신탄진도서관이 있다. 신탄진도서관은 1200여석, 목동에 위치한 대전학생교육문화원은 1100여석으로 규모가 크다.

## 경제
2020년 대전의 1인당 개인소득은 2,135만원으로 서울, 울산에 이어 전국 3위이며, 지역내총생산 성장률은 전국 4위이다. 2018년 대전의 지역내총생산(GRDP)은 41조 1,880억원이다. 2018년 1인당 지역총소득은 30,735,000원이다. 2016년 1인당 민간소비는 1,564만원으로 서울, 울산에 이어 전국 3위이다. 2017년 사업체 수는 115,423개이다. 수출액은 47억 3,200만 달러이다. 산업단지 면적은 863만 9,000m2이다. 산업구조별 비중은 서비스업이 76.6%를 차지하고, 제조업 18.2%, 건설업 3.9%, 전기·가스·증기·수도사업 1.1%, 농림어업 0.1%이다. 제조업 비중은 2010년 16.5%, 2011년 17.9%, 2012년 18.2%로 증가하는 추세이다. 자연과학 및 공학 연구개발업과 법무∙회계∙세무, 경영컨설팅, 디자인, 컴퓨터 프로그래밍 등 창조산업관련 사업체는 7,440개로, 8%를 차지한다. 
국세청이 공개한 2012년 대전 소재 기업의 평균 소득은 전국 4위로 인천, 경기도 등 수도권보다 높다. 2013년 1월 대전의 벤처기업은 1천개를 돌파하였다. 매년 10% 이상 성장하며, 인구 10만명당 벤처기업 집적도는 65개로 서울(60개)을 제치고 전국 최고를 기록했다. 2010년 기준 경제활동인구는 72만 8,000여명이다. 2013년 11월말 기준 대전의 실업률은 2.4%로 전국 평균보다도 낮으며, 특별·광역시(평균 3.0%) 중에서도 가장 실업률이 낮다. 대전의 연간 일자리 증가율은 6.45%로 전국에서 가장 높다. 2010년 대전의 수출은 35억 4,600만 달러고, 수입은 27억 7,600만 달러로 무역수지 흑자를 기록한다. 2011년 대한민국 지방정부 최초로 대전광역시가 국제신용 평가기관인 무디스(Moody's)로부터 대한민국 국가 신용등급과 동일한 'A1등급'을 받아 외자차입 및 외국인투자기업 유치에 상당한 탄력을 받을 전망이다.
통계청이 발표한 2010년 대전의 1인당 개인소득은 울산, 서울에 이어서 전국 3위다. 근로자의 평균 연간 급여도 대전이 울산, 서울에 이어 전국 3위이다.
2014년 산업연구원이 작성한 '지역별 일자리 질의 현황 및 추이 분석' 보고서에 따르면, 대전은 서울에 이어 지역별 일자리 질 2위를 차지했다.
2013년 대전에 소재하는 31개 상장기업 직원의 평균 연봉은 5,421만원으로 서울(5,312만원)보다 높은 수준이다.
통계청이 발표한 2014년 가구금융 조사 결과 시도별 소득규모에서 대전은 평균 가구소득 4,799만원으로 조사되어 울산, 경기, 서울에 이어 전국 4위를 차지했으며, 전국 평균보다 소득이 높고 인천(4,249만원), 부산(4,219만원), 대구(4,346만원) 등 다른 광역시보다도 훨씬 소득이 높은 것으로 조사되었다.
물가상승률은 2012년 이후 2년 동안 0%대의 등락률을 보이며, 전국에서 가장 안정적인 모습이다.
산업통상자원부는 대전의 주력 산업으로 무선통신융합, 로봇자동화, 금속가공, 메디바이오, 지식재산서비스를 선정하고, 협력사업으로 기능성화학소재, 광전자융합, 지능형기계산업을 확정하는 '2014년 지역산업진흥계획'을 의결했다. 주력산업인 무선통신융합 분야엔 시스템 소프트웨어 개발과 방송장비 제조 등 435개 사업체에 1,800여명이 근무하고 있고, 의약용 화합물 및 항생물질 제조업 등 메디바이오 분야엔 217개 업체에 3,200여 명이 종사하고 있다. 로봇자동화 분야 367개 업체에 1,300여 명, 금속가공 분야 381개 업체 2,700여 명, 지식재산서비스 분야는 278개 업체에 2,200여 명이 일하고 있다. 협력산업인 기능성 화학소재분야엔 156개 업체에 2,800여 명, 광·전자 융합 분야는 242개 업체에 4,300여 명, 지능형기계 산업분야에는 261개업체에 2,300여 명이 근무하고 있다. 정부와 대전시는 대전의 주력 산업 및 협력 산업 육성을 위해 2017년까지 국비와 시비를 집중적으로 투입한다.
SK그룹은 대전 창조경제 조성에 정보통신기술(ICT)과 에너지 사업 등 800억여원, 중소기업과 공동으로 벤처육성 펀드 450억원을 투자할 계획이다. SK는 대전창조경제혁신센터를 한국형 실리콘밸리로 육성하겠다는 계획이다.
국제과학비즈니스벨트 거점 도시로 지정됨에 따라 과학공원 일원에는 대전 사이언스 콤플렉스가 건립될 예정이다. 연면적 271,366m2, 지하 4층, 지상 43층 규모의 초고층 건축물로, 과학과 문화, 쇼핑과 여가 콘텐츠가 융합된 복합엔터테인먼트시설로 조성된다. 신세계는 지역법인 ㈜대전신세계를 설립하였고, 대전의 랜드마크로 조성할 계획이다.
네이처는 2017년 발간한 특별판 《2017 과학도시(Science Cities)》에서 대전이 한국 기초과학의 중심으로 부상하고 있다고 분석했다. 한국 대전·서울, 스페인 바르셀로나·마드리드, 중국 베이징·광저우·상하이·선전, 미국 뉴욕, 영국 런던 등 10개 도시를 대표적인 과학도시로 선정하여 소개했다. 한국의 중심부에 위치하는 대전은 대덕연구개발특구 내 정부출연 연구기관을 비롯해 한국과학기술원(KAIST)과 LG화학 기술연구소 등 기업부설 연구소, 10,000명이 넘는 연구원이 모여 있어 협업을 통해 시너지를 낼 수 있다고 평가했다.

### 농업
대전은 농업인구와 경지면적이 줄어들고 있는 추세다. 주로 동구와 유성구에서 농업이 이루어지고 있고, 배와 포도가 유명하다. 동구 산내동, 판암동, 산성동 일대에서 포도가 재배되고 있고, 전국 포도 생산량의 8.4%를 차지한다. 대전은 1969년 대한민국에서 와인이 최초로 생산된 지역이다. 유성구에서는 배가 생산되고 있고 맛과 향이 우수하다. 그 외에 고구마, 상추, 수박, 오이, 버섯, 앵두, 딸기, 방울토마토, 쌀, 들깨 등이 생산된다. 2011년 대전의 경지면적은 4,732ha이고, 농가 수는 9,130호이다.

### 제조업
대전은 대한민국의 주요 제조업 도시이다. 2012년초 대전의 제조업체 수는 2,085개로 대기업(300인 이상) 16개, 중기업(50인 이상 300인 미만) 149개, 소기업(50인 미만) 1,920개로 집계됐다. 대덕구 갑천변에 있는 제1·2·3·4공업단지와 유성구 탑립동의 대덕테크노밸리 등에 380여개의 기업이 입주해 있다. 대전 제1·2공업단지는 대덕구 대화동과 읍내동 일대에 입지하며, 금속·석유화학·섬유·식품·제지 업종 등의 137개 업체가 입주해 있다. 대전 제3공업단지는 대덕구 문평동·신대동 일대에 입지하며, 기계금속·섬유·화학·제지 업종 등의 66개 업체가 있다. 대전 제4공업단지는 대덕구 신일·목상·문평동 일대에 입지하며, 기계·전자·자동차 업종을 중심으로 177개 업체가 입주해 있다.
대전테크노파크는 특허분쟁 대응과, 수입국시험 및 제품인증절차 등을 지원하고 있다. 또한 고가의 장비와 실험시설을 마련해 이용할 수 있도록 하고 있는데, 합성반응기라는 장비의 경우 다양한 분야에 걸쳐 연구·생산에서 이용되는 장비인데, 60~100, 60~1,000ℓ 등 다양한 규격을 갖춰 많은 기업들이 동시에 이용할 수 있도록 했다.
주요 기업으로는 KT&G, 한라공조, 계룡건설산업, 충남도시가스, 아트라스BX, 실리콘웍스, 웅진에너지, 알루코, 삼영기계, 금성백조주택, 우성사료, 라이온켐텍, 골프존, 더맥키스컴퍼니, 보쉬, 한국타이어, 애경, 한솔제지, 아모레퍼시픽, 유한킴벌리 등이 있다.

#### 산업 동향
국제과학비즈니스벨트 거점지구 확정이라는 호재와 맞물리면서 민선 5기 들어 웅진에너지, 한화국방연구소 등 당초 세종시 이전 예정 기업과 344여개 기업을 유치하고 그 동안 투자를 망설였던 외국계 기업들이 잇따라 투자의향을 밝히고 있어 투자규모가 늘어날 전망이다. 투자 유치 금액은 총 5억 3,200만달러, 일자리 창출 효과가 15,300여 개에 달한다.
독일의 보쉬코리아는 향후 3년간 1억 달러 규모를 투자하여 대전에 디젤자동차 부품제조 생산시설을 증축한다. 영국의 블루앤도 음이온, LED 성능개선 사업을 위해 약 3천만불 규모의 생산공장 설립 협의 중이다. 일본계 기업과 중국계 기업들도 많은 관심을 나타내고 있다. 일본의 SMC 한국법인인 한국SMC공압은 대전지역에 제3공장(16,000m2, 260억원)과 아시아기술센터(1,000억원, 연구인력 300~400명) 설립을 긍정적 검토 중이고, 일본의 NDK는 일본의 나고야전기와 국내기업이 합작회사 태양광 발전 관련 부품제조를 위해 양해각서체결 협의 중이다. 또한 중국의 이메텍은 휴대폰 반도체 제조시설 건립을 위해 투자협의 진행 중에 있다. 외국인투자지역의 기능을 대체하게 될 빌딩형 외국인 전용 인큐베이터센터 건립이 구체화된다. 또한, 서구 평촌동과 동구 하소동 등 2곳에 친환경 일반산업단지 조성이 추진된다.
아랍에미리트(UAE)의 '알 만할 그룹(AI Manhal International LLC)'은 대전지역 기업인 ㈜에코그린과 공동으로 남대전에 연구개발센터와 생산 공장 건립을 위해 1억 5,000만 달러를 투자한다. 국내 3대 시약 제조업체인 대정화금을 비롯하여 루맥스에어로스페이스, 엠쏘텍, HMG, 코노바코리아 등도 대전으로 본사와 연구소, 생산기지를 이전할 계획이다.
2012년 통계청이 발표한 1~3분기 지역경제동향 보고서에 따르면 전년 동기 대비 광공업생산지수는 전자부품, 담배, 화학제품 등에서 생산이 활발한 대전이 17.5%로 전국에서 가장 높은 증가율을 보였다. 한국무역협회 대전충남지역본부가 발표한 '2014년 2월 대전충남지역 수출입 동향' 보고서에 따르면 대전시 수출은 전년 동기대비 16.1% 증가하였다. 특히 냉방기, 펌프류, 무선통신기기 등 수출이 크게 늘어남에 따라 두 자릿수 수출증가세를 이어갔다. 무선통신기기 수출의 경우 국내기업의 세계 시장지배력 강화 및 거래물량 확대 등에 따라 무선통신기기 부품수출이 비약적으로 증가한 것으로 조사됐다.
서구 평촌·용촌·매노동 일대에는 대규모 산업단지가 들어선다. 시는 2021년 완공을 목표로 85만 8,000㎡ 용지에 2,444억원을 투입해 평촌일반산업단지를 신규 조성해 100여 개 기업을 유치한다는 계획이다.
유성구 안산동 일대에는 22만 4,000㎡ 규모의 안산첨단국방산단이 2022년 준공될 예정이며, 국방벤처 기업 20여개를 유치할 계획이다.

### 서비스업

#### 산업 현황
상권

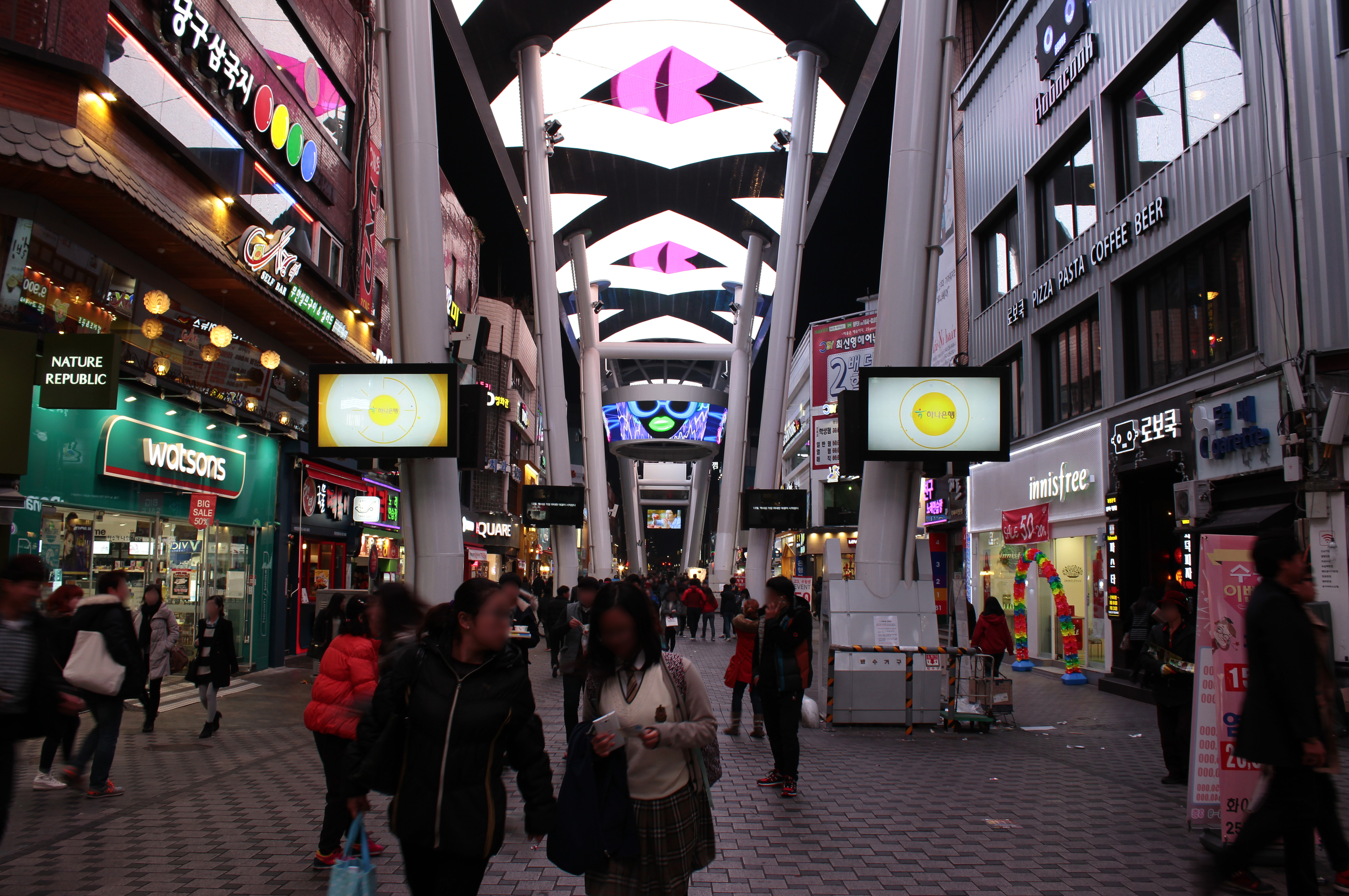
대전 은행동 으능정이거리

대전은 사면팔방으로 통하는 광범위한 교통망을 가지고 있어 서비스업이 발달하였다. 도심인 둔산을 중심으로 정부대전청사, 대전광역시청, 법원, 검찰청 등 공공기관을 비롯하여 신용협동조합중앙회 중앙본부(본점), 엽연초생산협동조합중앙회 본사, KT 충남충북광역본부, SK텔레콤 중부본부, 삼성생명 충청지역사업부, 한화생명 충청지역본부, 아모레퍼시픽 대전지역사업부 등 기업과 금융기관, 병원, 변호사·회계사·세무사·변리사·법무사 등 사무소가 밀집되어 업무지구와 상권이 형성되어 있다. 대전역 주변 은행동과 대학가인 궁동 일대에는 번화가가 조성되어 있고, 서대전역, 터미널 등을 중심으로 대규모 상권이 형성되었다. 은행동 으능정이 거리에는 LED 스카이로드가 조성되어 있다. 대전은 백제 문화권 관광의 관문으로서 유성온천을 중심으로 호텔 등 숙박업소와 유흥업소들이 모여있어 1994년 관광특구로 지정되었다. 롯데시티호텔은 유성구 도룡동에 준공되었다.
물류
대전은 수도권과 충청·영남·호남을 연결하는 삼각유통의 중심지로 전국물류산업의 거점도시로서 중요한 역할을 한다. 대덕구 문평동에 CJ대한통운 대전허브터미널이 있고, 유성구 대정동에는 14만 평의 대전종합유통단지가, 중구 안영동에는 13,000평 규모의 농수산물 물류센터가 건립되어 있다. 이와 같은 대규모 유통시설은 기존의 대전공용화물터미널, 현대물류산업, 대전산업용재유통단지 등과 협력하여 유통기능을 극대화함으로써 중부권 물류유통산업기지로 성장하고 있다. 2013년 동구 구도·낭월동에 56만m2 규모의 남대전종합물류단지 준공되었고, 우정사업본부 소포센터와 SK내트럭이 입주할 예정이다.
2011년 기준 대전의 금융기관은 202개이며 신용협동조합중앙회 본사와 한국은행 대전세종충남본부, 하나은행 충청영업그룹, NH농협은행 대전영업부, KB국민은행 충청영업그룹, 우리은행 대전충청남부영업본부, IBK기업은행 충청지역본부, KDB산업은행 충청호남지역본부, 삼성생명 충청사업부, 삼성화재 충청사업부, 한화생명 충청지역본부, KB손해보험 충청호남본부, 아주캐피탈 본사 등이 있다.
콜센터
107개 기업들이 콜센터 본부를 대전에 건립하면서 1만 4천여명의 고용효과와 경제적 파급효과를 유발하고 있다. 지족동에 KB국민은행 콜센터, 오류동에 하나은행 콜센터, 둔산동에 신한카드 콜센터, 현대해상, 한국야쿠르트, 대흥동에 한화생명, KB손해보험, 우리은행 콜센터 등 금융기관과 SK브로드밴드 컨택센터 등 통신사, 공공기관 등의 콜센터가 많다. 삼성화재해상보험도 둔산동과 은행동에 텔레마케팅센터를 신설한다.
금융위원회는 전국에 분산되어 있던 콜센터를 통합하여 대전 둔산동에서 1397 서민금융 통합 콜센터를 출범하였다.
SK텔레콤 컨택센터도 대전무역회관에 설치되었다.
기타

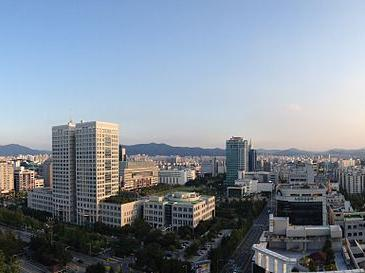
대전광역시 전경

서구 괴정동에는 KT그룹의 KTcs 본사가 있고, 탄방동에는 홈플러스테스코 본사가 있으며 대전·충청권 해외 교역 활성화의 거점기지가 될 대전무역회관이 지방 최대 규모인 지상 18층, 지하 7층, 연면적 37,373.47m2로 2012년 9월 서구 월평동에 건립되었다. KOTRA는 글로벌역량강화지원센터를 대전에 개설하였다.

#### 시장
대전은 교통이 편리하여 오랜 기간동안 도소매업이 발달하였다. 2010년 기준 2개의 공영도매시장과 32개의 전통시장이 운영되고 있다. 전통시장 중 유성장은 전국적으로 유명하고 오래된 전통을 지닌 5일장이다.
- 공영도매시장
  - 노은농수산물도매시장 (유성구 노은동)
  - 오정농수산물도매시장 (대덕구 오정동)

- 재래시장

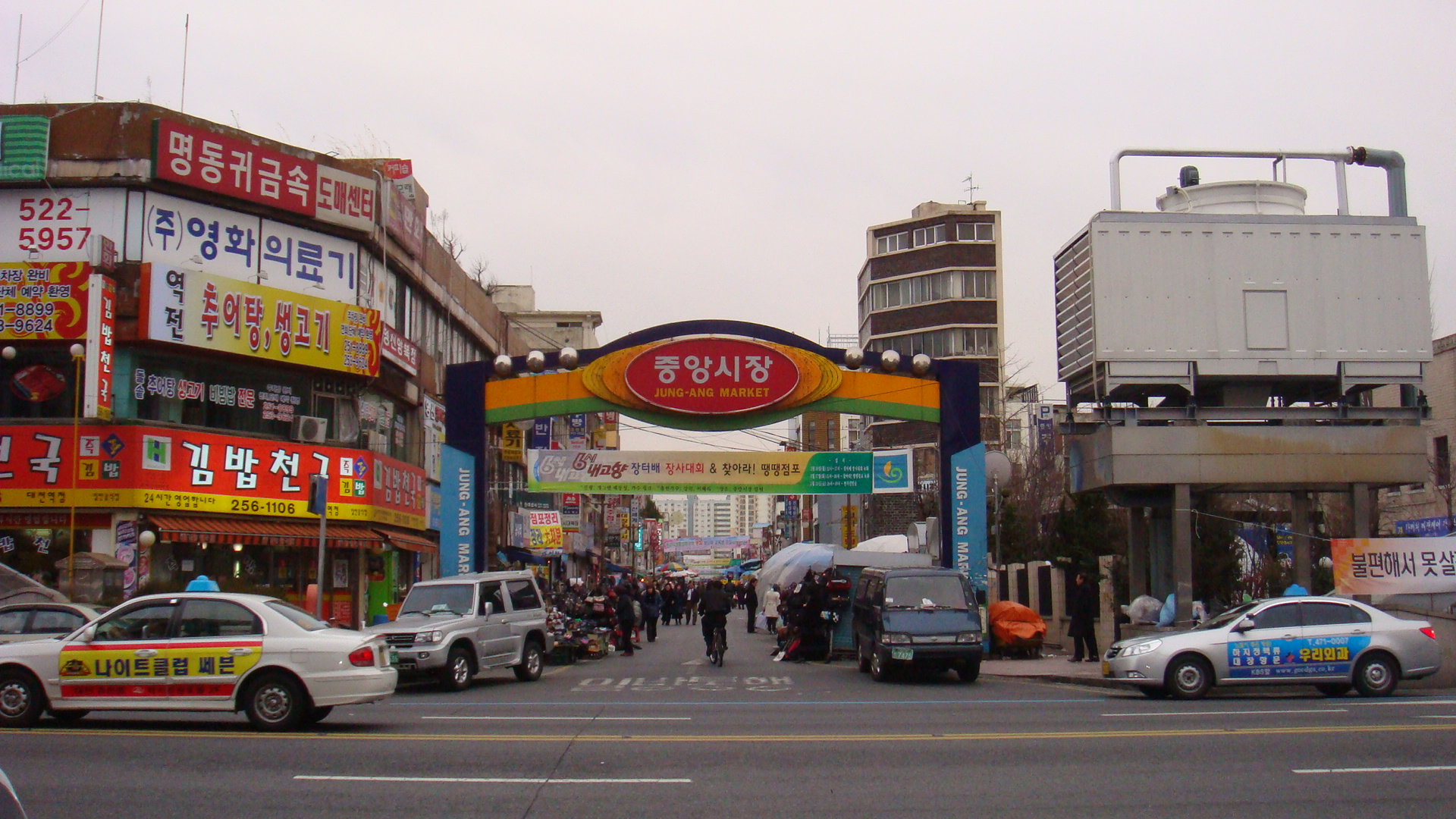
대전 중앙시장

  - 중앙시장 : 대전역에서 원동4가, 대흥교와 홍명상가를 잇는 99,174m2부지에 약 4,200여개의 점포로 형성된 대전의 대표적인 재래 시장이다.[95][96]
  - 유성장 : 유성구 장대동을 중심으로 4일과 9일 성시를 이루는 전통 풍물장이다.
  - 인동시장 : 동구 인동시장은 대전 최초의 5일장으로 1919년에는 만세운동이 일어난 곳이다. 본래 가마니와 쌀 시장이었으며 중앙시장과 더불어 대전의 대표적인 재래시장이다. 현재 40여개의 쌀과 잡곡 도매상이 있으며 총 220개의 가게가 있다.
  - 도마시장 - 서구 도마동에 있으며 대전에서 오래된 장터 중 하나며 규모도 큰 편이다.
  - 유천시장 - 중구 유천동에 조성된 시장이다.
  - 오류반짝시장 - 서대전역이 있는 중구 오류동에 조성된 시장이며 아침에 장이 선다.
  - 한민시장 - 서구 가장동에 조성된 시장이다.
  - 태평시장 - 중구 태평동에 조성된 시장이다.
  - 신탄진장 - 대덕구 신탄진역 인근에서 3일과 8일에 열리는 전통 5일장이다.
  - 중리시장 - 대덕구 중리동에 위치한 전통시장으로 213곳의 점포가 등록돼 있다.
  - 문창시장 - 중구 문창동에 조성된 시장이다.

#### 백화점
- 갤러리아백화점 타임월드 (서구 둔산동)
- 롯데백화점 대전점 (서구 괴정동)
- 백화점세이 (중구 문화동)
- NC백화점 대전중앙로역 (중구 은행동)
- 대전신세계 Art&Science (유성구 도룡동)

사이언스 콤플렉스
국제과학비즈니스벨트가 조성되는 엑스포과학공원에 연면적 271,366m2 지하 4층, 지상 43층의 사이언스 콤플렉스가 건립되었다. ㈜신세계는 2017년 4월 대전 현지법인을 설립하였다. 2017년 12월 19일 기공식을 하고, 2021년 쇼핑·문화·과학·여가를 즐길 수 있는 복합 엔터테인먼트 시설로 조성하였다. 193m 피라미드형의 사이언스 타워는 갑천변에 배치되어 상층부 9개층은 랜드마크 시설로 전망대와 식당, 놀이시설이 들어섰고, 5성급 호텔과 병원 등 힐링센터, 과학문화시설도 입주하며, 옥상에는 테마공원과 야외수영장이 조성된다.

#### 아울렛
- 현대프리미엄아울렛 (유성구 용산동)
- 패션월드 (서구 월평동)
- 로데오타운 (서구 탄방동)
- 모다아울렛 대전점 (유성구 대정동)
- 패션아일랜드 (동구 가오동)
- 골든하이

#### 대형마트
| 유통업체        | 매장 수 | 지점명                                                                                                  |
| --------------- | ------- | --- |
| 홈플러스        | 4개     | 유성점 (유성구 봉명동) / / 문화점 (중구 문화동) / 대전가오점 (동구 가오동) / / 서대전점 (유성구 대정동) |
| 롯데마트        | 3개     | 서대전점 (유성구 원내동) / 대덕테크노밸리점 (유성구 관평동) / 노은점 (유성구 하기동)                    |
| 이마트          | 3개     | 둔산점 (서구 둔산동) / 대전터미널점 (동구 용전동) / 이마트 트레이더스 월평점 (서구 월평동)              |
| 코스트코        | 1개     | 대전점 (중구 오류동)                                                                                    |
| 농협 하나로클럽 | 1개     | 대전점 (중구 안영동)                                                                                    |
| 세이브존        | 1개     | 대전점 (서구 둔산동)                                                                                    |

#### 영화관
| 영화관     | 지점 수 | 지점명 |
| ---------- | ------- | --- |
| CGV        | 7개     | 대전 (중구 문화동) / 대전가수원 (서구 가수원동) / 대전가오 (동구 가오동) / 대전탄방 (서구 탄방동) / 대전터미널 (동구 용전동) / 유성노은 (유성구 지족동) / 유성온천 (유성구 봉명동) |
| 롯데시네마 | 4개     | 대전 (서구 괴정동) / 대전관저 (서구 관저동) / 대전둔산 (서구 월평동) / 대전센트럴 (서구 둔산동)                                                                                    |
| 메가박스   | 3개     | 대전 (서구 탄방동) / 대전중앙로 (중구 대흥동) / 대전 신세계 아트앤사이언스 (유성구 도룡동)                                                                                         |

### MICE산업
국제협회연합(UIA)이 발표한 2012년 국제회의 개최 순위에서 대전은 국내 4위, 세계 47위를 차지했다. 대전은 2008년 대전컨벤션센터 개관 당시 222건이던 행사가 2011년 654건으로 3배 가까이 증가했다. 대전컨벤션센터를 찾는 참가자(전시회 관람객 제외)도 21만 9,000명으로 2008년보다 2배 이상 늘었다. 일반 과학기술 분야뿐 아니라 기초과학, 로봇, 원자력, 항공우주, 의학 분야 학술대회를 유치하고 있다. 2006년 국제회의 유치 전담기구인 대전컨벤션뷰로(현 대전마케팅공사)의 발족 이후 국제회의는 2007년 27건, 2008년 31건, 2009년 34건, 2010년 49건, 2011년 54건으로 증가했다.
- 2009년 '국제우주대회', 국제통화기금(IMF) 아시아21 컨퍼런스, 2010년 국제원자력기구 핵융합에너지 컨퍼런스(IAEA FEC) 등 유명한 국제행사를 성공적으로 유치∙개최하였다.
- 2011년에는 '아시아사이언스캠프'와 '세계화학엑스포', '환황해 경제기술교류회의' 등 48건의 국제행사를 비롯한 654건의 행사를 성공적으로 개최해 1193억원의 경제파급효과를 거두었다.[102]
- 2012년 대한약사회에서 주최하는 국내 최대 규모의 약(藥) 박람회인 '2012 팜 엑스포(Pharm Expo Korea)' 등을 개최하였고, 세계조리사대회와 국제소믈리에대회에도 40만명 가까이 참석했다.[103] 같은 해, '세계산업자산운용총회', '인조시스템 국제콘퍼런스(ICHS 2012)', '아시아컴퓨터비전총회(ACCV 2012)', '유비쿼터스지능로봇국제학술대회(URAI 2012)' 등 대전에서 60여건의 국제회의가 개최되었다.
- 2013년 이후 개최가 확정된 국제회의 건수는 50여건에 달한다. '제36회 아시아태평양첨단네트워크[104]워크샵'과 1만 6천여명의 세계 치과기공사들이 모여 5년마다 개최되는 '국제치과기공학술대회'의 개최도시로 대전이 확정됐다.[105] '아태물협회총회', '인공생명 및 로봇국제심포지엄(AROB 2013)', '세계햅틱스대회(World Haptics 2013)', '아시아건강심리학회총회' 등 국제회의
- 2014년 '국제천문연맹아태총회', '자동 로봇시스템 총회', 2015년 '세계양봉대회', '국제자유전자레이저 총회'[106], 2016년 '세계가정학회총회' 등을 개최할 예정이다.[107]
- 대전시와 유네스코(UNESCO·UN 교육과학문화기구)는 2014년부터 짝수 해마다 격년제로 세계 과학기술인과 기업인이 참가하는 대전세계혁신포럼 보관됨 2014-10-23 - 웨이백 머신을 공동 개최한다.[108]
- 2015년 OECD 과학기술 장관회의를 개최하였다. 2015년 10월 20일부터 이틀간 대전에서 '과학·기술·혁신을 통한 미래창조'를 주제로 열린 과학기술 장관회의는 2004년 프랑스 파리에서 개최된 이후 11년 만에 개최되는 행사였다. 과학기술 장관 회의에는 34개 OECD 회원국과 중국, 브라질, 인도 등 옵서버 국가의 과학기술 장관, 주요 국제기구 고위급 대표 300여 명이 참가했다.[109] OECD 과학기술 장관 회의는 대한민국을 의장국으로, 스페인과 노르웨이를 부의장국으로 해 진행했다. 2015년 10월 21일 글로벌 디지털 시대의 과학기술혁신 정책을 위한 '대전 선언문'을 채택했다.[110] 또한 '2015년 세계컴퓨터총회(IFIP WCC 2015)'와 '2018년 국제낙농연맹(IDF) 연차총회' 등 주요 국제 행사를 다수 유치하였다.
- 2016년 IEEE '세계지능형로봇시스템총회'를 개최하였다.[111]
- 2016년 '국제항공공학협회총회(2016 ICAS Congress)'가 호주 브리즈번에서 열린 ICAS 이사회와 회원국 만장일치로 대전 개최를 확정하였다. 50여개국에서 1,000여명이 참가했다.[112]
- 2016년 제14회 국제우주운영 컨퍼런스(SpaceOps 2016)의 개최지가 미국 캘리포니아 NASA에서 열린 SpaceOps(스페이스옵스) 총회에서 대전으로 선정되었다. 전 세계 1,000명 이상의 우주 전문가가 참여하고 우주운영 분야에서 최대의 권위를 인정받고 있는 대회 유치를 통해 27억원의 경제적 파급효과를 가져왔다.[113]
- '2017년 국제중성자학회'와 '2017 국제전자기장측정총회'를 유치하였다.[114]
- 2017년 아시아 태평양 도시 정상회의(APCS)를 개최하였다. 미국·호주 등 아·태 120여 개 도시 시장, 학자, 기업인 등 1,500여명이 참석해 협력체계를 구축하고 지속 가능한 발전 방안을 논의하였다.[115]
- 2020년 8월 세계미생물학회연합총회[116]’를 대전시와 마케팅공사가 유치하였다. 세계미생물학회연합총회(IUMS)는 균, 박테리아, 바이러스 등 미생물 분야를 총망라하는 전세계 최대 규모의 국제학술회의로서 최대 5,000명에 이르는 국내·외 미생물 전문가와 바이오 관련 업체들이 대전컨벤션센터에 모여 일주일간 학술발표, 토론, 전시 등을 벌일 예정이다.[117]
- 2022년 제7회 세계지방정부연합(UCLG) 총회를 유치하였다. 세계 140개국 1,000여 도시 정상이 참여하여 2022년 10월 대전컨벤션센터(DCC) 및 대전국제전시컨벤션센터(DICC) 일원에서 4박 5일간 개최된다.[118]

## 의료 기관
2011년 기준 의료기관의 수는 1990개이고, 의사 3089명, 치과의사 630명, 한의사 604명이다. 대전 의료관광사업이 국토해양부의 중부첨단산업권 발전 시범사업에 선정되어 '메티컬스트리트'와 '유성온천 건강거리' 등이 조성될 계획이다. 보건복지부가 '2015 해외환자유치 지역 선도의료기술 육성사업'공모에서 '건강검진과 지역의 우수한 특화의료기술, 관광 등을 연계한 의료관광 융복합 모델 구축사업'으로 '의료관광 해외환자 유치' 선도 기관 선정되었다.
| - 충남대학교병원[상급] (중구 대사동) - 건양대학교병원[종합] (서구 관저동) - 대전을지대학교병원[종합] (서구 둔산동) - 가톨릭대학교 대전성모병원[종합] (중구 대흥동) | - 대전선병원[종합] (중구 목동) - 유성선병원[종합] (유성구 지족동) - 대전보훈병원[종합] (대덕구 신탄진동) - 대전한국병원[종합] (동구 성남동) | - 대청병원[종합] (서구 정림동) - 원광대학교 대전치과병원 (서구 둔산동) - 대전대학교 대전한방병원 (서구 둔산동) |

## 문화

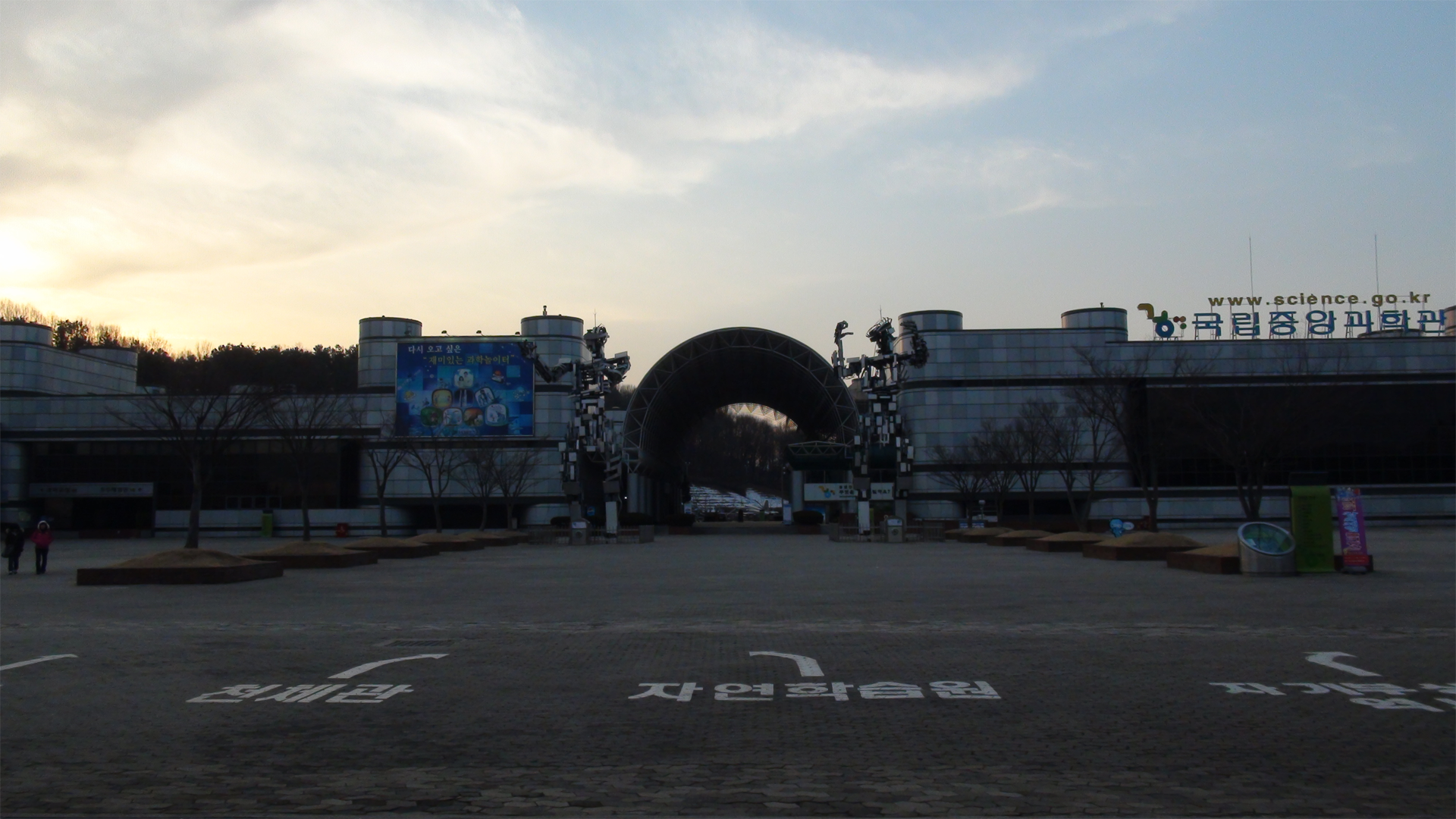
국립중앙과학관

- 국립중앙과학관 - 과학기술의 수집·보존·연구·전시 및 교육에 관한 업무를 수행하는 대한민국 대표 과학관이다. 1990년 서울에서 대전으로 이전되었다. 전시관에는 상설전시관, 옥외전시관, 우주체험관, 천체관, 생물탐구관, 자기부상열차, 첨단과학관, 사이언스홀, 창의나래관 등이 있다. (유성구 대덕대로 481)
- 대전예술의전당 - 모든 장르의 공연을 소화할 수 있는 다목적 공연장으로 아트홀 1546석과 앙상블홀 651석, 야외원형극장 1000여석, 컨벤션홀 100석 등을 갖추고 있다. (서구 둔산대로 135)
- 화폐박물관 - 한국조폐공사가 운영하는 대한민국 최초의 화폐전문박물관이다. 13,872m2의 부지에 2,026m2의 2층 건물로 4개의 상설전시실을 갖추고 있다. 공익적 목적으로 무료로 개방한다. (유성구 과학로 80-67)
- 지질박물관 - 한국지질자원연구원 소속으로 한국 유일의 지질 전문 박물관이다. 연면적 2500m2에 5천여 점의 화석, 광물 등 2,000여 점의 지질 표본을 전시한다. 대형 지구본과 공룡, 한국 유일의 석질운석인 두원운석 등이 전시되어 있다. (유성구 과학로 124)
- 대전선사박물관 - 1997년 발굴된 노은동 유적지(기념물 제38호)에 위치하여 대전의 구석기 시대부터 철기시대까지 총 5개의 전시실을 운영하고 있고, 야외 체험장과 자료실을 갖추고 있다. (유성구 노은동로 126)
- 대전컨벤션센터 - 2000석의 그랜드 볼룸과 2600석 규모전시출을 갖춘 최첨단 컨벤션센터이다. 5최첨단 컨벤션복합지구가 구축되어 있다. (유성구 엑스포로 107)
- 대전시립박물관[121] - 문화재가 전시되어 있는 상설전시실, 기증유물실, 기획전시실, 도시홍보관으로 구성되어 있다. 2012년 10월 16일 상대동에 개관하였다. (유성구 도안대로 398)
- 대청호자연생태관 - 대청호에 서식하는 어류와 대청호 주변의 동물·식물 등 자연생태 체험 학습장이자 휴식공간이다. (동구 천개동로 41)
- 대전시민천문대 - 대한민국 최초의 시민천문대이다. 제1관측실에 설치된 10인치 굴절망원경은 한국 최대 구경을 지니고 있다. 1층의 천체투영관에는 천체투영기를 이용하여 9.5m의 돔스크린에 가상의 별을 투영하는 곳이다. 2층은 우주에 관한 전시실이 있다. 3층은 관측실과 전망대로 이루어져 있는데 주관측실에는 8m의 원형돔 시설에 25cm의 초저분산 굴절망원경이 설치되어 있어 태양, 달의 표면, 행성, 성운, 성단, 은하 등을 관측할 수 있고, 홍염필터를 통해 태양홍염도 선명하게 관찰된다. 보조관측실에도 13대의 망원경이 설치되어 있으며 가로 6.6m·세로 11.7m의 슬라이드돔을 갖추고 있다. (유성구 과학로 213-48)
- 대전시립미술관 (서구 둔산대로 155)
- 한국법문화진흥센터 (유성구 원촌동)

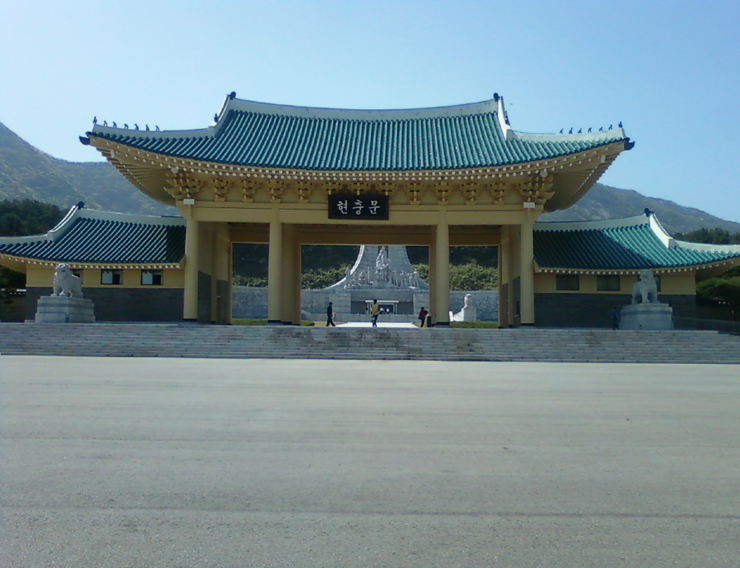
국립대전현충원

- 갑천 수상스포츠 체험교실 - 갑천 둔산대교 인근에서 드래곤보트, 카약, 카누, 페달보트, 레프팅, 수상자전거, 수상오토바이 등 수상기구를 무료로 즐길 수 있다. 매년 9월경에는 전국 최대 규모 드래곤보트 페스티벌이 펼쳐진다.[122]
- 대전전통나래관 (동구 소제동)
- 연정국악문화회관 (중구 문화동)
- 이응노미술관 (서구 만년동)
- 천연기념물센터 (서구 만년동)
- 대청댐물문화관 (대덕구 미호동)
- 대전문학관 (동구 용전동)

### 시립예술단

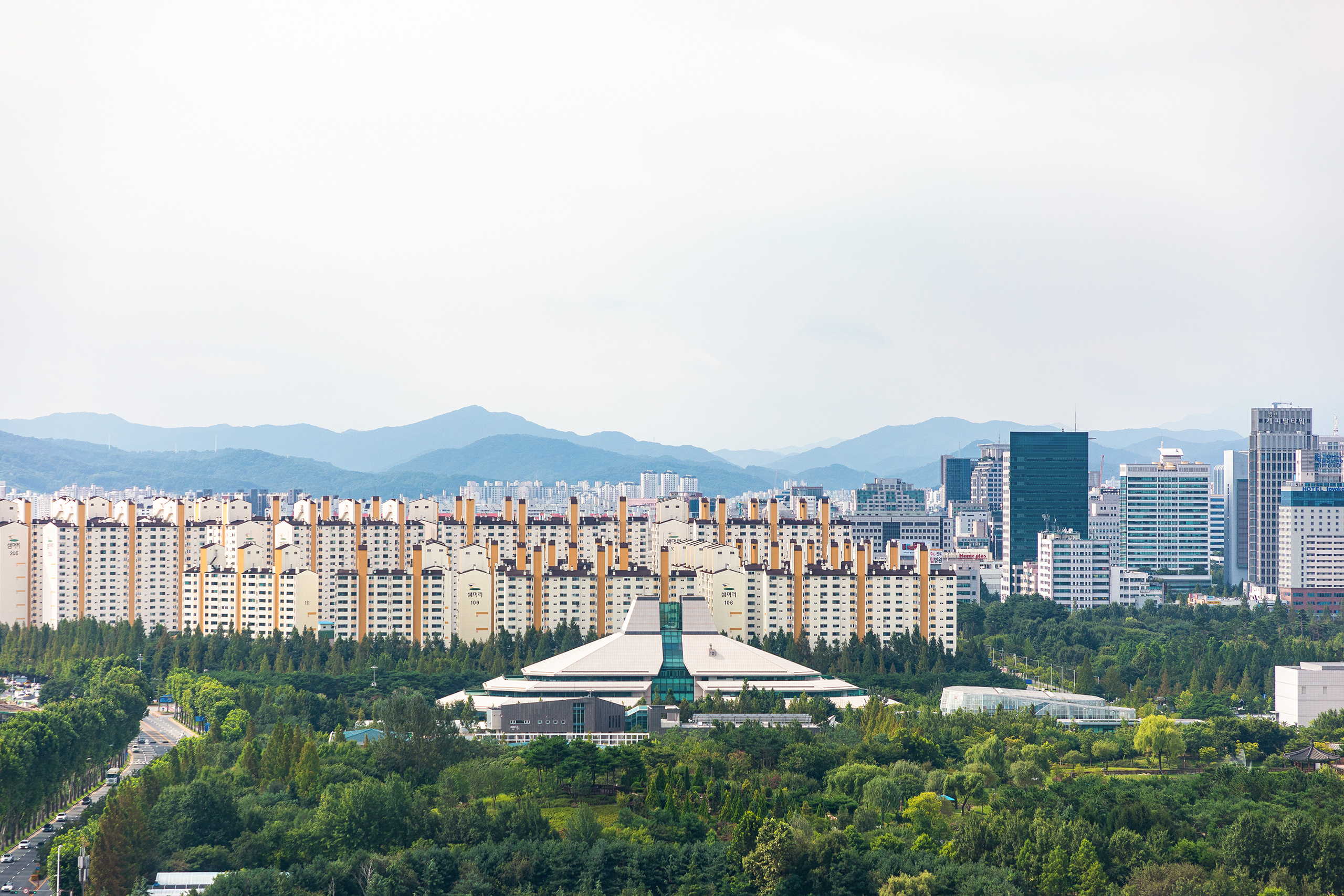
평송청소년문화센터

- 대전시립연정국악원
- 대전시립교향악단
- 대전시립무용단
- 대전시립합창단

### 문화재, 문화행사
중구 대흥동 일대의 문화·예술의 거리에는 화랑, 갤러리, 소극장 등 다양한 문화·예술공간이 있고, 야외공연장이 있는 우리들공원에서 '대전프린지페스티벌' 등 각종 문화·예술행사가 열리고 있다. 어남동에는 대전 출신 독립운동가인 신채호 생가가 있고, 조선시대 건축물이 있는 무수동의 유회당(有懷堂), 여경암(餘慶菴), 거업재(居業齋)에서는 대전의 역사를 느낄 수 있다. 전통민속놀이로는 부사칠석놀이, 문창동엿장수놀이, 버드내보싸움놀이 등이 전해오고 있다.
동구 가양동에는 우암사적공원이 있다. 이곳은 조선시대 유학자인 송시열이 흥농서당과 남간정사를 세워 제자들과 학문을 연구하며 북벌책을 강구하던 곳이다. 동구 대동 하늘동네에는 거리 벽화가 있다.
대덕구 송촌동에는 조선시대 유학자인 송준길이 살던 건축물인 동춘당(보물 제209호)이 있고, 매년 전통문화를 체험하는 동춘당문화제가 열린다.
대덕구 읍내동에는 회덕향교가 있고, 유성구 교촌동에는 진잠향교가 있다. 산림청은 진잠향교마을숲을 전통마을숲 복원사업 대상지로 선정했다.
대한민국 최대 규모의 다목적 영상종합시설을 갖춘 스튜디오 큐브(Studio Cube)가 2017년 9월 25일 엑스포 과학공원에 개관했다. 건물은 6만 6115㎡의 대지면적에 연면적 3만 2040㎡, 지하 1층, 지상 2층으로 지어졌다. 국책사업으로 조성되어 한국콘텐츠진흥원에서 운영한다.
축제로는 유성온천축제, 금강로하스축제, 디쿠페스티벌, 계족산맨발축제, 견우직녀축제 등이 열린다.

### 스포츠

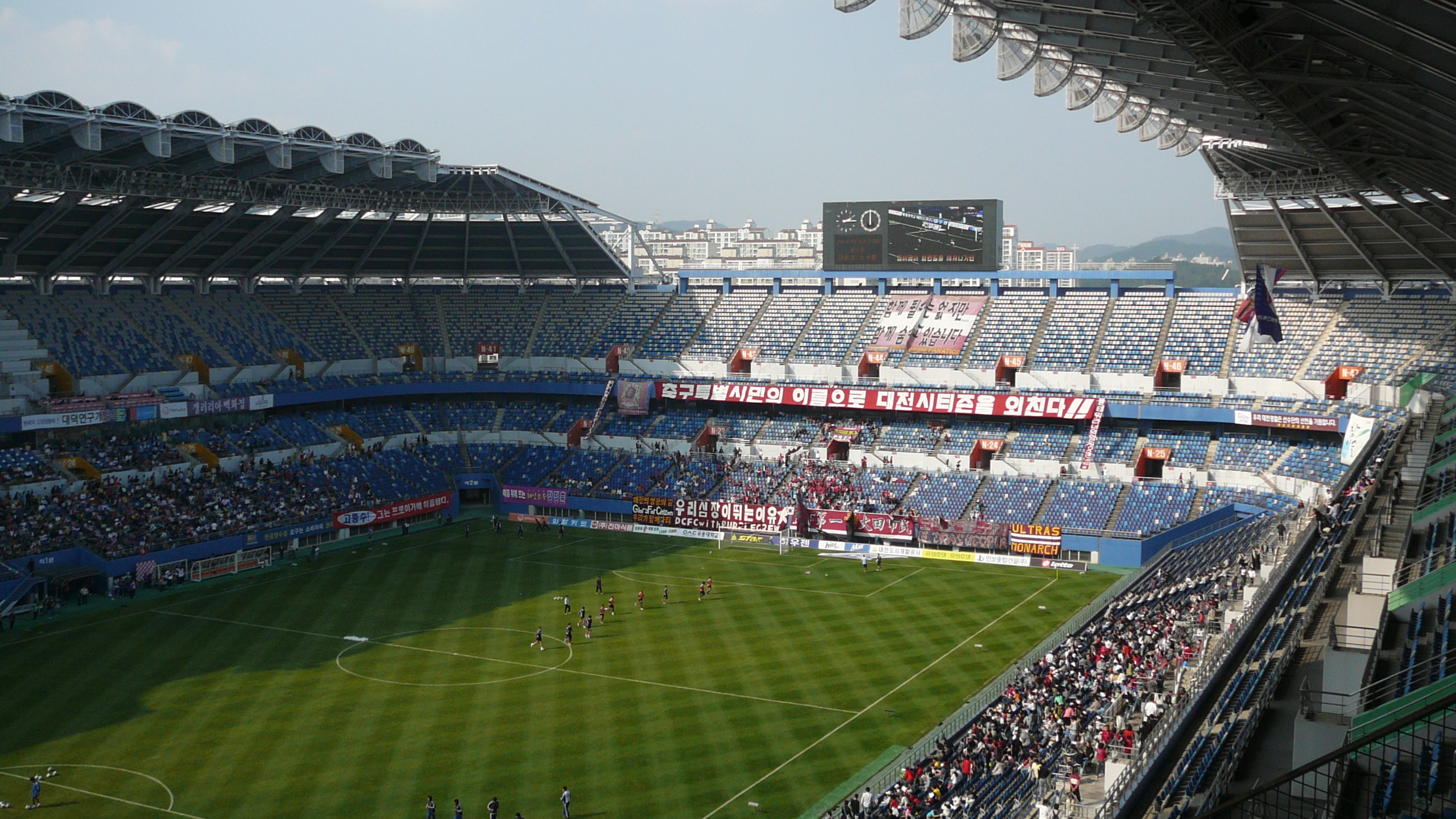
대전월드컵경기장

프로야구단인 한화 이글스, 프로축구단인 대전 하나 시티즌, 대전 한국철도 축구단, 프로배구단인 대전 삼성 블루팡스와 대전 정관장 레드스파크스가 대전을 연고지로 한다.
| 종목 | 리그        | 팀                       | 창단년도 | 홈 경기장                   |
| 야구 | KBO 리그    | 한화 이글스              | 1986년   | 대전한화생명볼파크          |
| 배구 | V-리그 (남) | 대전 삼성 블루팡스       | 1995년   | 충무체육관                  |
| 배구 | V-리그 (여) | 대전 정관장 레드스파크스 | 1988년   | 충무체육관                  |
| 축구 | K리그2      | 대전 하나 시티즌         | 1997년   | 대전월드컵경기장            |
| 축구 | K3리그      | 대전 코레일 FC           | 1943년   | 대전월드컵경기장 보조경기장 |

### 공원

한밭수목원

2010년 기준으로 대전시내에는 전체 581개소의 공원이 있다. 생활권공원(근린공원, 소공원, 어린이공원)이 524개소, 주제공원(체육공원과 수변공원 각각 14곳과 문화공원 5곳 등) 49개소이다. 동구에 93개소, 중구에 96개소, 서구에 132개소, 유성구에 170개소, 대덕구에 90개소가 있다.
둔산대공원은 대전광역시에서 1993년 1월 16일 토지공사로부터 56만 9천m2에 달하는 부지를 인수받아 산림청 등과 함께 공원 조성에 착수하여 오늘날에 이르렀으며, 공원에는 한밭수목원, 시민광장 등의 부대시설도 있다. 한밭수목원은 2001년부터 3단계에 걸쳐 시설을 조성, 순차적으로 개관하고, 2011년 열대식물원의 준공과 함께 공립수목원(제33호)으로 등록되었다.

### 종교
대전에는 대전·세종·충남 지역을 관할하는 천주교 대전교구가 있다. 교황 프란치스코는 천주교 대전교구장 유흥식 주교의 초청을 받고, 대전교구에서 열리는 ‘제6회 아시아 청년대회’에 참석하기 위해서 한국을 방문했다. 교황 프란치스코는 “8월 15일 대한민국 대전에서 만나자”라며 대전 방문을 공식 발표했다. 교황이 한국을 방문하는 것은 1989년 요한 바오로 2세 이후 25년 만이다. 2014년 8월 15일 교황 프란치스코는 대전월드컵경기장에서 성모승천 대축일 미사를 봉헌했다. 이어 성 김대건 신부의 생가터가 위치한 당진 솔뫼성지와 서산 해미읍성 등 대전교구 지역을 방문했다.
불교 2대 종단 중 하나인 천태종이 중앙 종무행정기관인 총무원을 단양 구인사에서 대전으로 옮길 계획이다. 천태종 총무원장은 2014년 1월 서울 관문사에서 신년 기자간담회를 열고 대전 유성구 계산동 광수사에 99,000m2의 터를 확보해 천태문화전승관을 짓고 총무원을 대전으로 이전할 예정이라고 발표했다. 총무원의 대전 이전은 천태종 중창조인 상월원각 대조사가 불교와 종단의 미래를 위해 구상했던 방안으로, 대전 총무원은 국제 포교와 행정의 중심으로 삼겠다고 밝혔다. 총무원 청사의 총 공사비는 정부가 절반을 부담한다.

## 방송·언론
- 광역시중 유일하게 불교방송이 없다.

대전방송(TJB)

(모기업:우성사료)(SBS(모기업:태영건설)의 네트워크 민영방송사)
| 텔레비전/라디오 방송사 | 라디오 방송사 | 신문사              | 신문사 |
| --- | --- | ------------------- | ------ |

KBS대전방송총국(KBS대전)

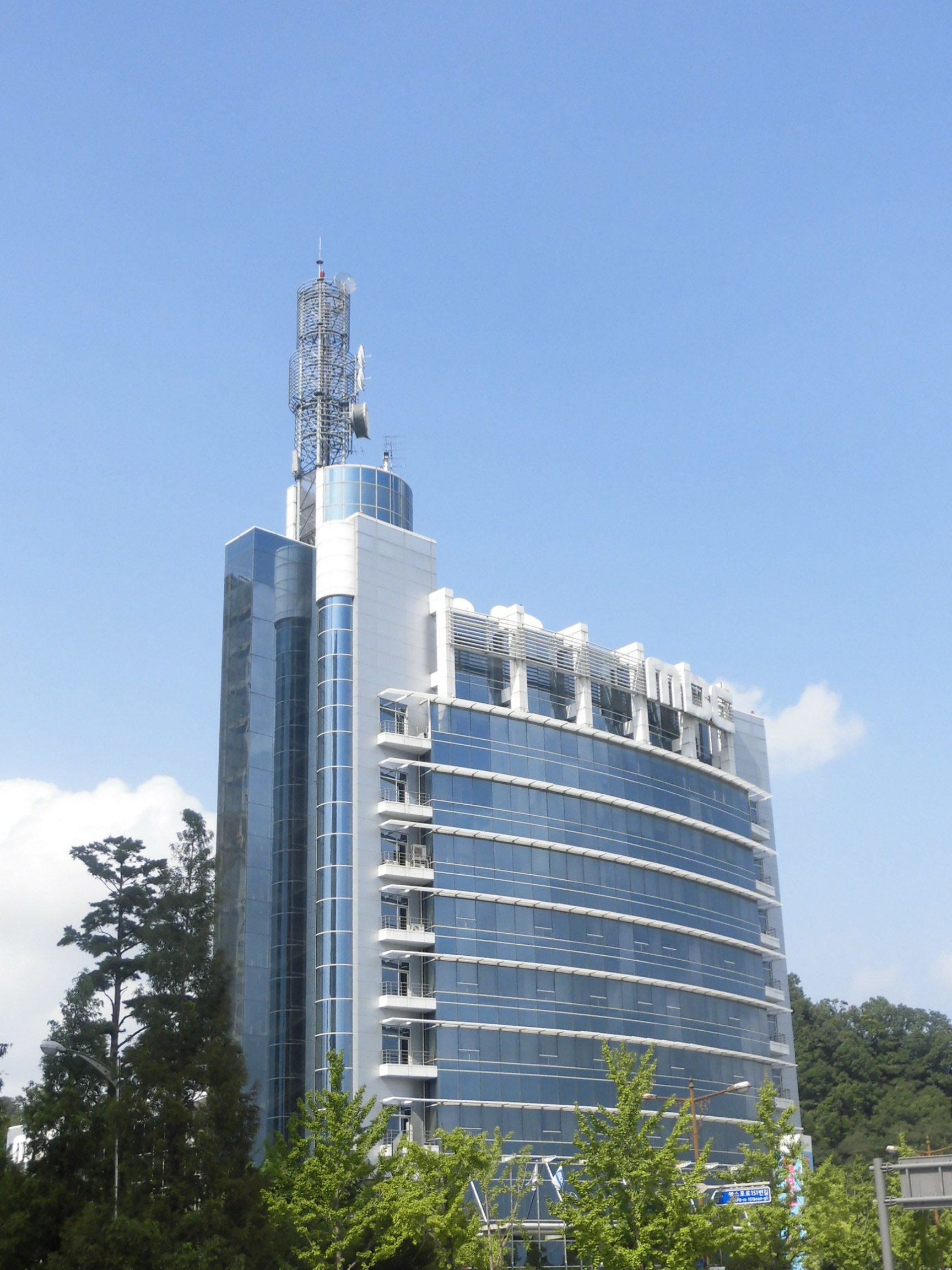
대전문화방송(대전MBC)

| - KBS대전방송총국 (KBS대전) (서구 만년동) - 대전문화방송 (대전MBC) (유성구 도룡동) - 대전방송 (TJB) (유성구 도룡동) - CMB대전방송 (중구 선화동) - STB 상생방송 (대덕구 중리동) | - 대전교통방송 (서구 내동) - 대전극동방송 (유성구 지족동) - CBS기독교대전방송 (중구 문화동) - 대전가톨릭평화방송 (중구 대흥동) - 대전국악방송 (동구 효동) | - 대전광역시의 신문 |        |

### 관광

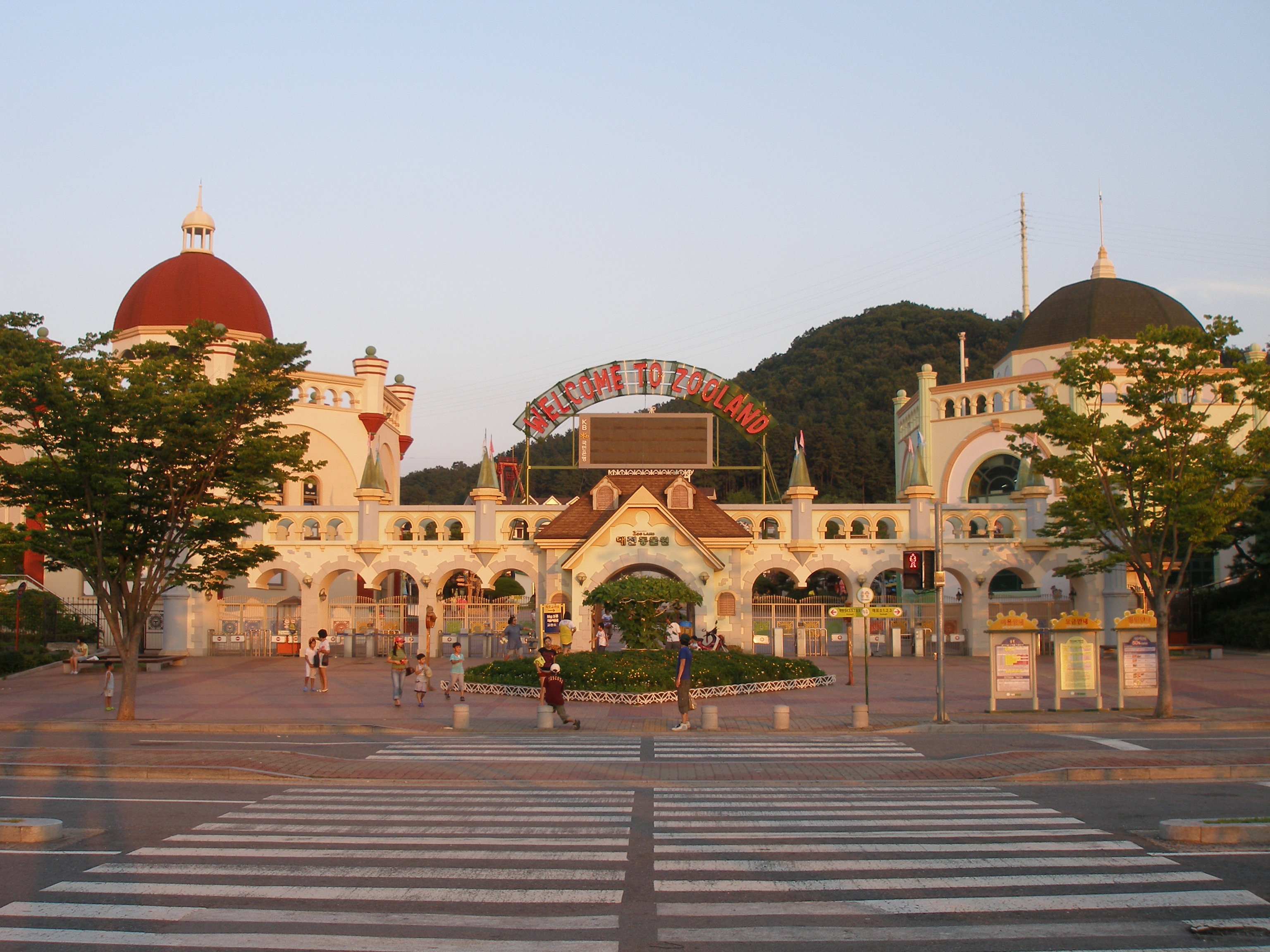
대전 오-월드

대전광역시 선정 관광명소는 오월드, 뿌리공원, 한밭수목원, 계족산황톳길, 대청호반, 장태산(장태산 자연휴양림), 대전둘레산길, 동춘당, 대전문화예술단지, 으능정이 문화의 거리, 유성온천, 성심당 등이다.
- 대전 오-월드: 주랜드(동물원)+플라워랜드(식물원)+조이랜드(놀이공원)+버드랜드(조류원)가 복합적으로 어우러진 종합테마 공원이다. 2002년 개장한 대전동물원(608,283㎡)과 2009년 개장한 플라워랜드를 통합하였으며, 2016년 버드랜드를 개장하였다. 783,897㎡로 중부권 이남 최대 규모이다.[136] (중구 사정공원로 70)
- 뿌리공원: 성씨별 조형물과 한국족보박물관, 효문화진흥원, 팔각정자, 수변무대, 분수대, 만성보(라바댐), 산림욕장 등이 조성되어 있다.[137] (중구 뿌리공원로 79)
- 대전 아쿠아리움: 대한민국 최초이자 최대의 담수어 수족관이다. 다른 나라의 다양한 담수어류와 멸종위기 동물을 보존 전시했다.[138] (중구 보문산공원로 469)
- 엑스포타워 : 1993년 세계 박람회 개최된 엑스포과학공원에 대전 사이언스 콤플렉스가 조성되었고, 엑스포타워에서 대전 도심을 조망할 수 있다.[139] 인근에 국립중앙과학관, 화폐박물관, 지질박물관이 있다. 엑스포 다리를 통해 한밭수목원과 연결된다.

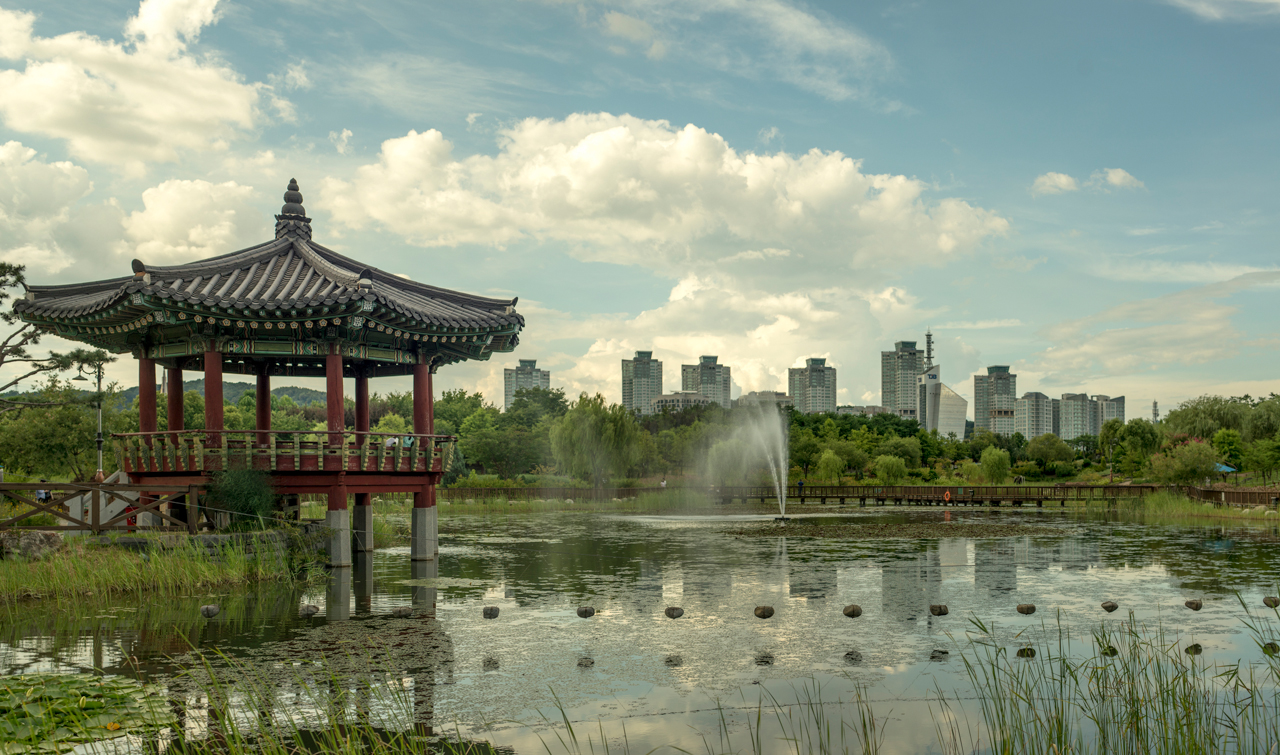
한밭수목원

- 한밭수목원: 정부대전청사, 엑스포과학공원의 녹지축이 연결된 공립 수목원이다. 39만㎡의 구릉지에 습지원, 무궁화원, 야생화원, 관목원, 목련원, 암석원 등 24개 주제별로 목본류 1,105종, 초본류 682종 등 1,787종의 식물을 전시하고 있다. 2011년에는 대한민국 최초로 맹그로브를 주제로 한 열대식물원도 조성하였다.[140] 대한민국 유일의 자연 유산 전문 국가기관인 문화재청 국립문화재연구소 천연기념물센터가 있다.[141] 대전예술의전당, 대전시립미술관과 인접한다.
- 대청댐: 대전권에 용수를 공급하는 대한민국의 3대 댐이다. 둘레가 220㎞에 이르며, 호수를 한 바퀴 돌아보려면 승용차로 3시간 정도 걸린다. 추동에 대청호반자연생태공원이 있으며, 미호동에는 대청댐물문화관과 전망대가 있다.

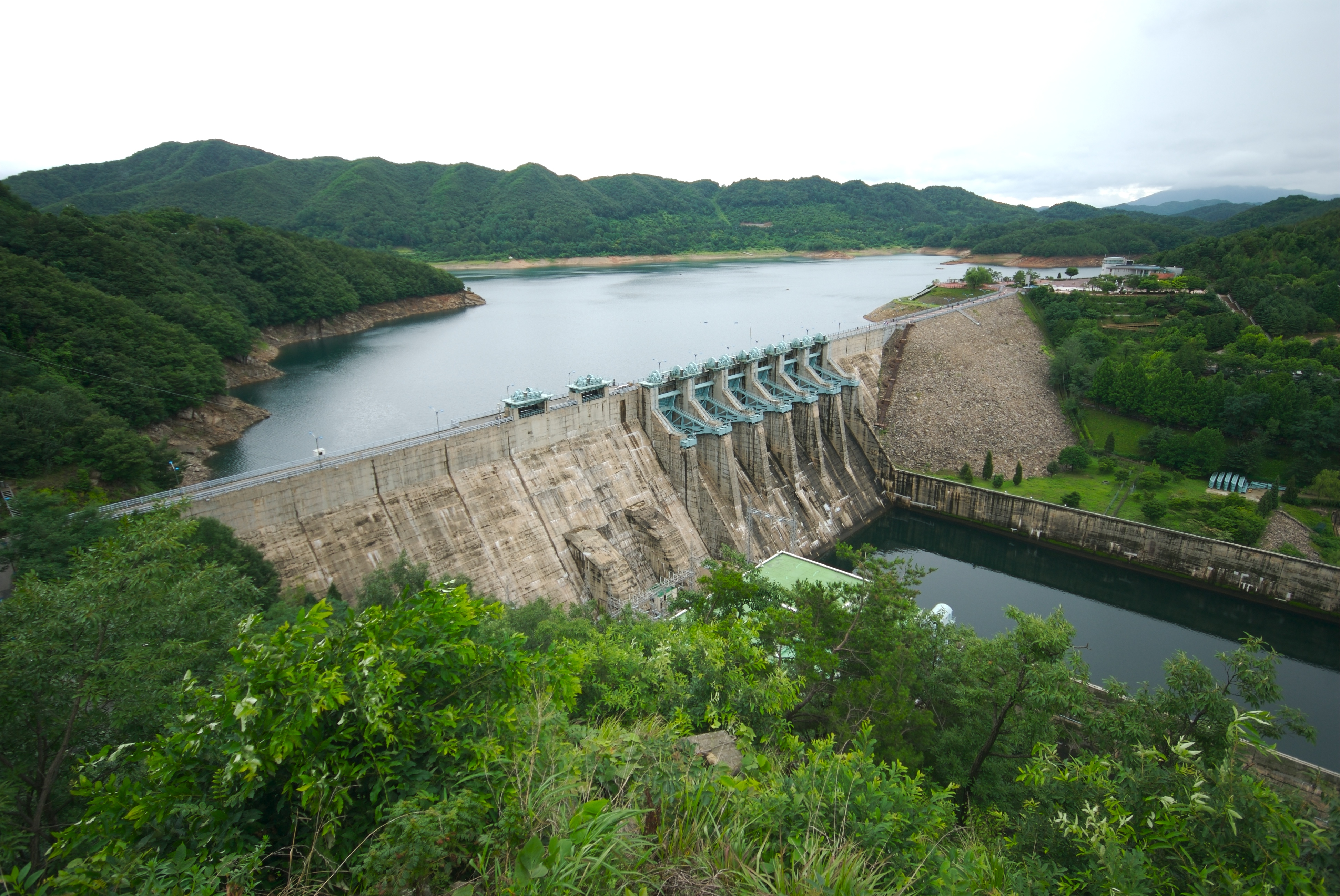
대청댐

- 유성온천: 대한민국 온천 지구 중 부존량에서 최대 규모이다. 라듐이 많이 함유된 단순천으로 미네랄성 금속류들이 골고루 함유되어 있다. 수소 이온 농도(pH)는 8.89이다. 이팝나무 가로수가 조성되었고, 족욕체험장이 무료로 개방되어 있다.
- 대전둘레산길: 대전을 둘러싸고 있는 보문산, 만인산, 식장산, 계족산, 구봉산, 계룡산, 금병산, 갑하산, 빈계산, 방동저수지 등을 휘도는 133km의 등산로이다. 계족산에서 14.5km의 황톳길을 맨발로 걸을 수 있다.

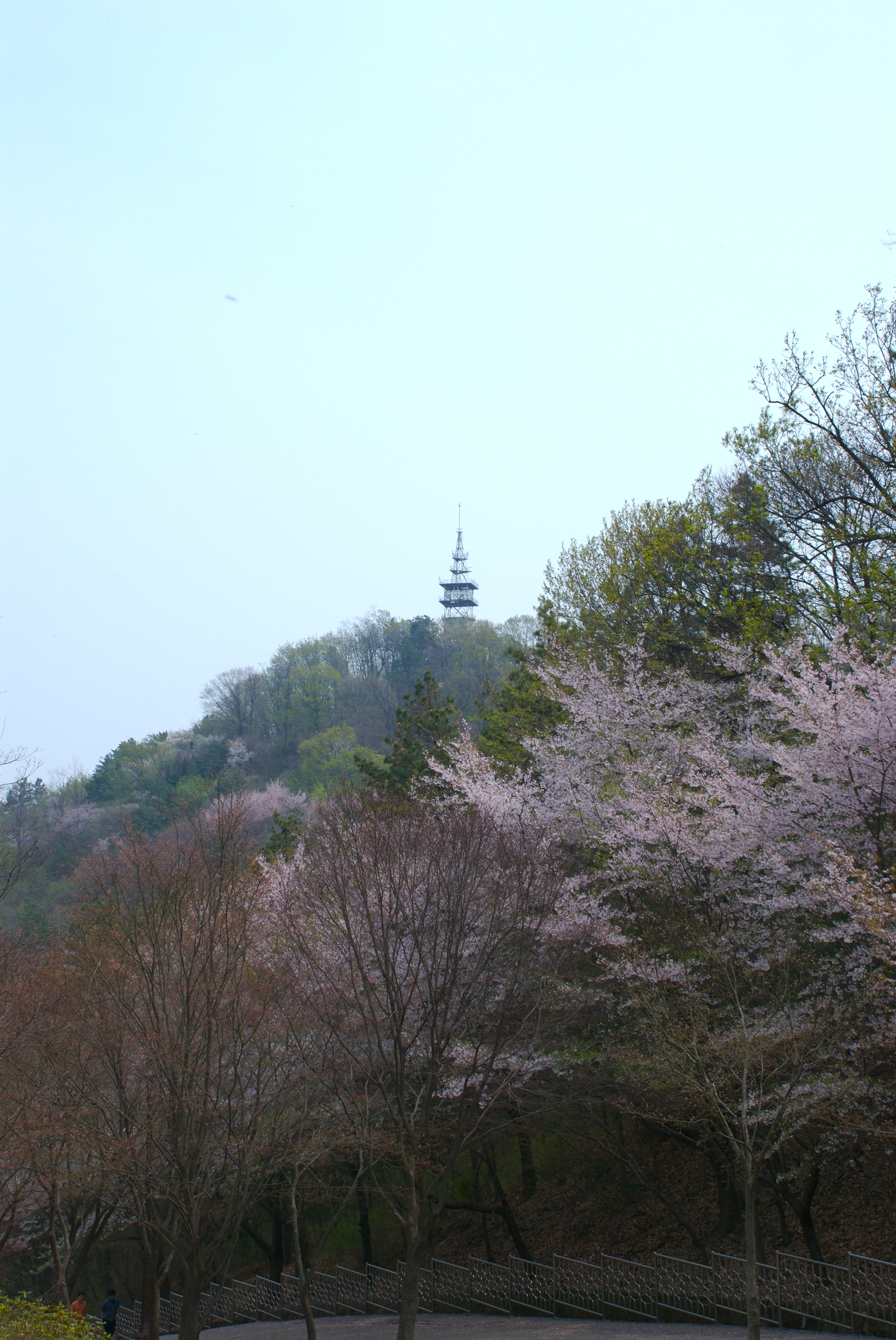
보문산

- 장태산 자연휴양림: 메타세퀘이아 숲이 울창하게 형성되어 산림욕을 즐길 수 있는 자연 휴양림이다. 숲체험 스카이웨이가 있다.
- 동춘당: 조선 효종 때 병조판서를 지낸 송준길(宋浚吉)이 자신의 호를 따서 건축한 별당이다. 대한민국 보물 제209호. (대덕구 동춘당로 80)
- 성심당: 대전의 유명한 빵집으로 먼 지역에서도 많은 사람들이 찾아온다. 수익의 일부를 기부도 한다.

## 국제 교류
대전광역시는 세계대도시연합(METROPOLIS), 아태도시정상회의(APCS), 세계지방자치단체연합(UCLG) 등 다양한 국제기구에 가입하였고, 1998년 세계과학도시연합(WTA)을 주도적으로 결성해 의장도시의 역할을 수행하는 등 해외 44개국, 91개 회원 도시 및 기관과 교류하고 있다.
대전은 11개국, 14개의 해외 자매도시 및 14개국, 20개의 해외 우호도시와 교류하고 있다.
| 국가              | 도시                            | 체결년도 |
| ----------------- | ------------------------------- | -------- |
| 일본              | 시마네현 오다 시                | 1987     |
| 미국              | 워싱턴주 시애틀                 | 1989     |
| 헝가리            | 부다페스트                      | 1994     |
| 중국              | 장쑤성(江苏省) 난징시(南京市)   | 1994     |
| 캐나다            | 앨버타주 캘거리                 | 1996     |
| 멕시코            | 할리스코 자유 주권주 과달라하라 | 1997     |
| 스웨덴            | 웁살라주 웁살라                 | 1999     |
| 러시아            | 노보시비르스크주 노보시비르스크 | 2001     |
| 오스트레일리아    | 퀸즐랜드주 브리즈번             | 2002     |
| 베트남            | 빈즈엉성(省平陽)                | 2005     |
| 일본              | 홋카이도 삿포로시               | 2010     |
| 남아프리카 공화국 | 콰줄루나탈주 더반               | 2011     |
| 중국              | 랴오닝성(辽宁省) 선양시(沈阳市) | 2013     |
| 미국              | 메릴랜드주 몽고메리군           | 2017     |

| 체결년도   | 국가                                | 도시 |
| ---------- | ----------------------------------- | ---- |
| 일본       | 이바라키현 쓰쿠바시                 | 1999 |
| 칠레       | 코킴보주 엘키현 라세레나            | 1999 |
| 독일       | 헤센주 프랑크푸르트암마인           | 2003 |
| 중국       | 안후이성(安徽省) 허페이시(合肥市)   | 2003 |
| 알제리     | 알제주 알제                         | 2005 |
| 프랑스     | 프로방스알프코트다쥐르 니스         | 2005 |
| 중국       | 헤이룽장성(黑龙江省) 우창시(武昌市) | 2006 |
| 라오스     | 루앙프라방주 루앙프라방             | 2007 |
| 세이셸     | 마에섬 빅토리아                     | 2009 |
| 이탈리아   | 토스카나주 피렌체 광역시 피렌체     | 2010 |
| 중국       | 산둥성(山东省) 지난시(济南市)       | 2011 |
| 중국       | 산둥성 칭다오시(青岛市)             | 2013 |
| 우크라이나 | 하르키우주 하르키우                 | 2013 |
| 체코       | 남모라바주 브르노                   | 2016 |
| 독일       | 작센 자유주 드레스덴                | 2016 |
| 인도네시아 | 반튼주 탕그랑슬라탄                 | 2016 |
| 대만       | 가오슝시                            | 2017 |

## 같이 보기
- 둔산신도시
- 도안신도시
- 대전광역시서울사무소
- 서대전
- 1993년 세계 박람회
- 대전광역시의 마천루 목록
- 엔디소프트